# Échinodermes de l'Atlantique nord-est

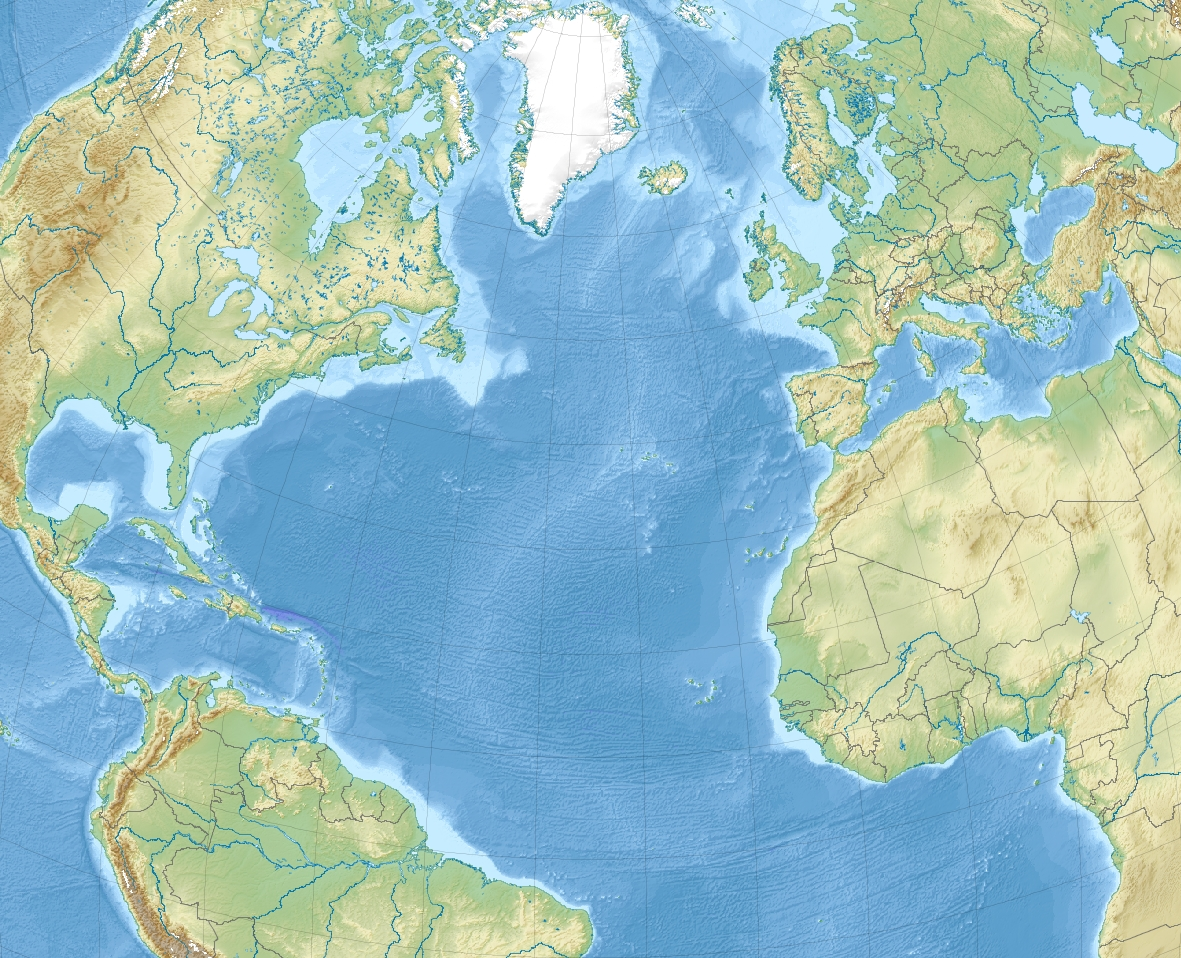
Image de l'océan Atlantique nord.

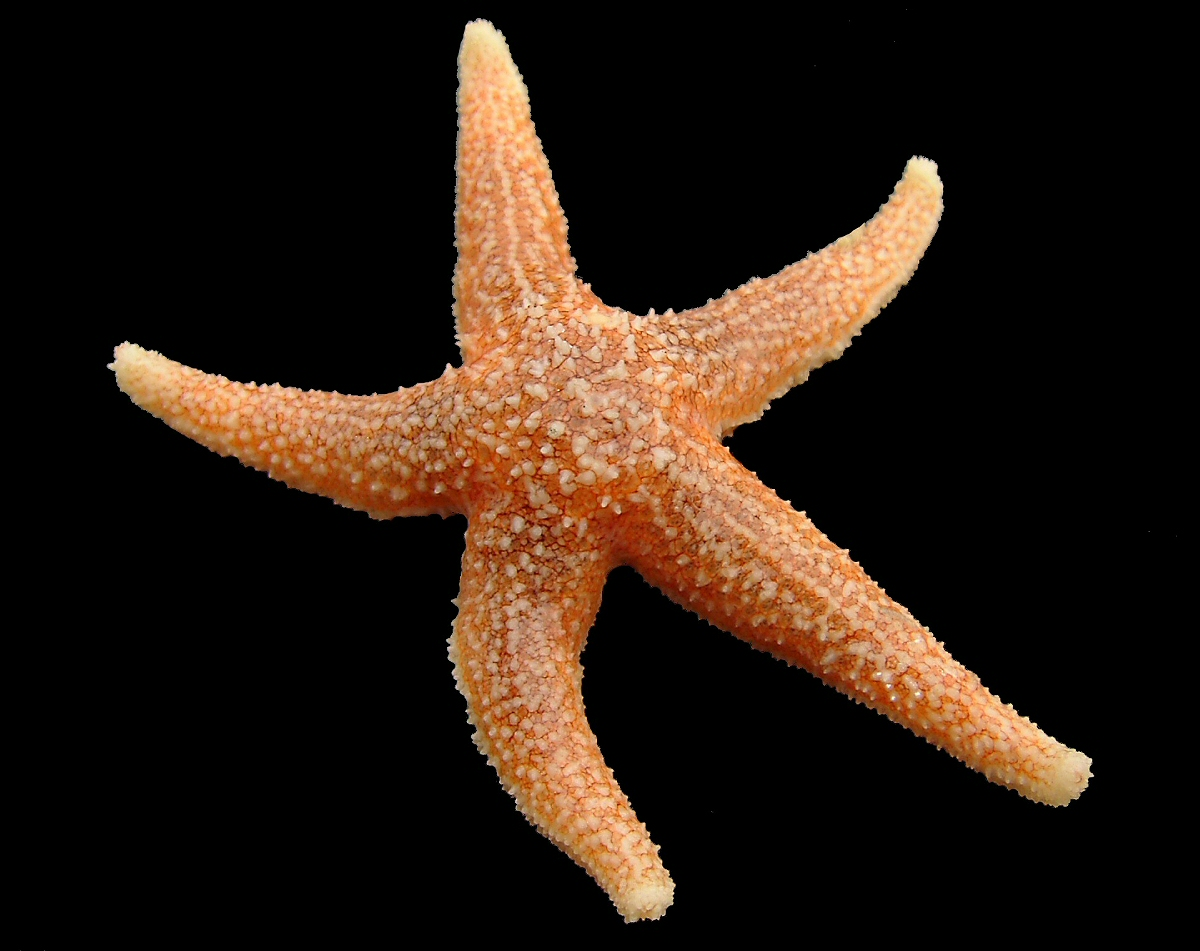
Étoile de mer rouge, collectée en Belgique.

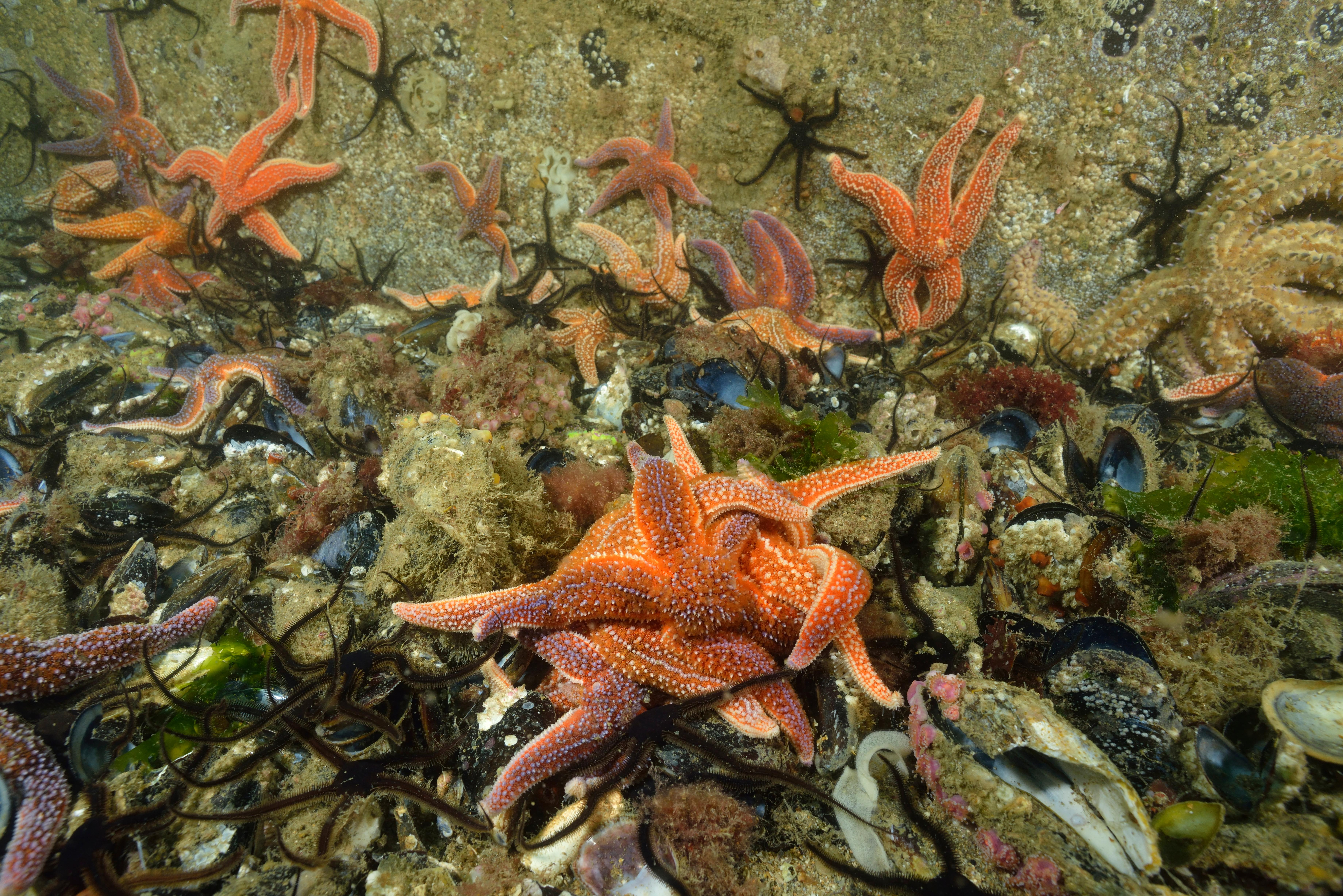
Étoiles de mer rouges et ophiures noires en rade de Brest.

Les échinodermes forment un embranchement d'animaux marins benthiques présents à toutes les profondeurs océaniques, et dont les premières traces fossiles remontent au Cambrien.
Ils comprennent actuellement 5 classes : les étoiles de mer, holothuries, oursins, ophiures et crinoïdes. Ces animaux sont généralement caractérisés par le fait que leur corps est structuré en une symétrie centrale (au lieu de bilatérale chez la plupart des animaux), généralement d'ordre 5 (« pentaradiale »), visible chez les étoiles de mer, les oursins et les ophiures, et plus discrète chez les holothuries et les crinoïdes.
On en compte actuellement 7 000 espèces vivantes à l'échelle de la planète, dont plus de 2000 ophiures, 1900 étoiles de mer, 1250 holothuries, 950 oursins et 650 crinoïdes.
Très originaux, les représentants de ce groupe possèdent un certain nombre de caractéristiques uniques dans le monde animal. Les principales sont une symétrie générale pentaradiée (bien qu'ils restent fondamentalement bilatériens), l'existence d'un squelette constitué de plaques de calcite arrangées en stéréome, et la présence d'un système aquifère. Ils constituent un groupe proche des chordés au sein des deutérostomiens.
Les échinodermes sont des animaux lents et non agressifs, mais les oursins sont cependant équipés de piquants pouvant infliger des blessures douloureuses (même si aucun n'est venimeux en Méditerranée). Les holothuries peuvent quant à elles se protéger en éjectant des tubes de Cuvier, pour les espèces qui en sont pourvues.
Les cinq classes d'échinodermes sont représentées dans l'Atlantique nord-est, du sud de l'Espagne aux côtes occidentales de Norvège (hors cercle arctique) ; il est à noter que la Mer Baltique semble déporvue d'échinodermes. Le tome qui leur est dédié dans la Faune de France de Koehler recense 108 espèces d'échinodermes sur la côte française toutes profondeurs confondues : 25 étoiles de mer, 21 ophiures, 4 crinoïdes, 22 oursins et 36 holothuries - cependant cette étude date de 1921, et plusieurs nouvelles espèces ont été décrites ou invalidées depuis. Une étude de 2016 recense 94 espèces autour du Royaum-Uni. La liste de Koehler est donc ici mise à jour suivant la nomenclature en cours sur le World Register of Marine Species, et complétée avec les espèces enregistrées sur les bases de données en ligne DORIS et Encyclopedia of Marine Life of Britain and Ireland, ou d'autres sources ponctuelles. L'INPN recense, pour toute la France métropolitaine (Méditerranée comprise) et à toutes profondeurs, 378 espèces : 93 étoiles, 26 crinoïdes, 52 oursins, 111 holothuries et 96 ophiures. Cet article est donc non exhaustif, mais présente les espèces les plus communes aux profondeurs de baignade ou de plongée récréative.

## Étoiles de mer
La classe des Asteroidea (les étoiles de mer) comprend environ 1 900 espèces réparties dans tous les océans. On peut en trouver à toutes les profondeurs, de la zone de balancement des marées à −6 000 mètres de fond. Elles peuvent avoir cinq bras ou davantage. Toutes ont un disque central portant en partie supérieure (face « aborale ») l’anus et le madréporite, et sur la face inférieure (face « orale ») une bouche dépourvue de dents mais par laquelle certaines astérides peuvent « dévaginer » leur estomac pour le projeter sur la proie et commencer ainsi à la digérer de façon externe.
Les étoiles de l'ordre des Paxillosida (comme celles du genre Astropecten) sont appelées « étoiles de sable » ou « étoiles-peignes » : elles vivent enterrées dans le sable où elles chassent d'autres organismes fouisseurs (vers, bivalves, oursins irréguliers...), et leurs bras sont entourés d'épines dont elles se servent pour se déplacer dans le sédiment.
L'étoile la plus fréquente des fonds rocheux de l’Atlantique nord-est est l'étoile rouge Asterias rubens (à ne pas confondre avec l'étoile rouge méditerranéenne Echinaster sepositus, présente mais rare dans l'Atlantique).

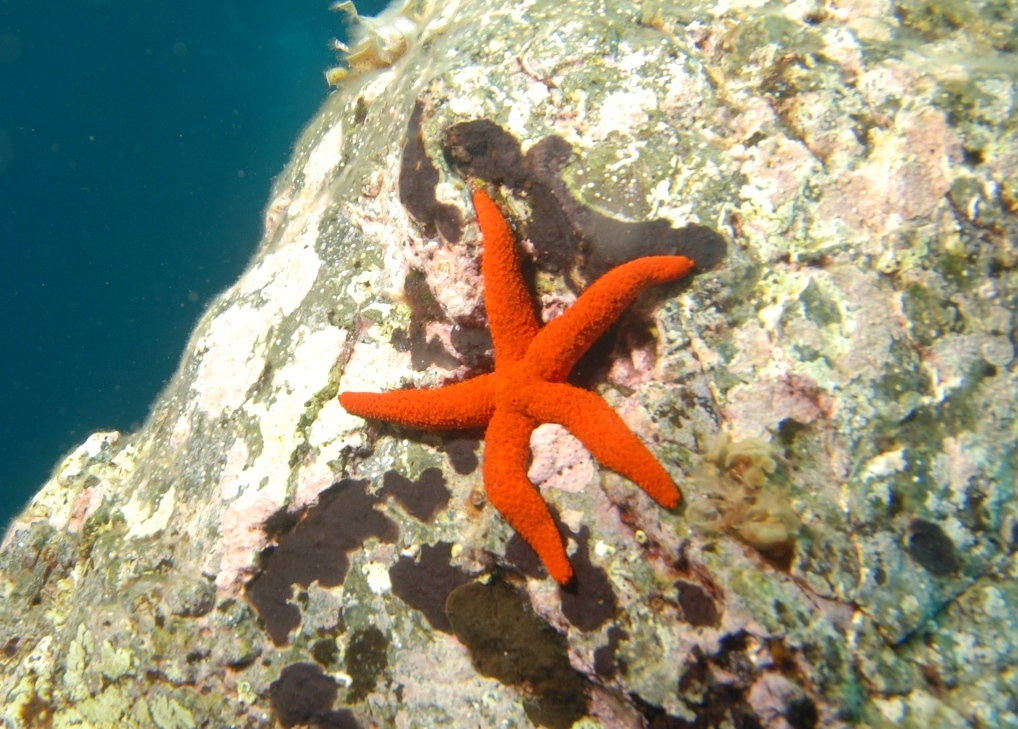
Étoile de mer rouge (Echinaster sepositus)
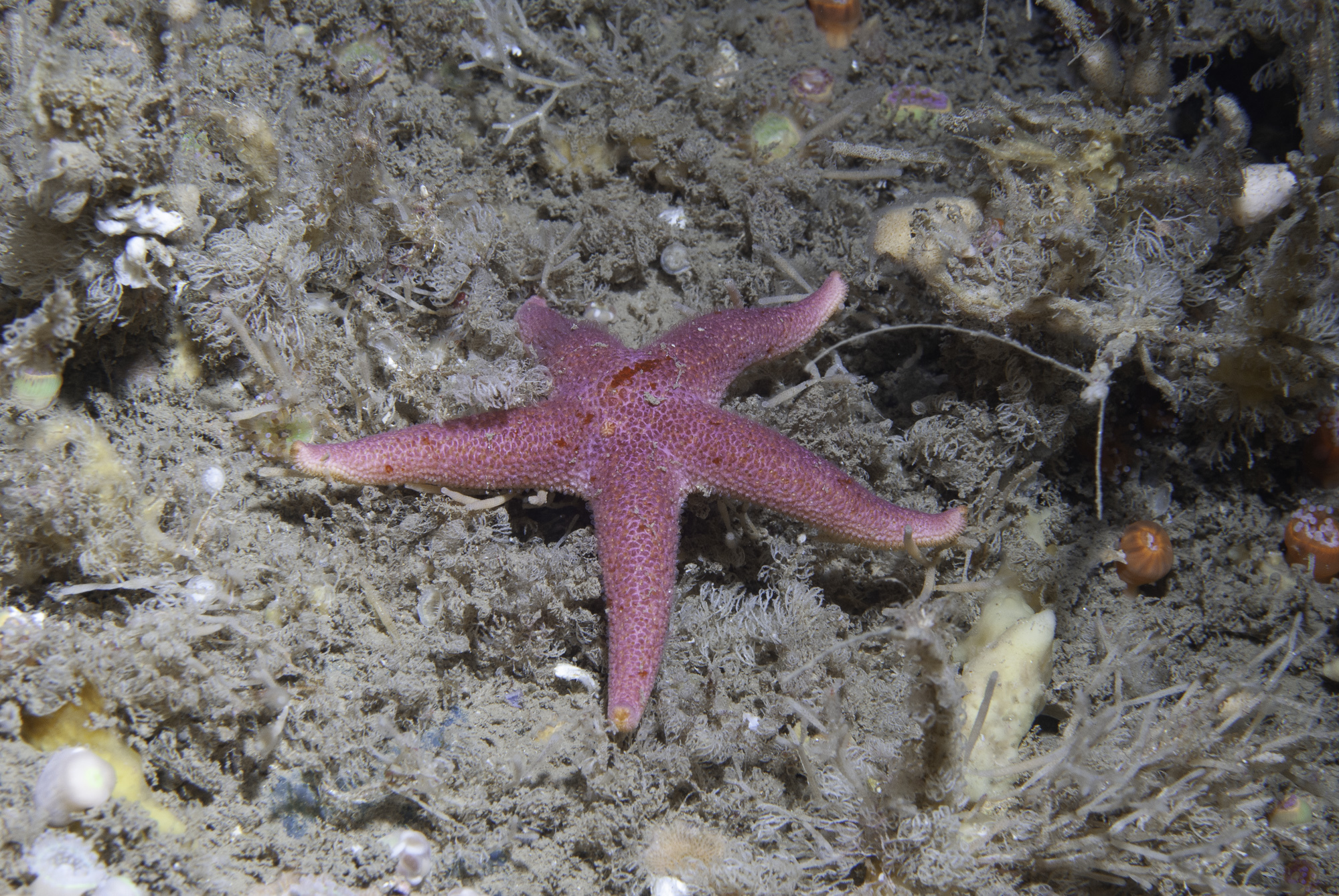
Étoile-cuir (Henricia oculata, ajout de DORIS)
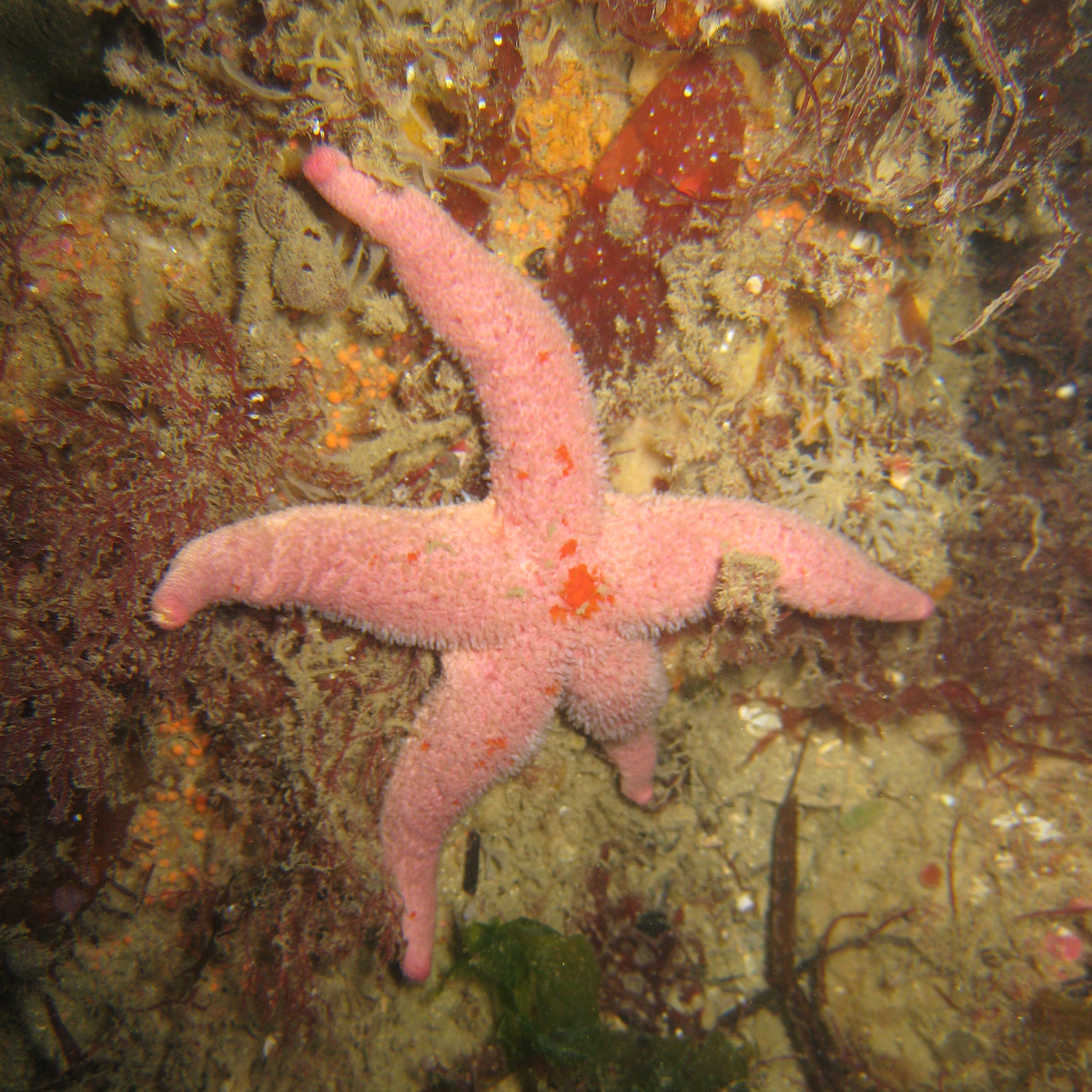
Étoile-cuir boréale (Henricia sanguinolenta)
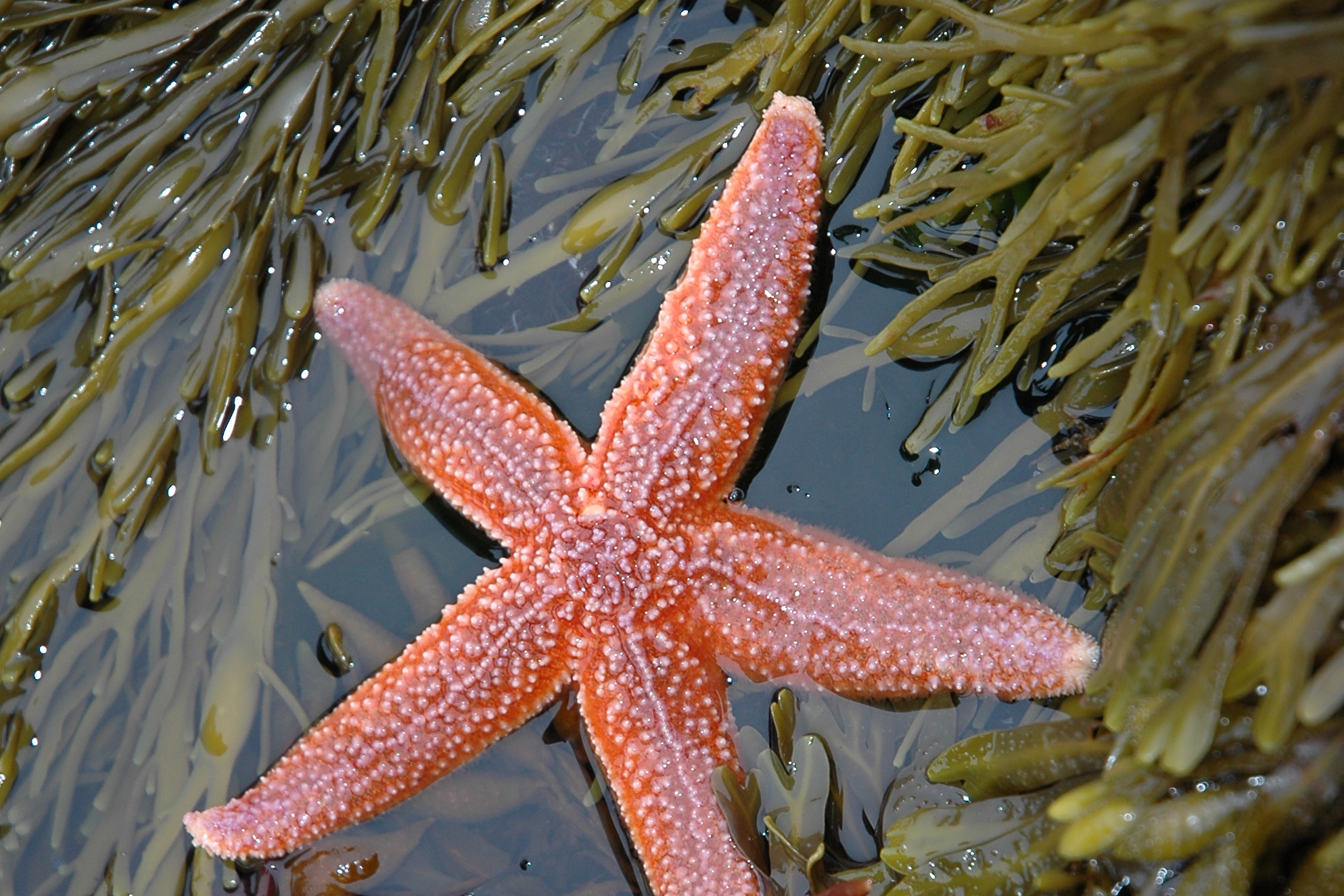
Étoile de mer commune (Asterias rubens)
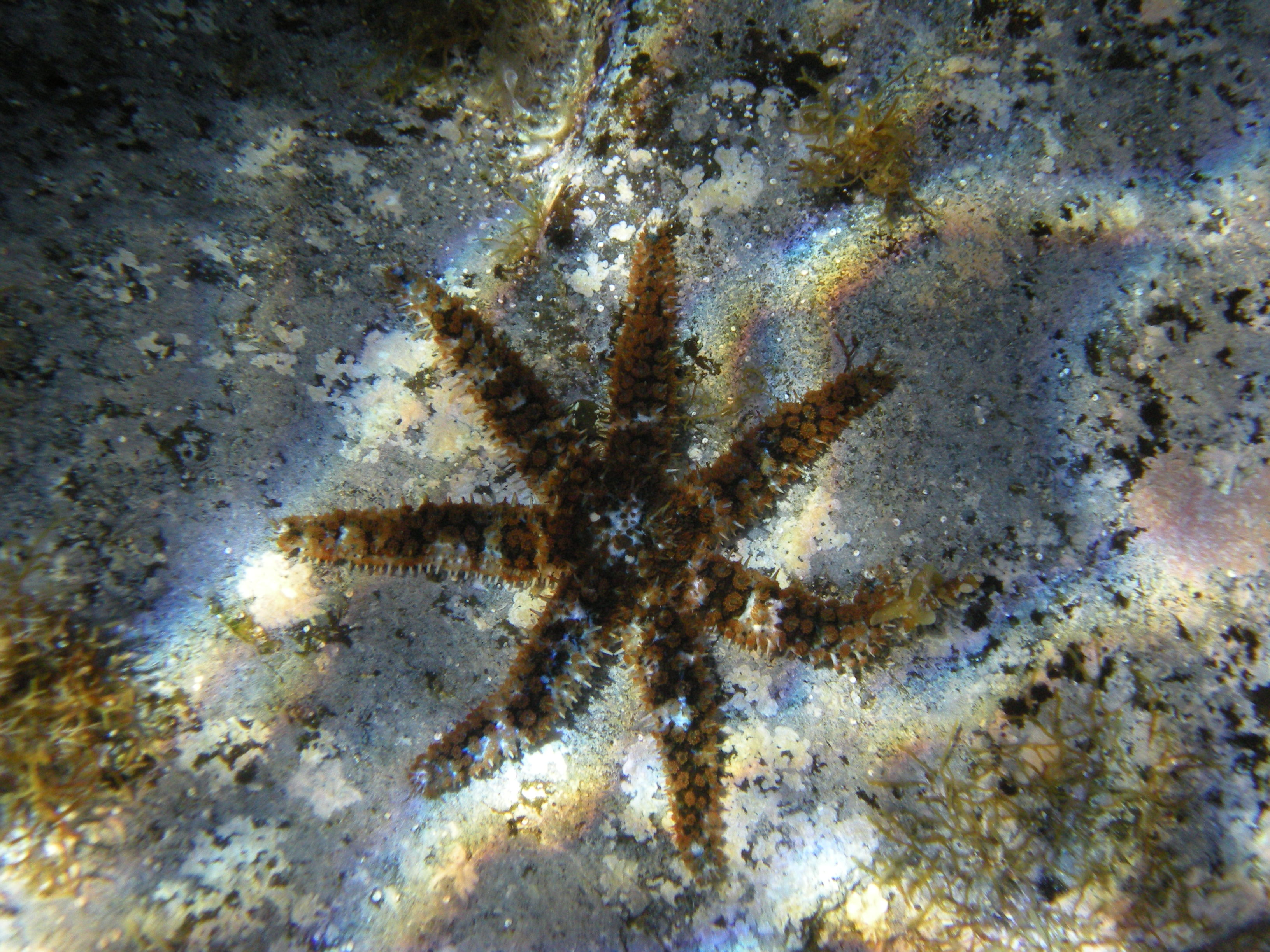
Étoile de mer épineuse (Coscinasterias tenuispina)
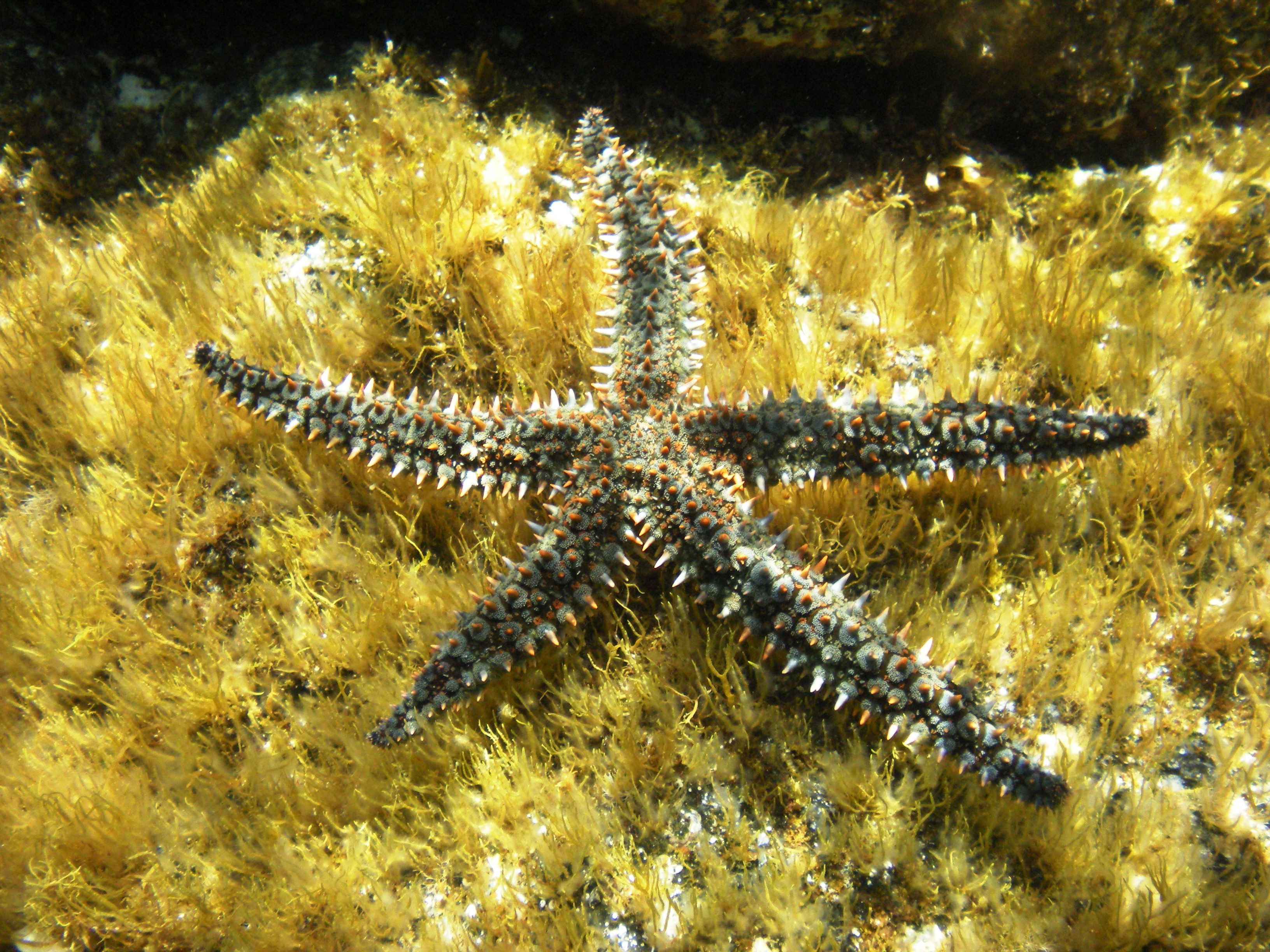
Étoile de mer glaciaire (Marthasterias glacialis)
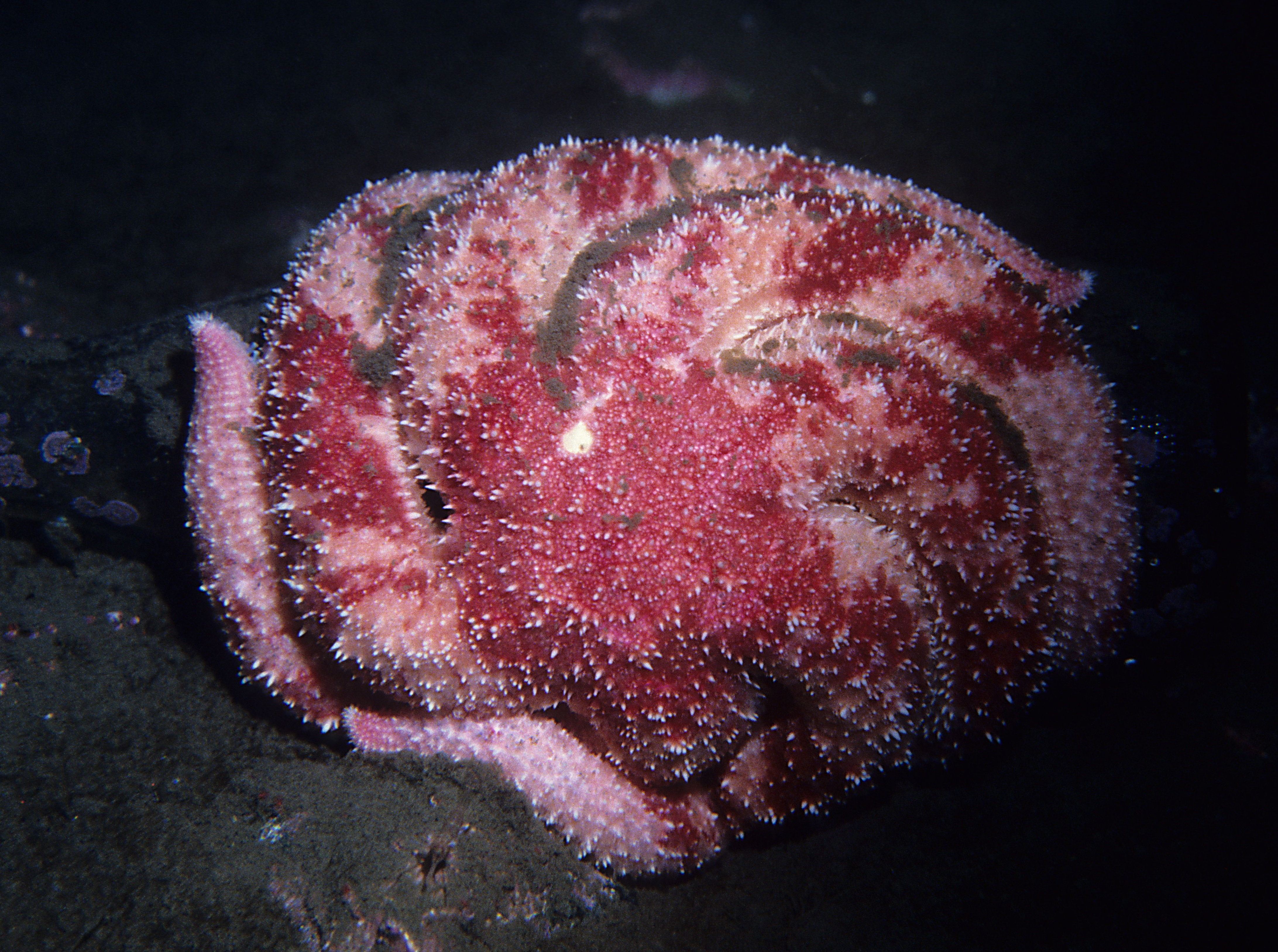
Leptasterias polaris
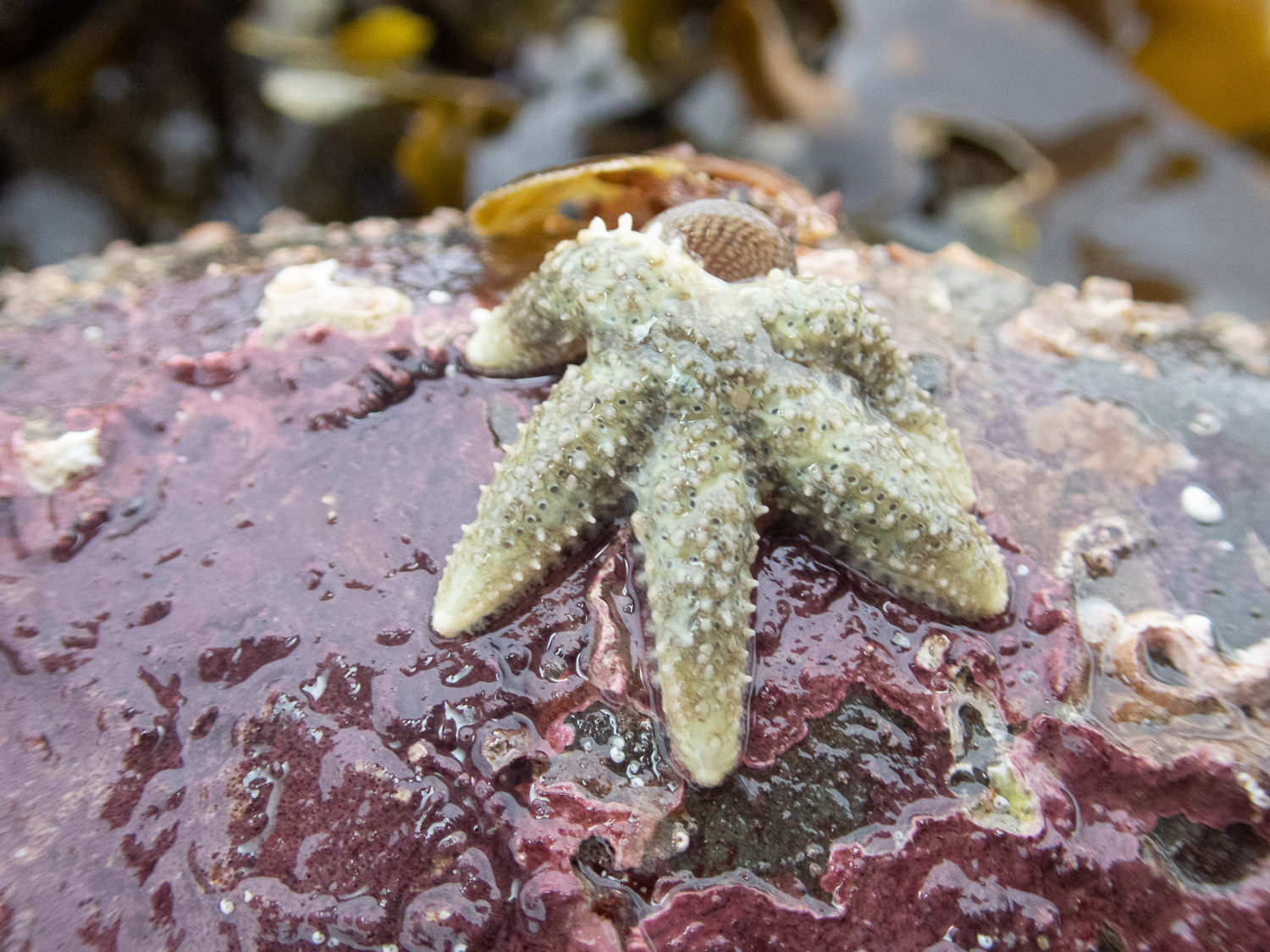
Leptasterias muelleri
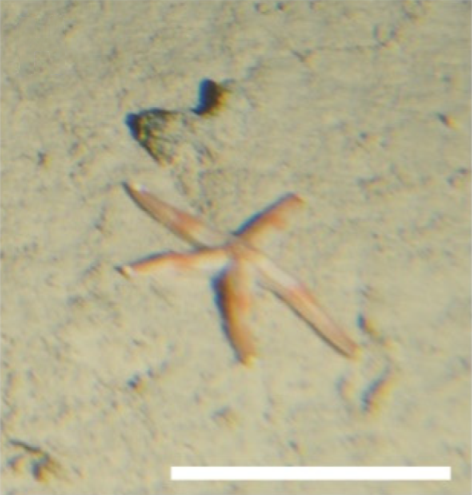
Sclerasterias neglecta (profonde)
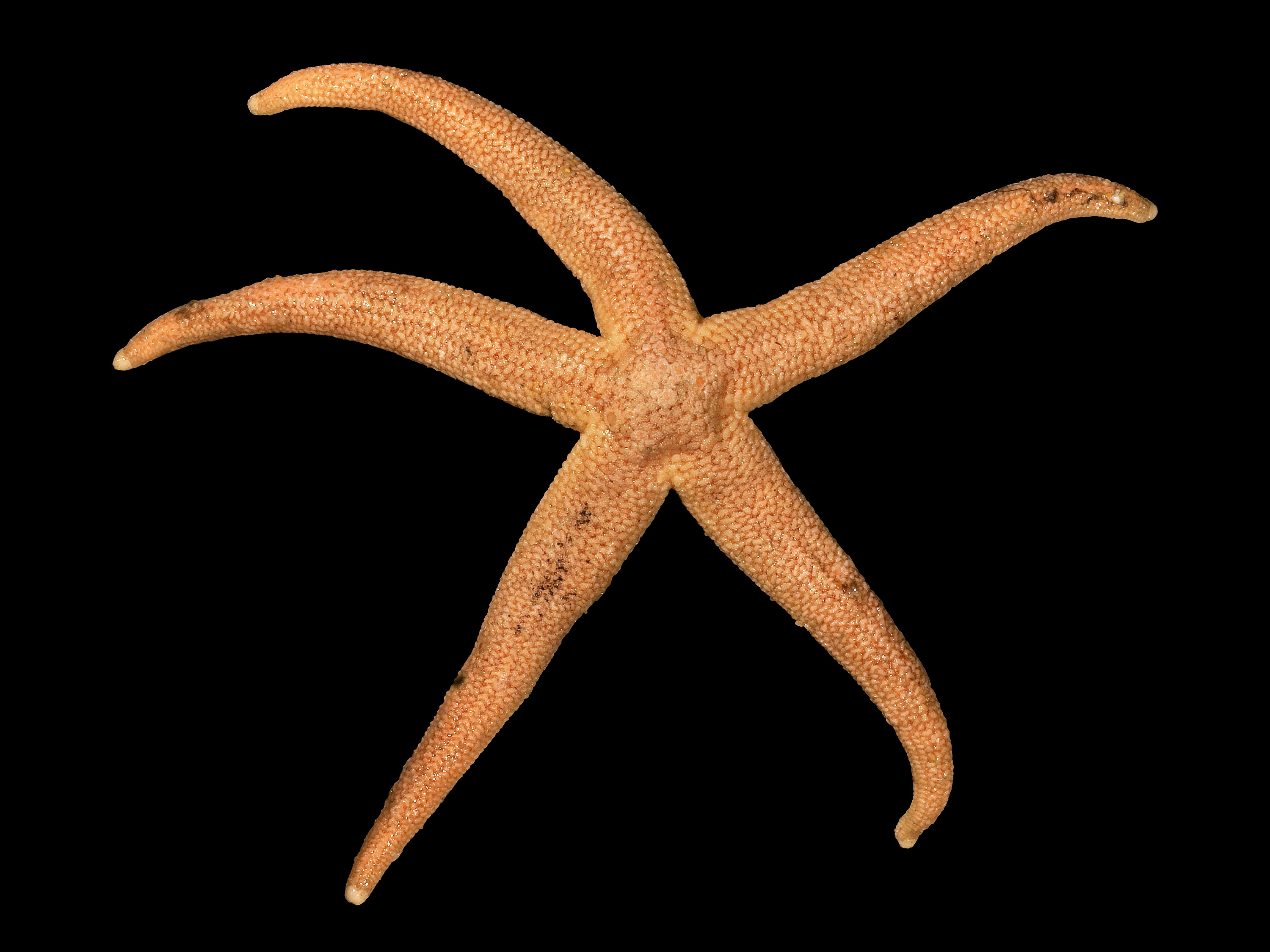
Stichastrella rosea
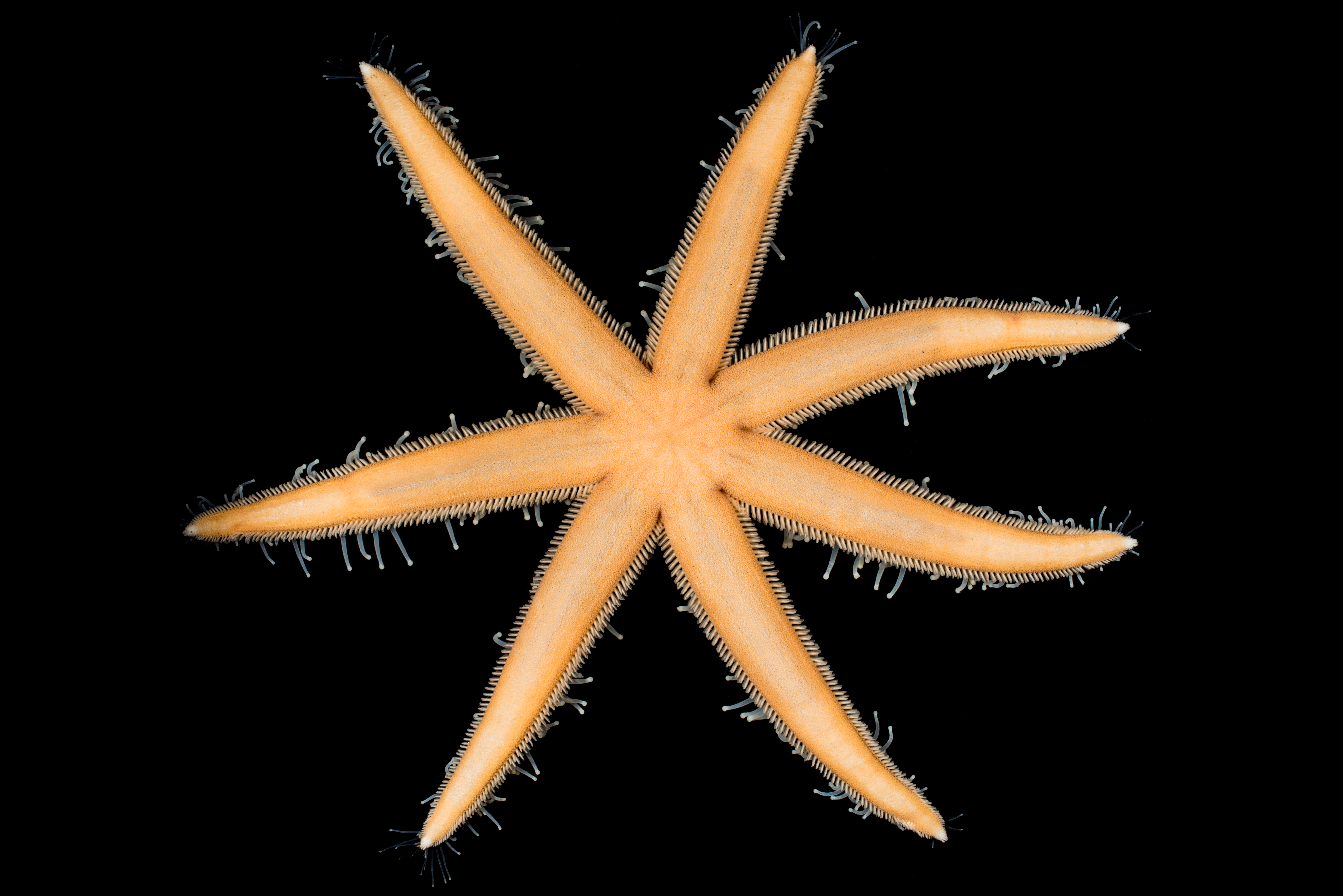
Étoile à sept bras (Luidia ciliaris)
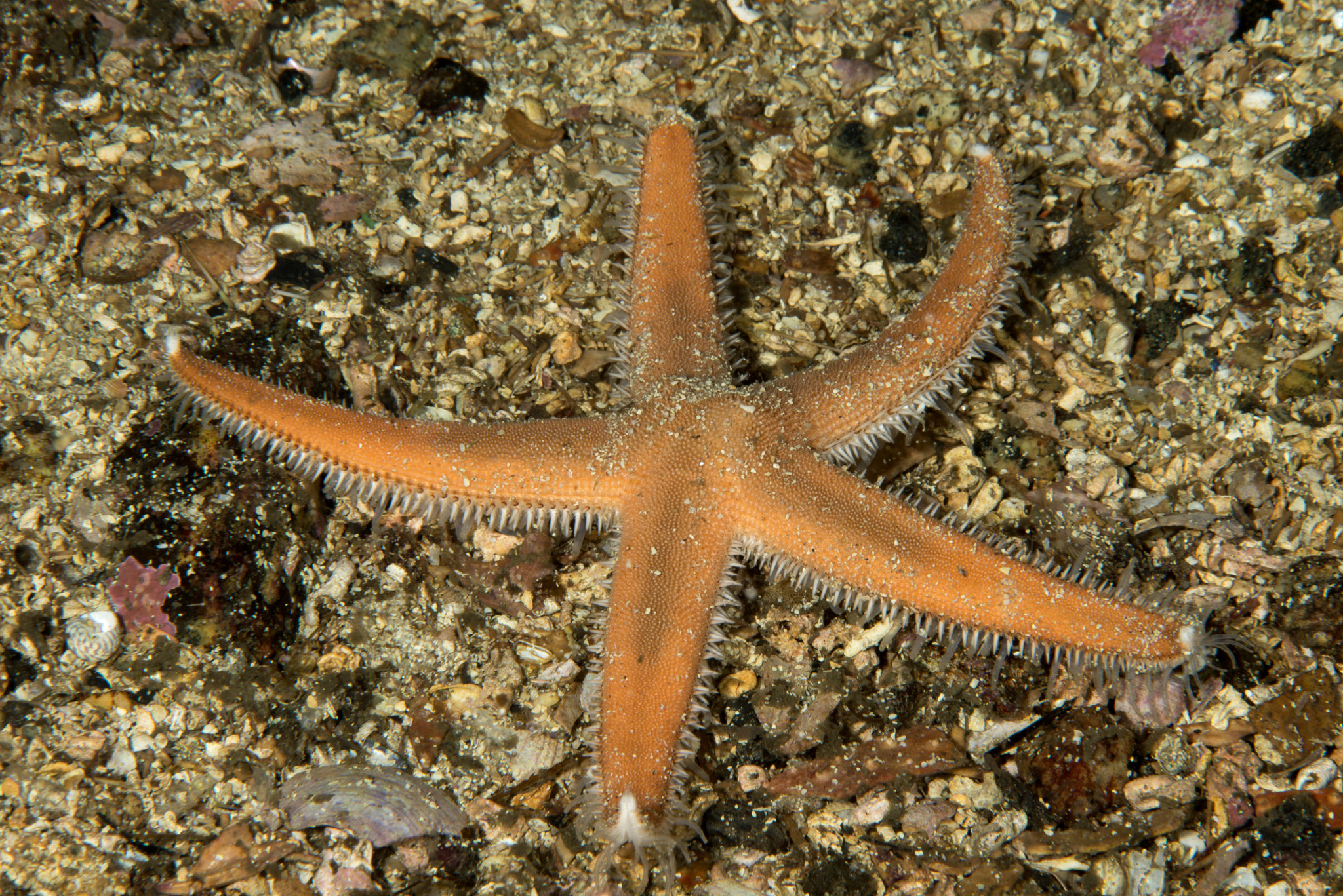
Luidia à cinq bras (Luidia sarsi)
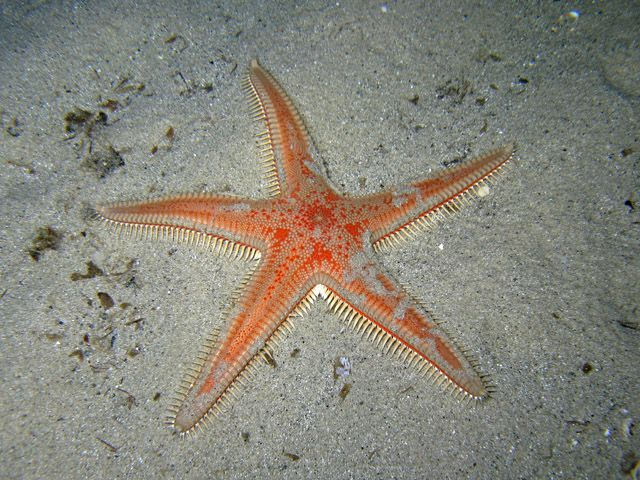
Grande étoile-peigne (Astropecten aranciacus)
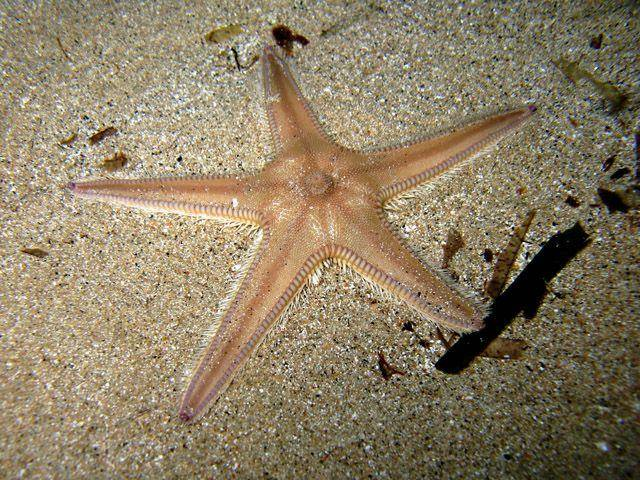
Étoile-peigne commune (Astropecten irregularis)
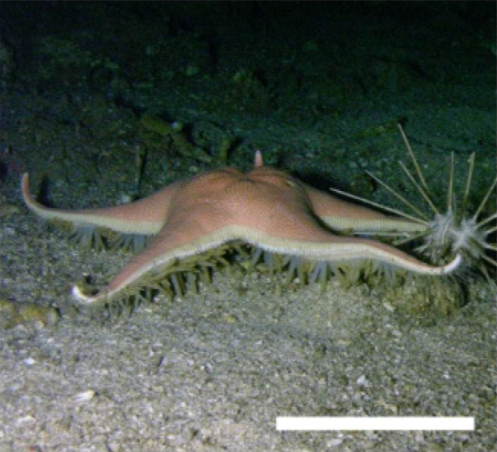
Tethyaster subinermis
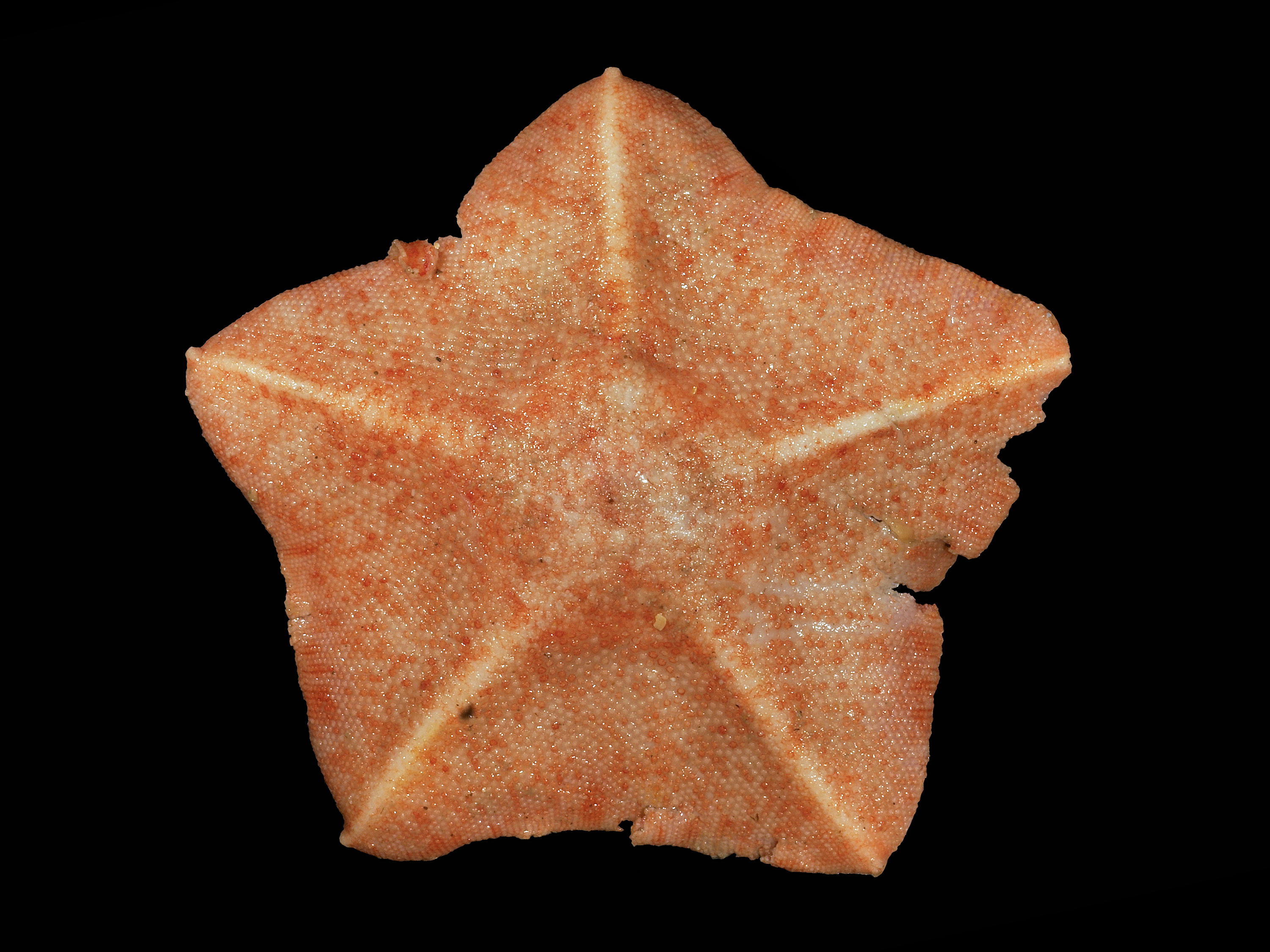
Étoile patte d'oie (Anseropoda placenta)
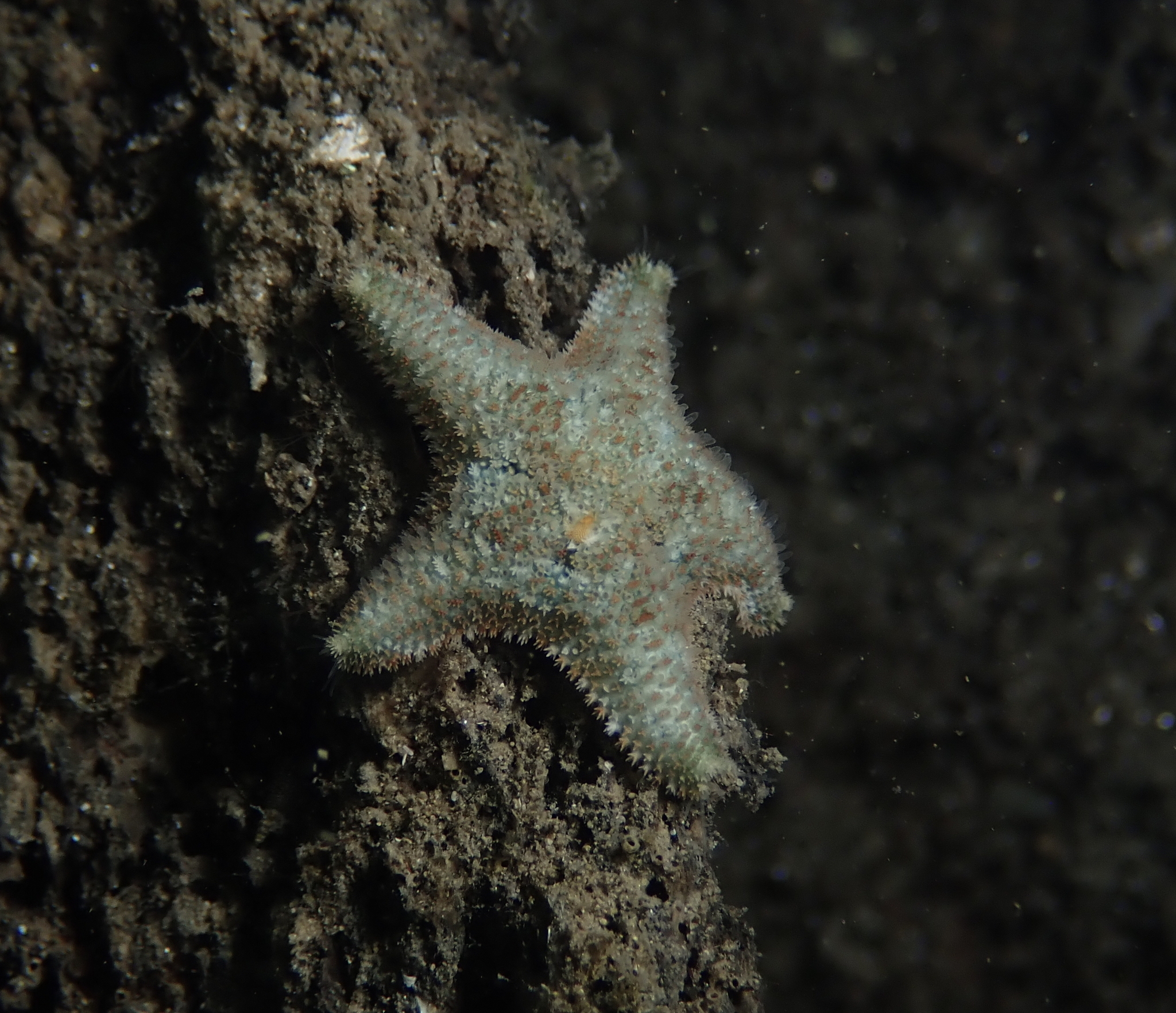
Astérie bossue (Asterina gibbosa)
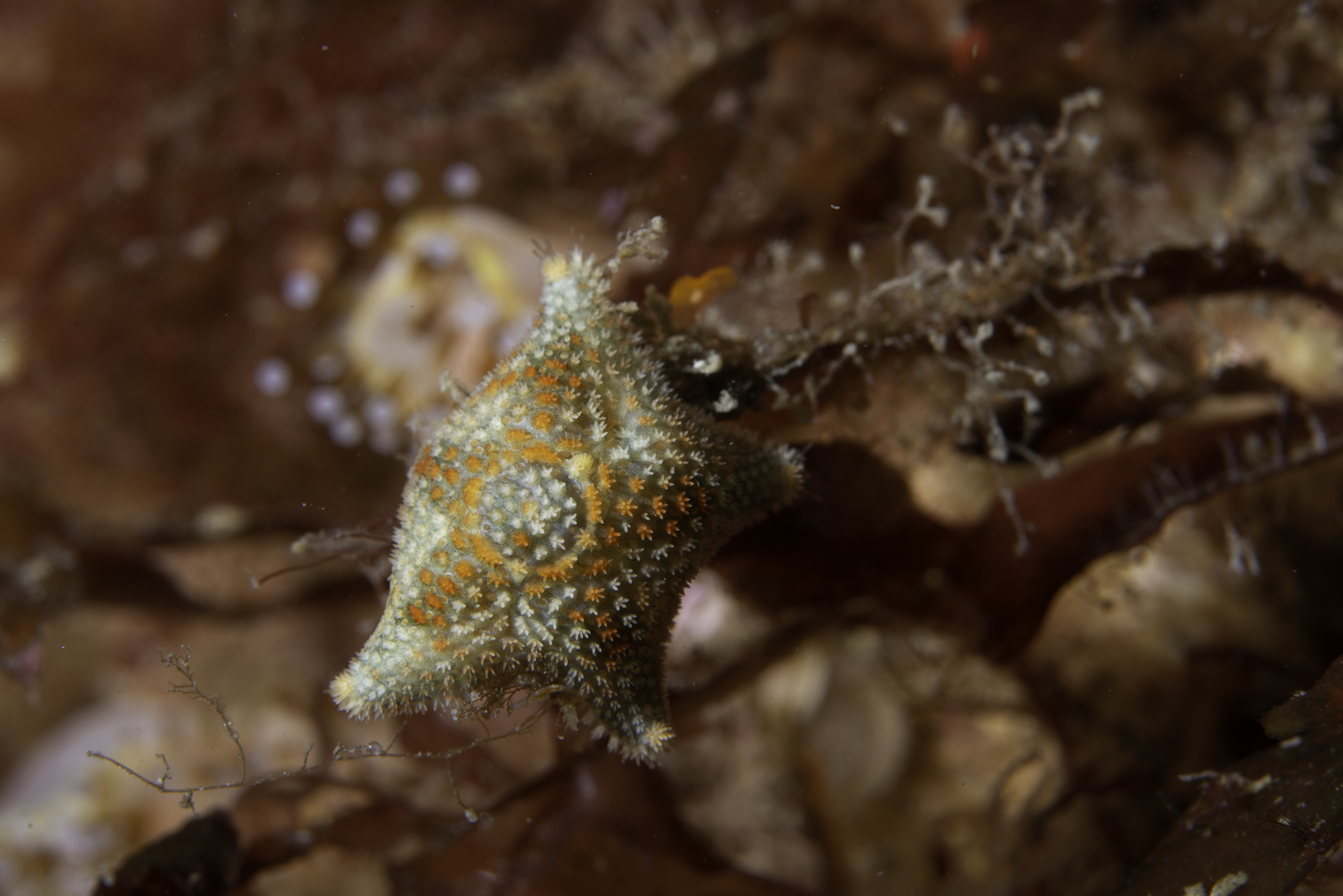
Astérie naine (Asterina phylactica)
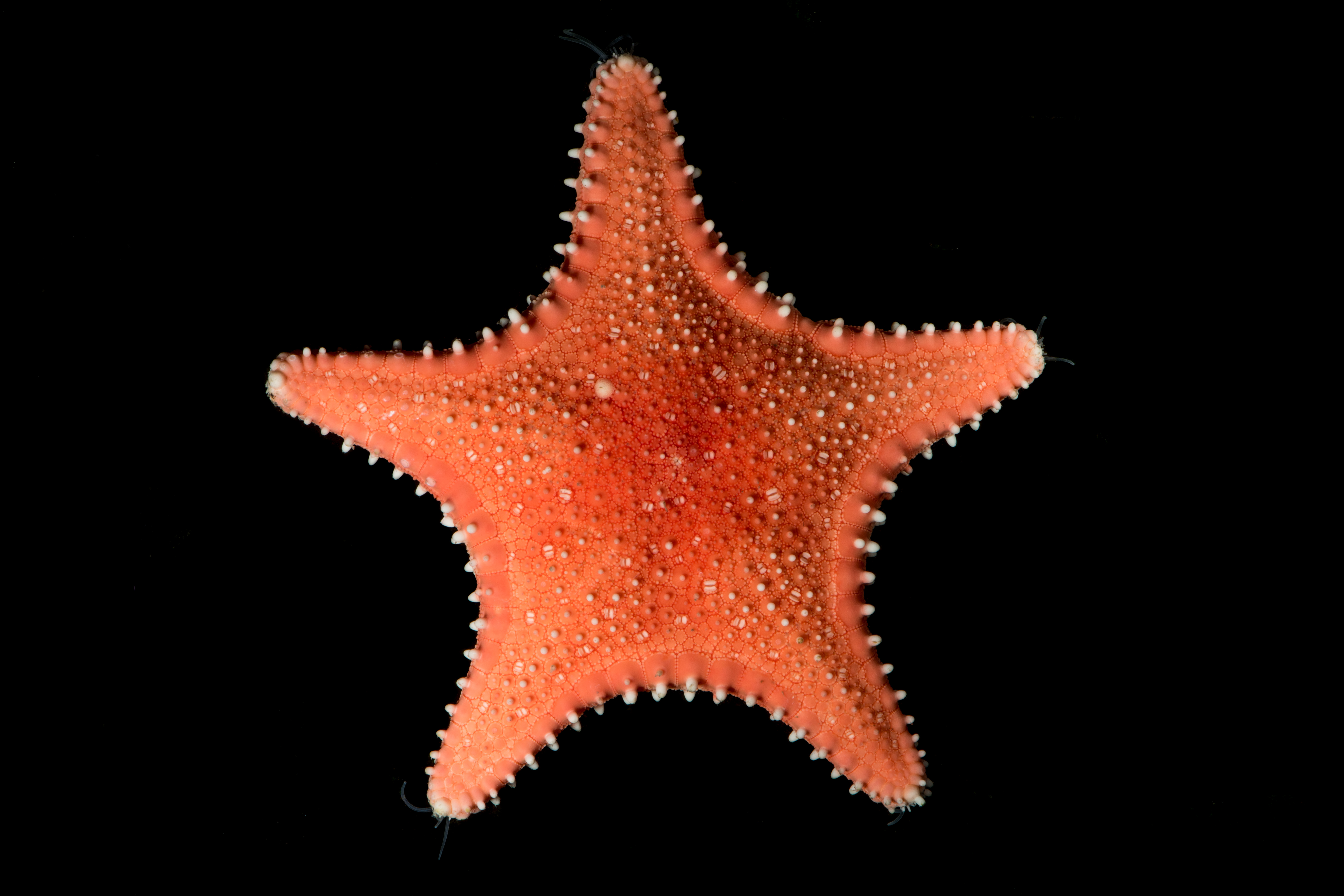
Hippasteria phrygiana (ajout de l'EMLBI[5])
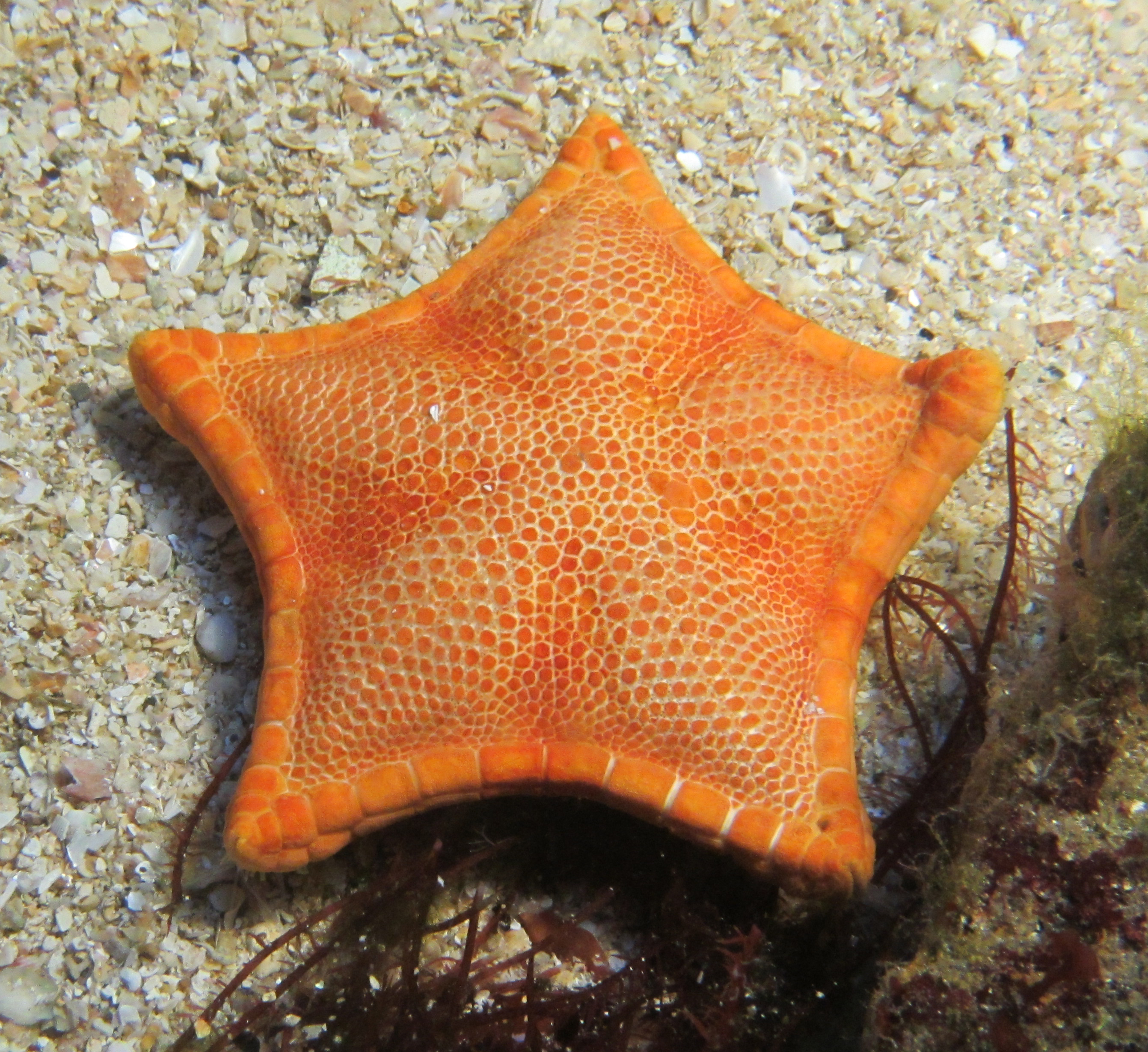
Étoile-biscuit (Peltaster placenta)
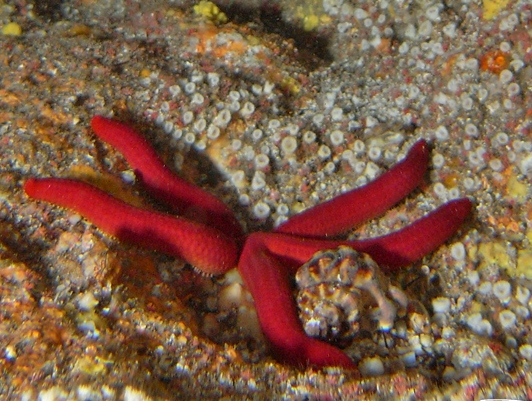
Étoile de mer violette (Ophidiaster ophidianus)
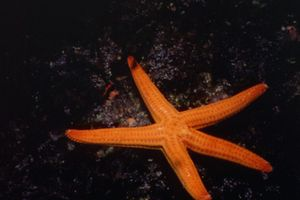
Étoile de mer lisse (Hacelia attenuata)
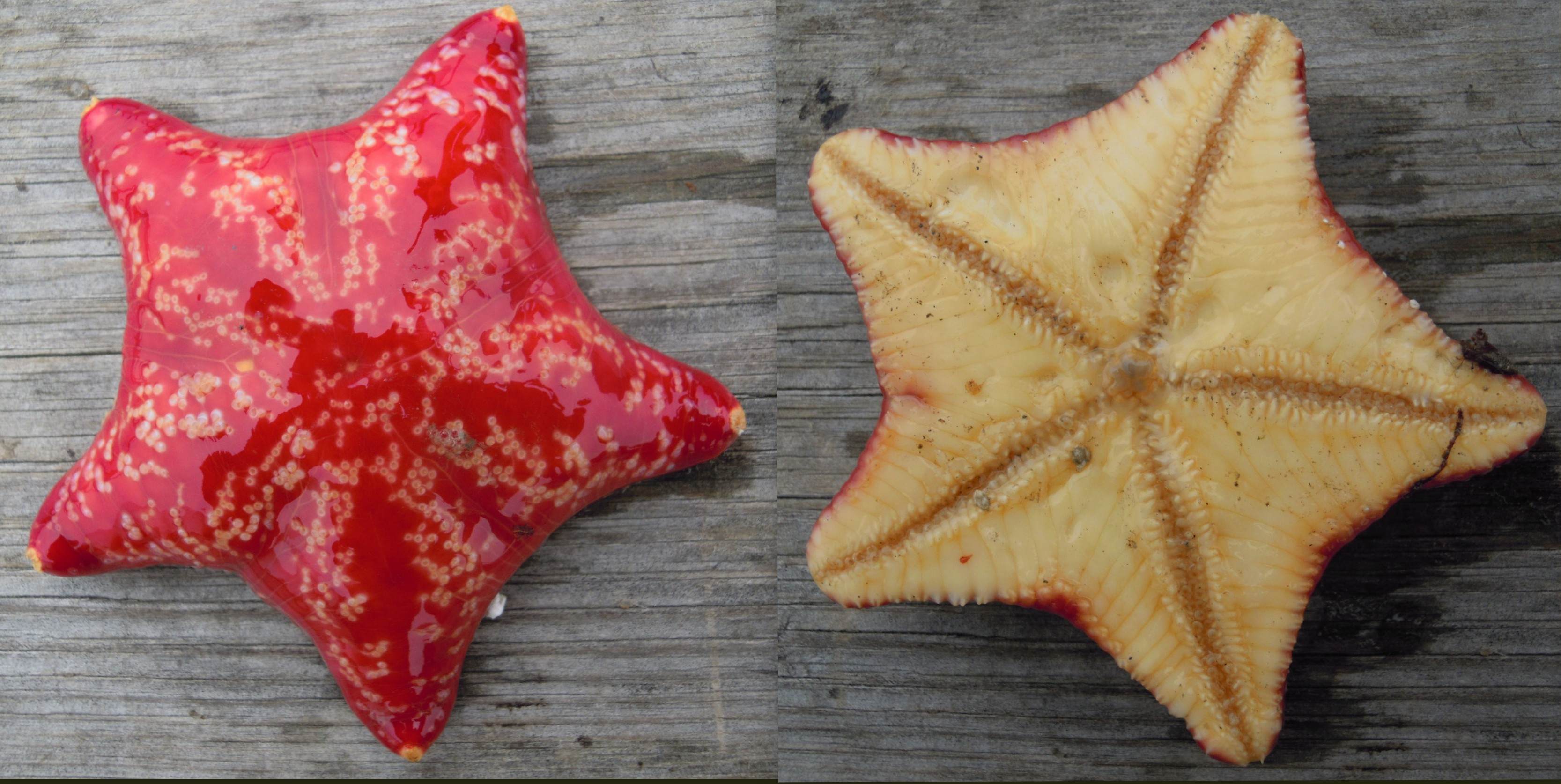
Porania pulvillus
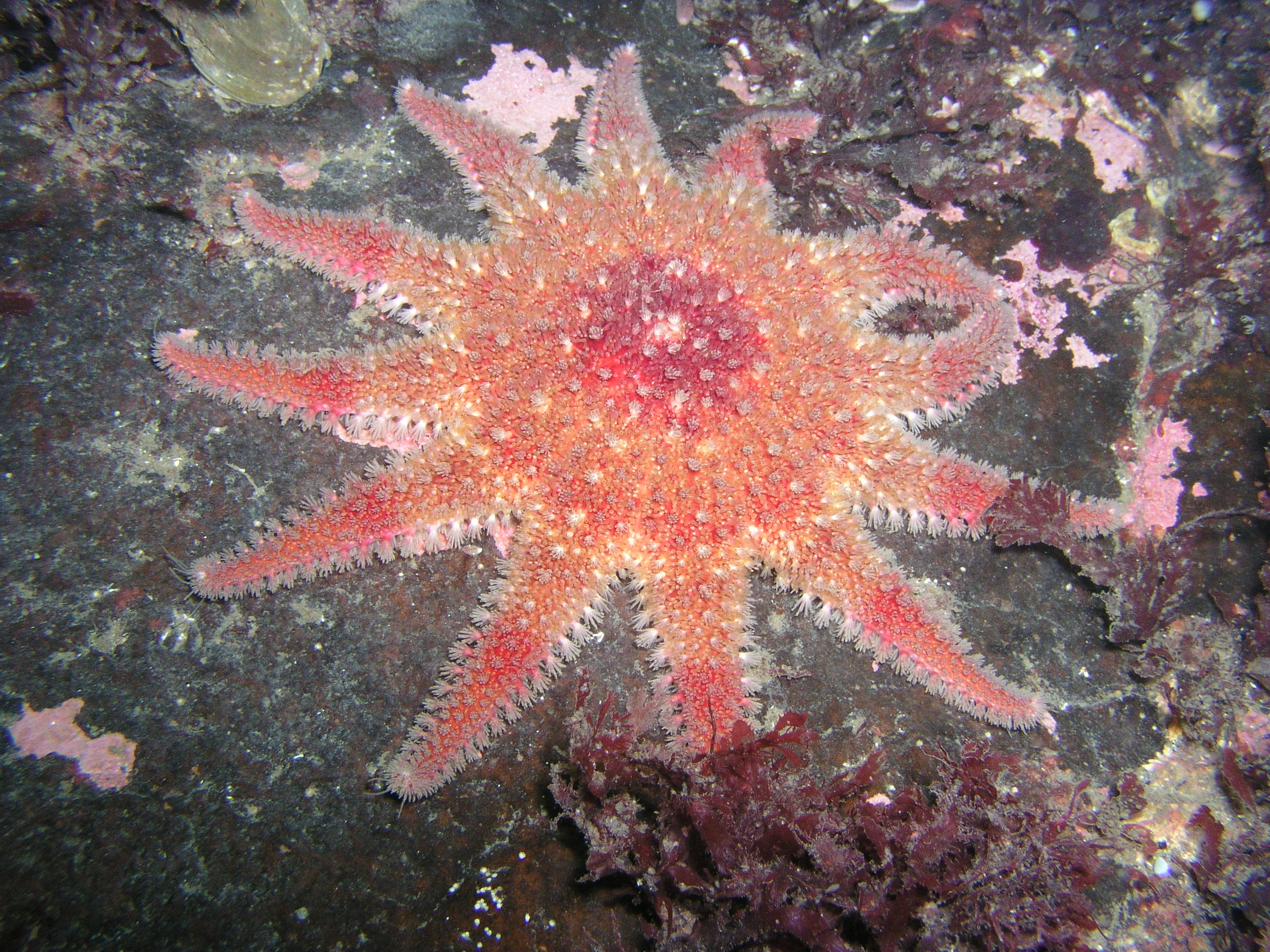
Crachat d'amiral (Crossaster papposus)
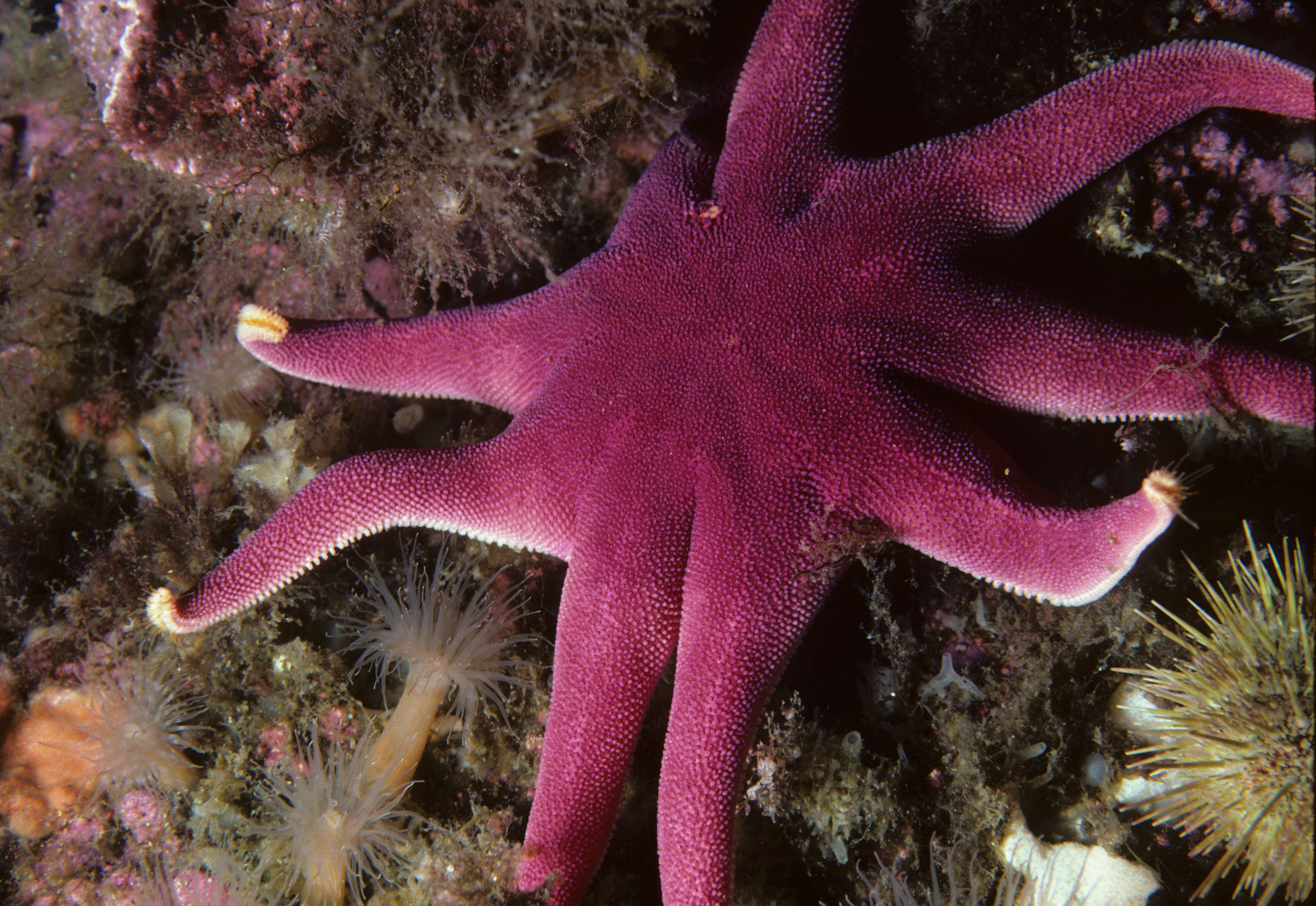
Solaster endeca (ajout de DORIS)
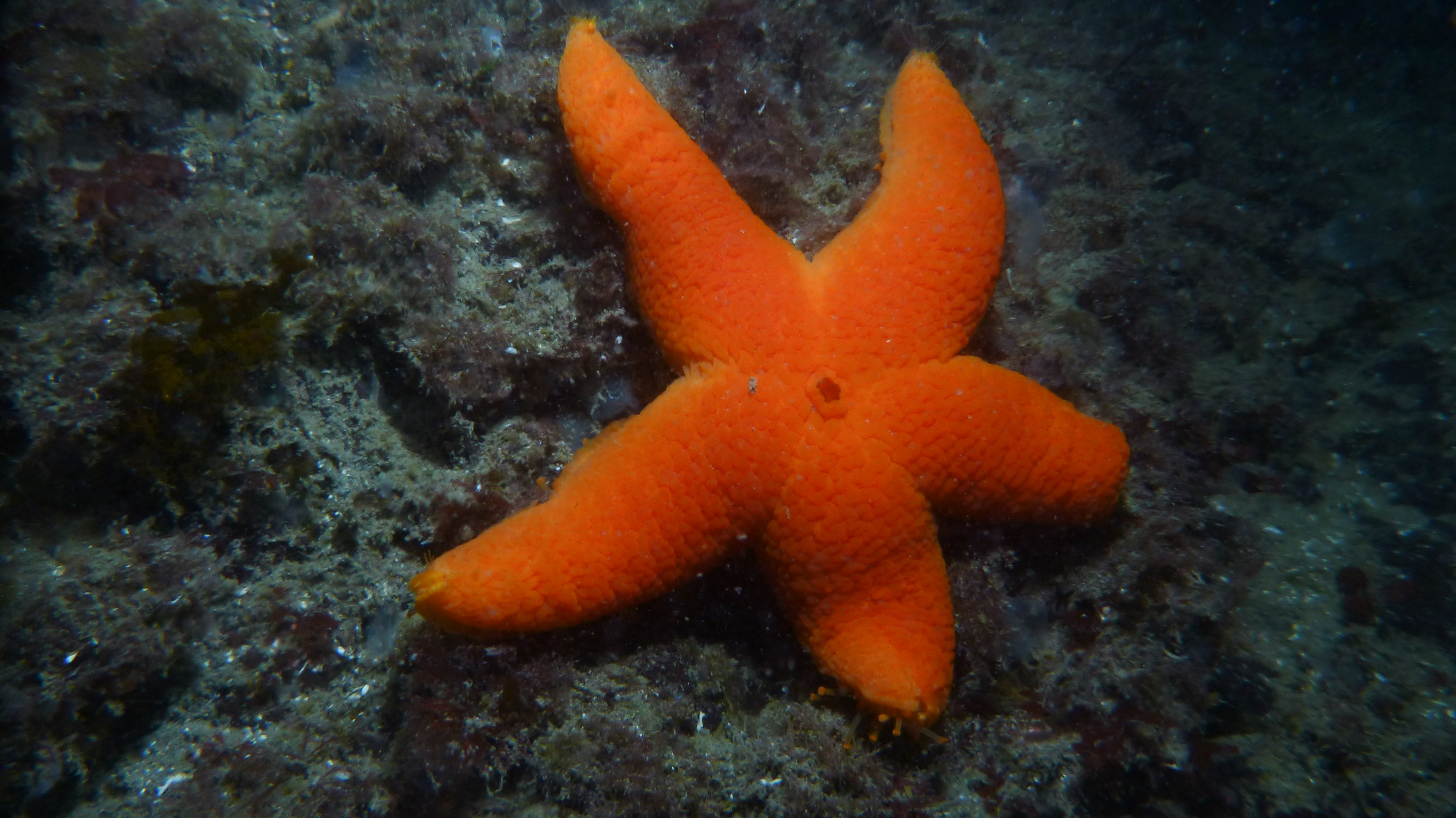
Pteraster militaris (ajout de l'EMLBI[5])

Non illustrées : Sclerasterias guernei.

## Ophiures
Les ophiures (du grec ophis, « serpent », et oura, « queue ») ne sont pas des étoiles de mer, mais un groupe proche (toutes deux font partie de la sous-classe des Asterozoa). Parmi les différences on trouve des bras très fins et très souples, indépendants du corps, qui ne se touchent pas à leur base, et l’absence d’anus (les rejets se font par la bouche). Elles sont de surcroît beaucoup plus rapides, et se déplacent en se portant sur leurs longs bras. Le corps discoïdal est aplati sur la face inférieure, et généralement bombé en face supérieure.
Les ophiures sont des charognards et détritivores rapides et abondants, qui passent la journée dissimulés dans des trous ou sous des roches et sortent la nuit pour se nourrir sur le fond. Quand elles sont manipulées, la plupart des espèces peuvent sectionner leurs bras pour échapper à leur prédateur : celui-ci repoussera en quelques semaines ou mois.
Il existe un ordre d’ophiures dont la morphologie est totalement différente, les Euryalida ou « gorgonocéphales », dont les nombreux et longs bras très ramifiés se déploient la nuit pour capturer le plancton.

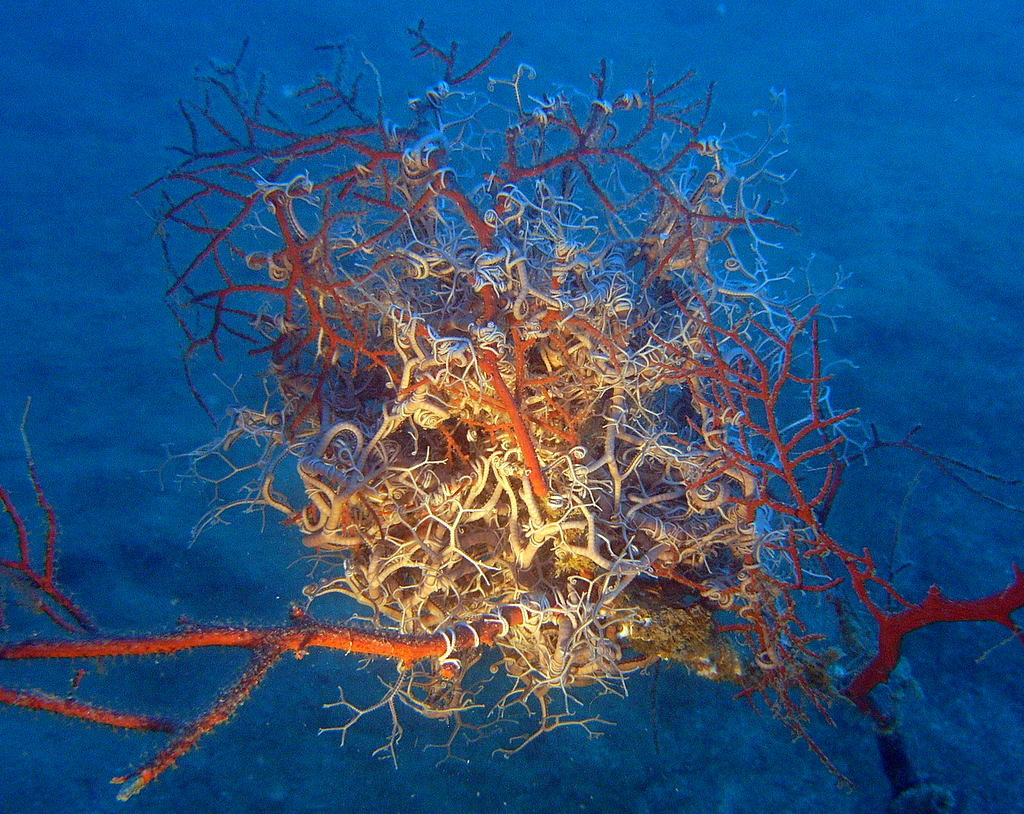
Ophiure gorgonocéphale (Astrospartus mediterraneus, rare hors de Méditerranée[9])
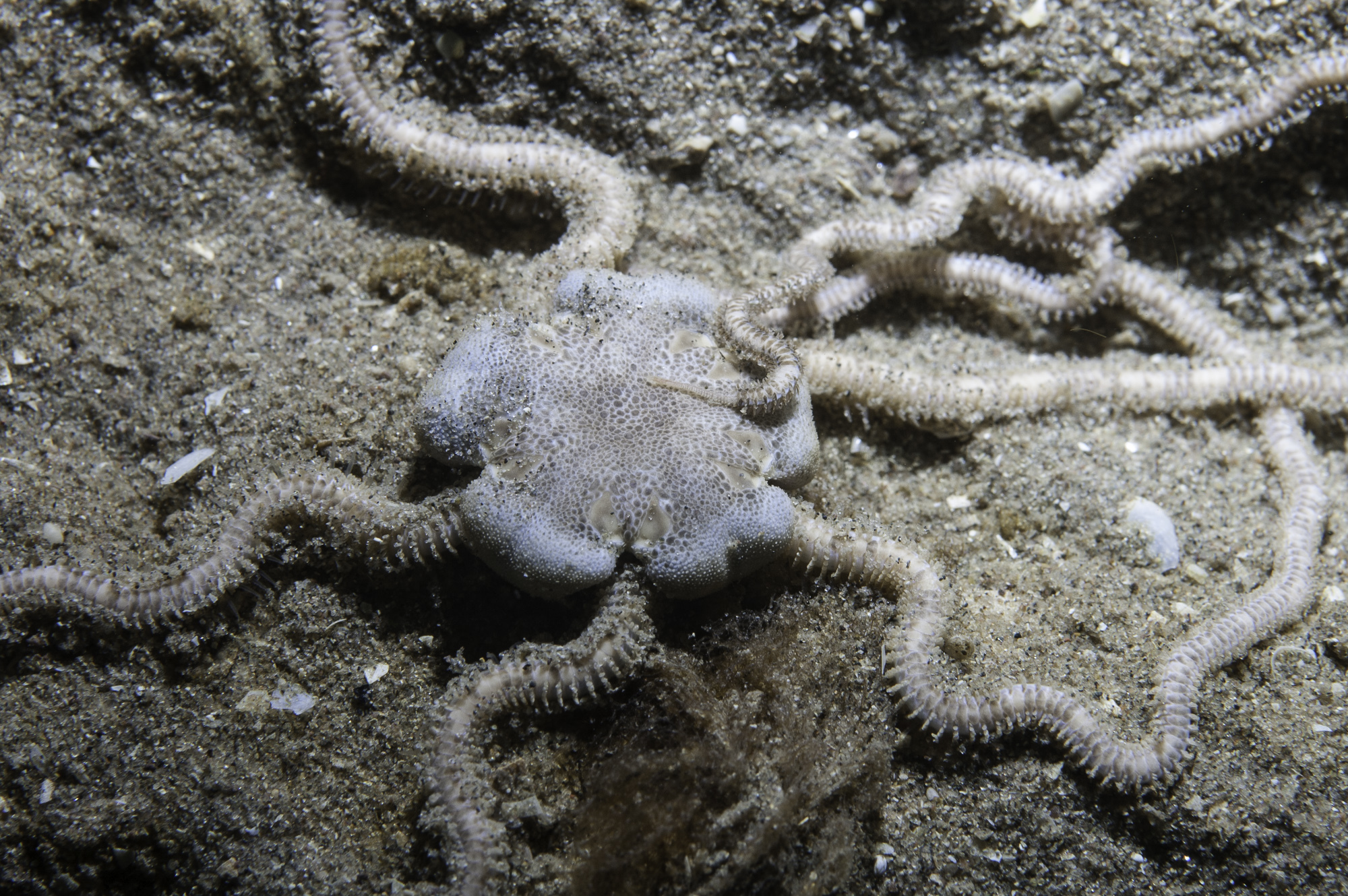
Acrocnida brachiata
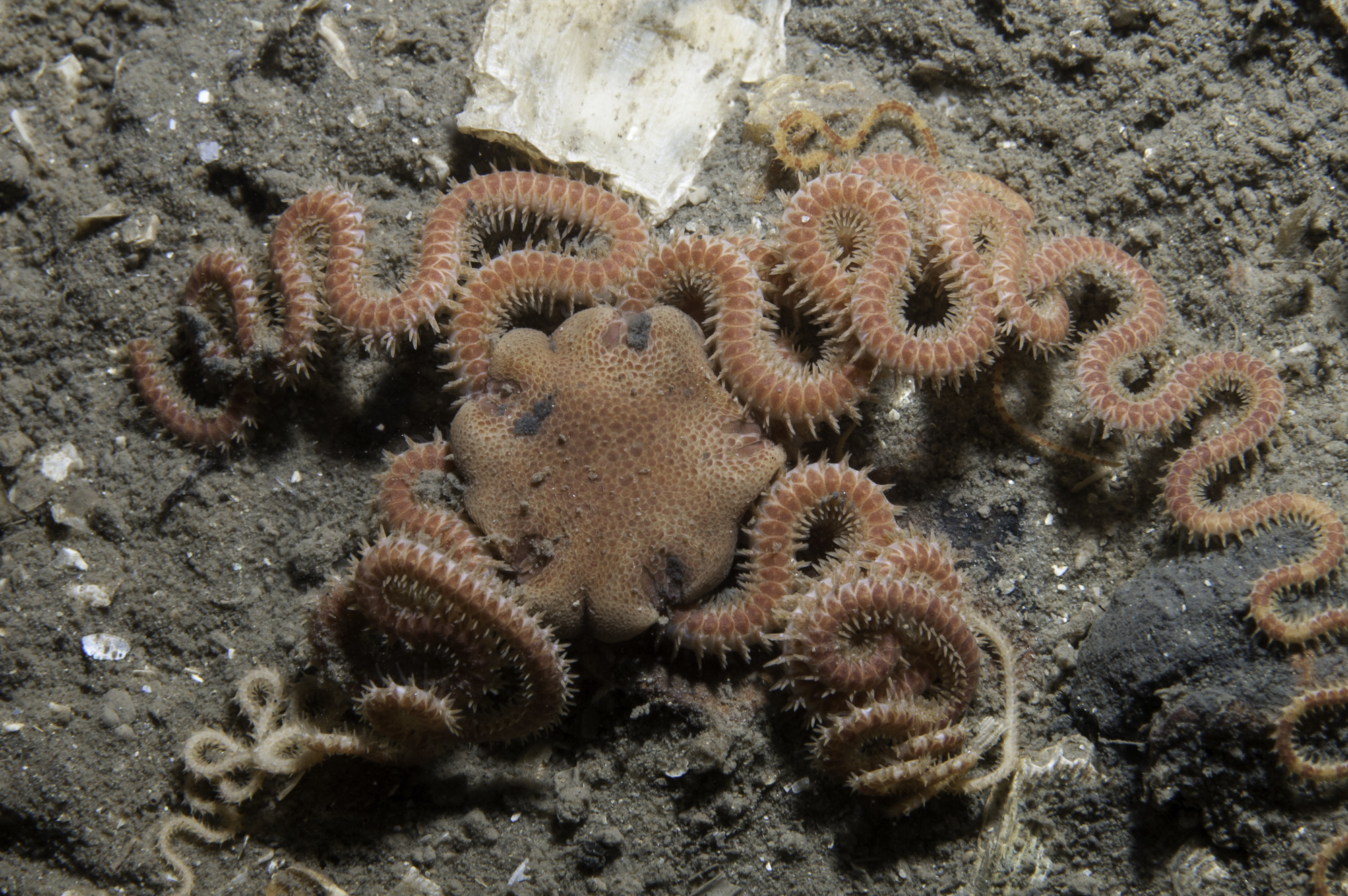
Amphiura chiajei
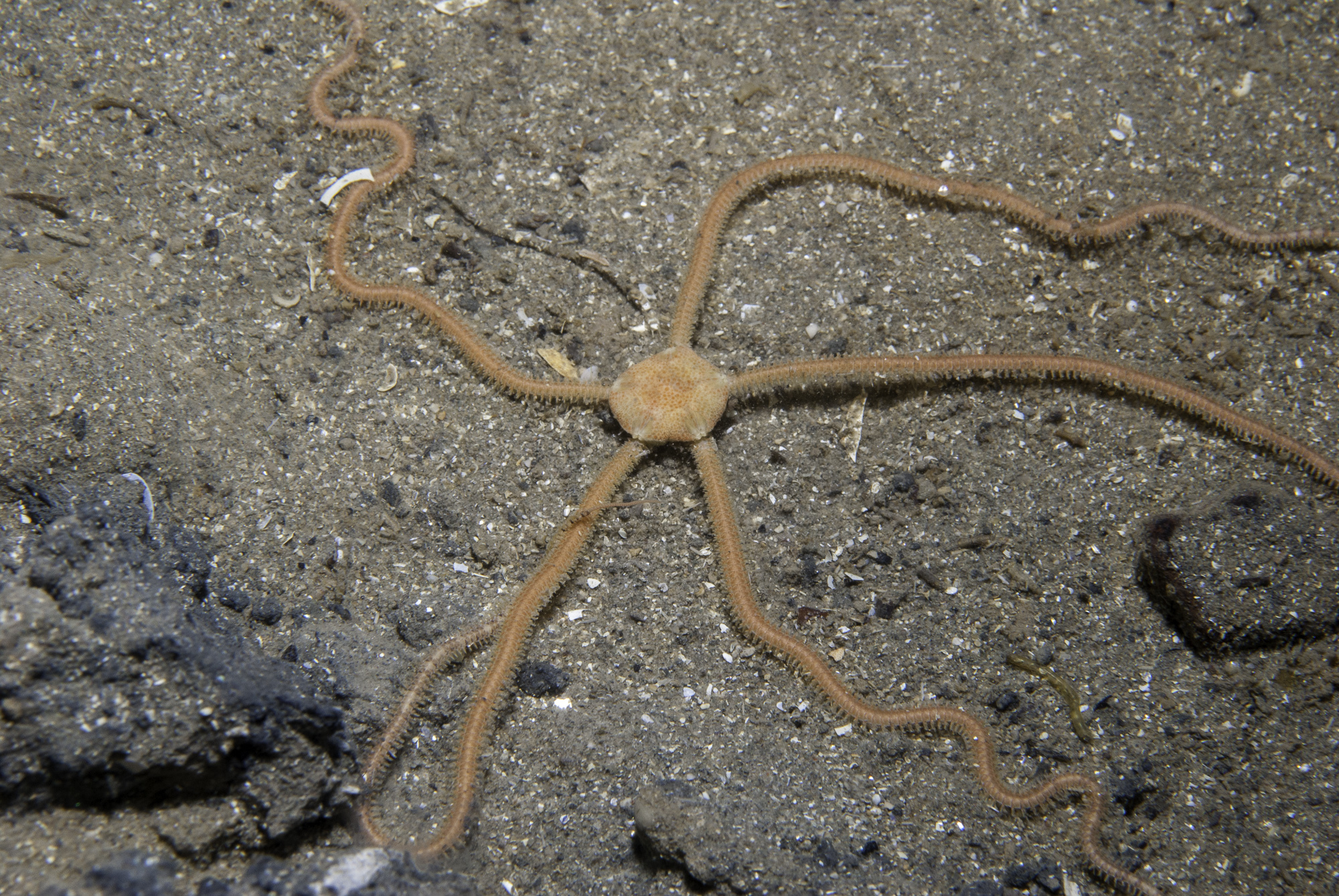
Amphiura filiformis
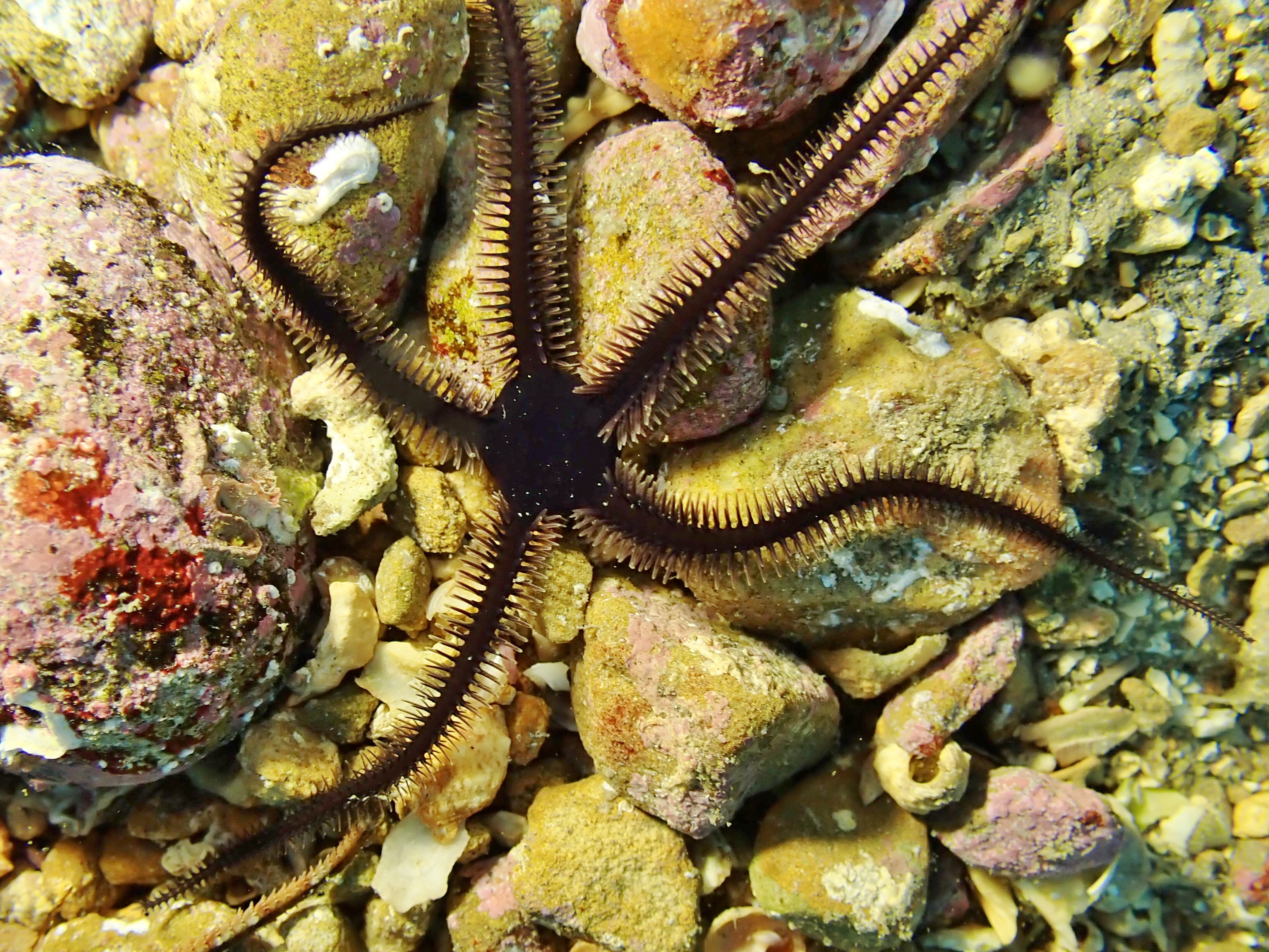
Ophiure noire (Ophiocomina nigra)
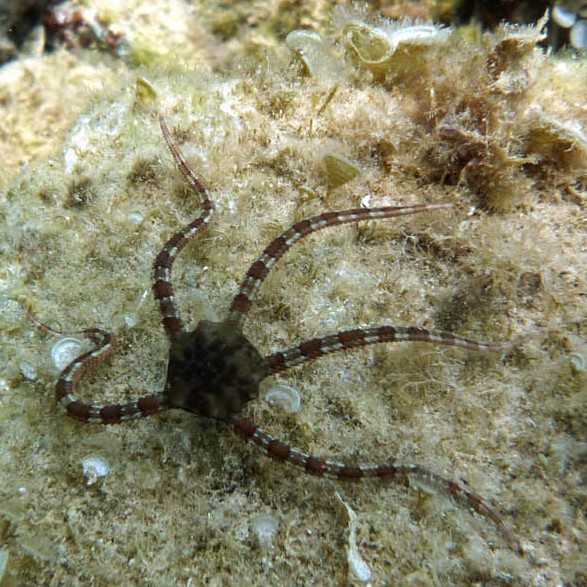
Ophiure lisse (Ophioderma longicauda)
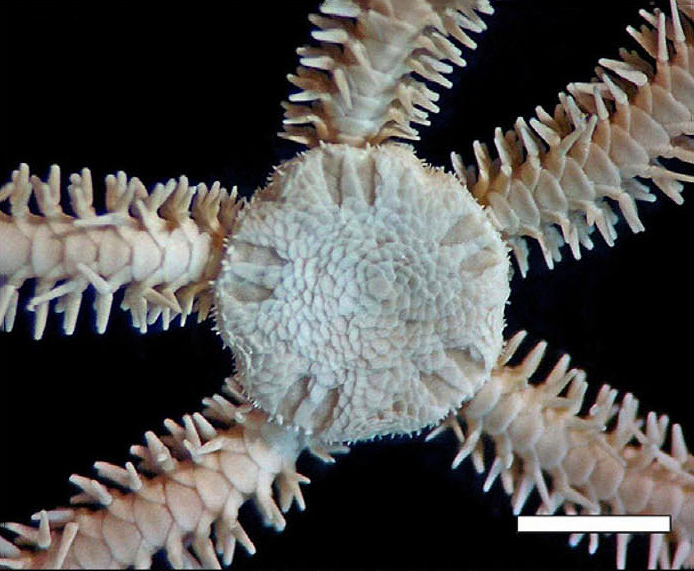
Ophiactis balli
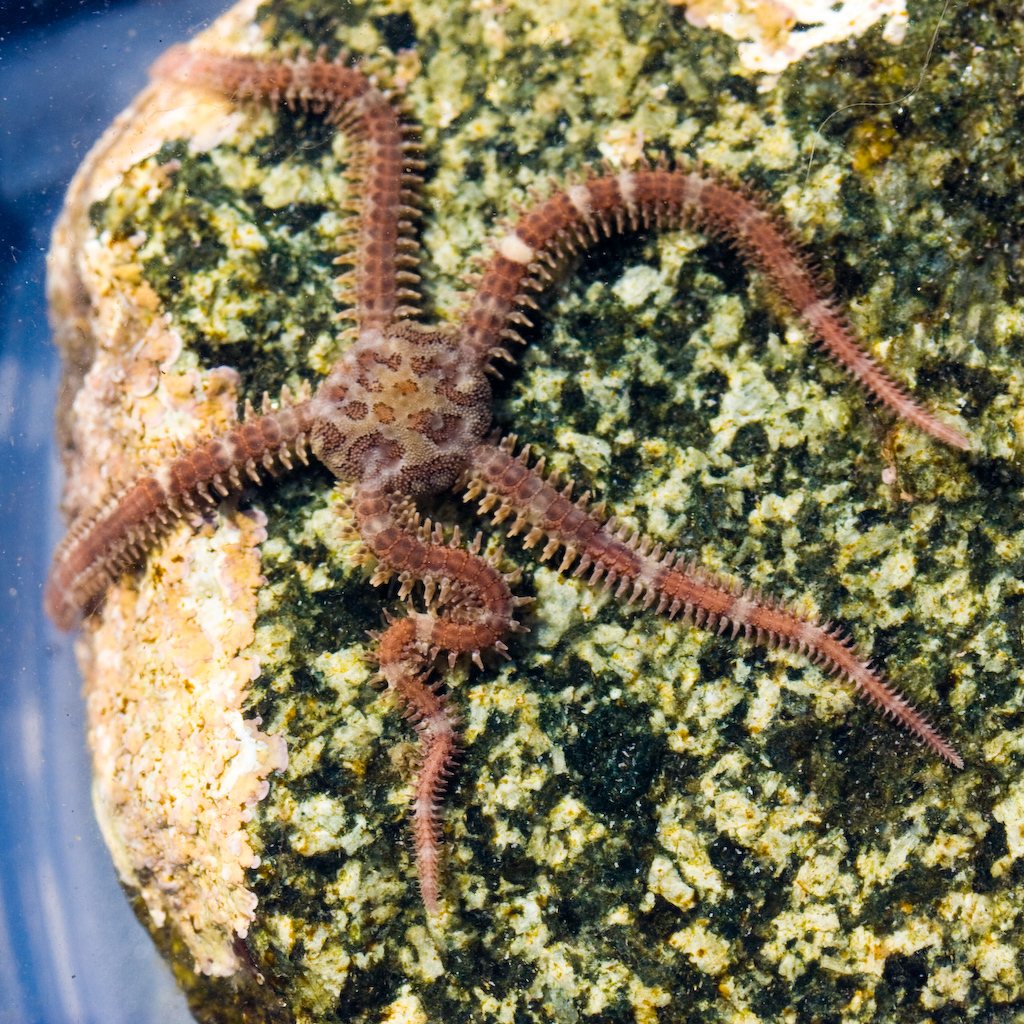
Ophiopholis aculeata[4],
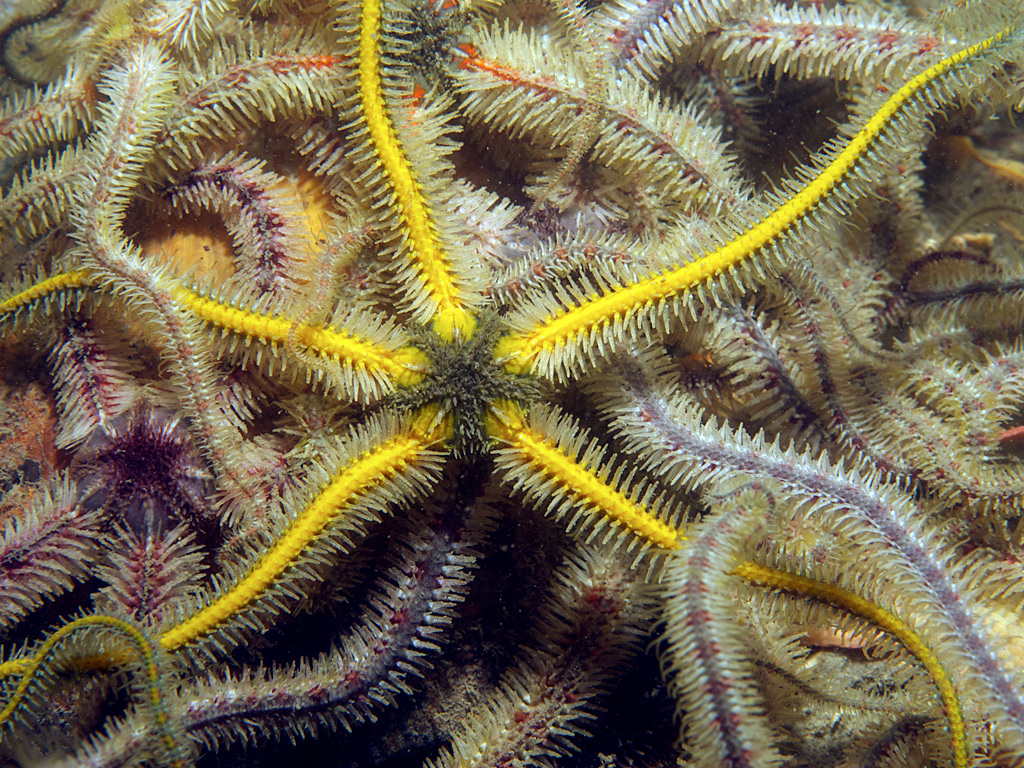
Ophiure fragile (Ophiothrix fragilis)
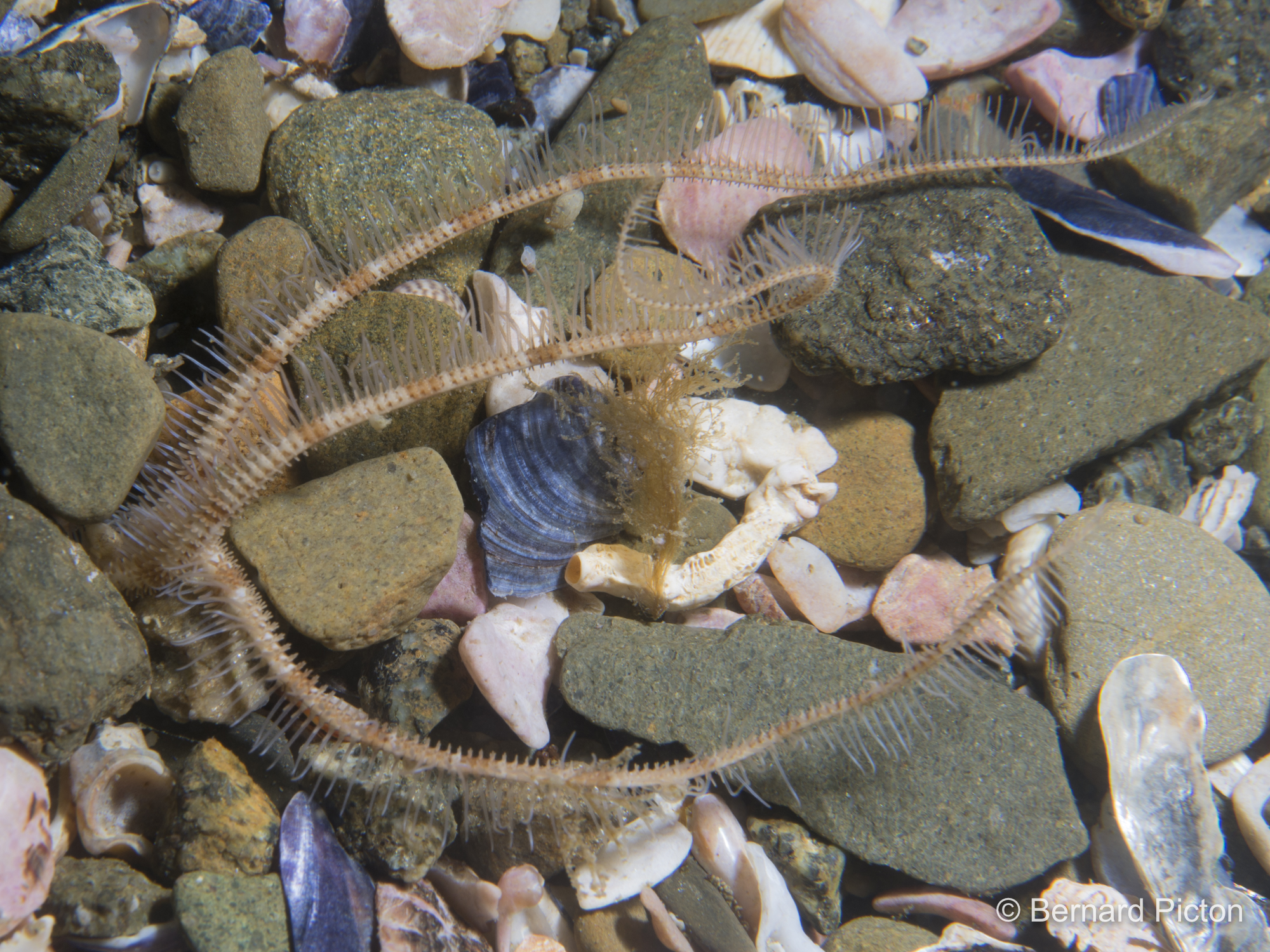
Ophiopsila annulosa
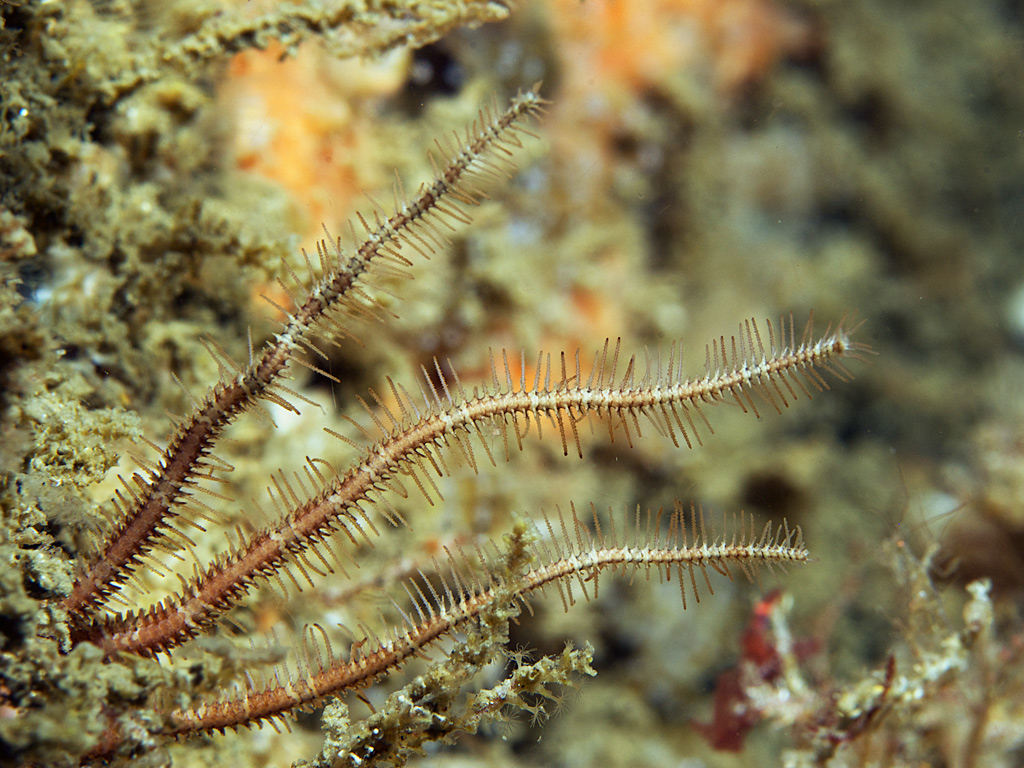
Ophiure araignée (Ophiopsila aranea)
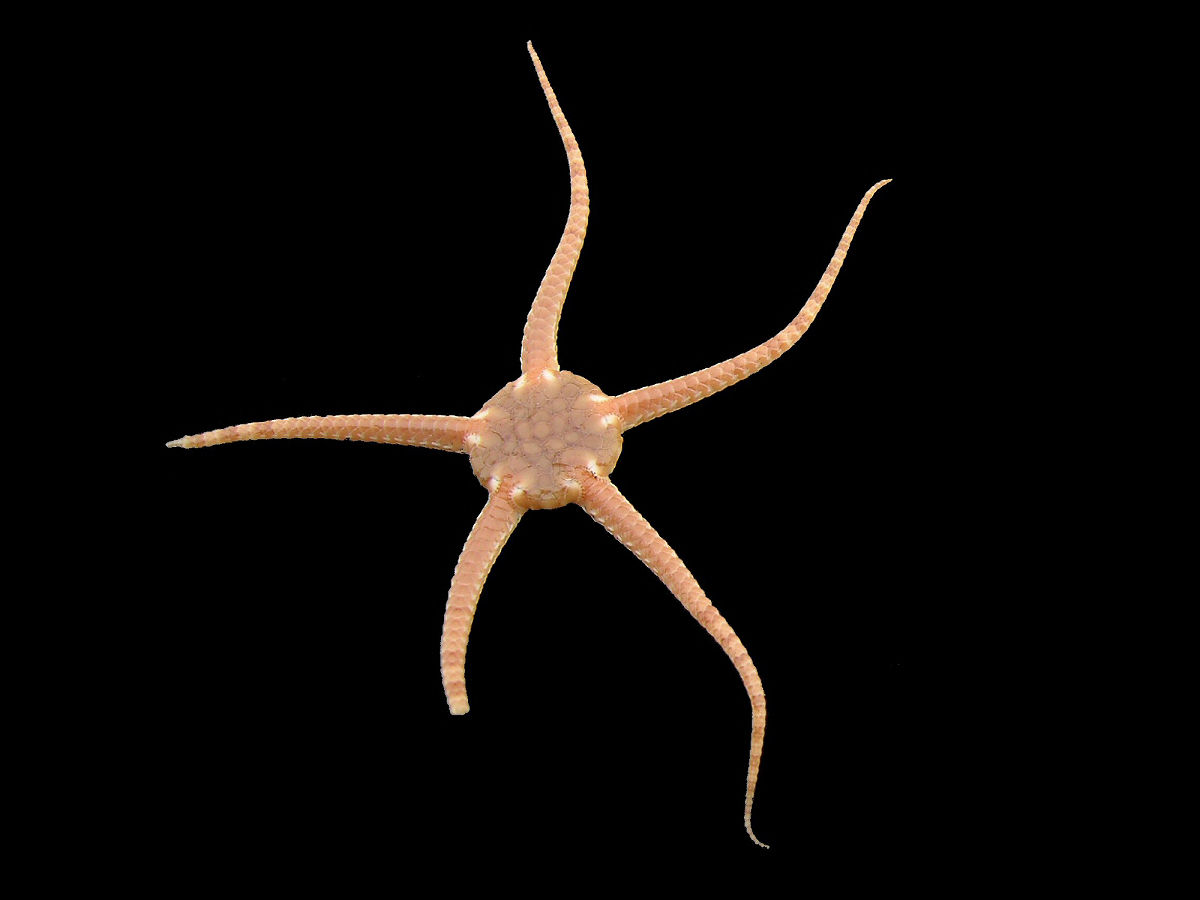
Ophiure blanche (Ophiura albida)
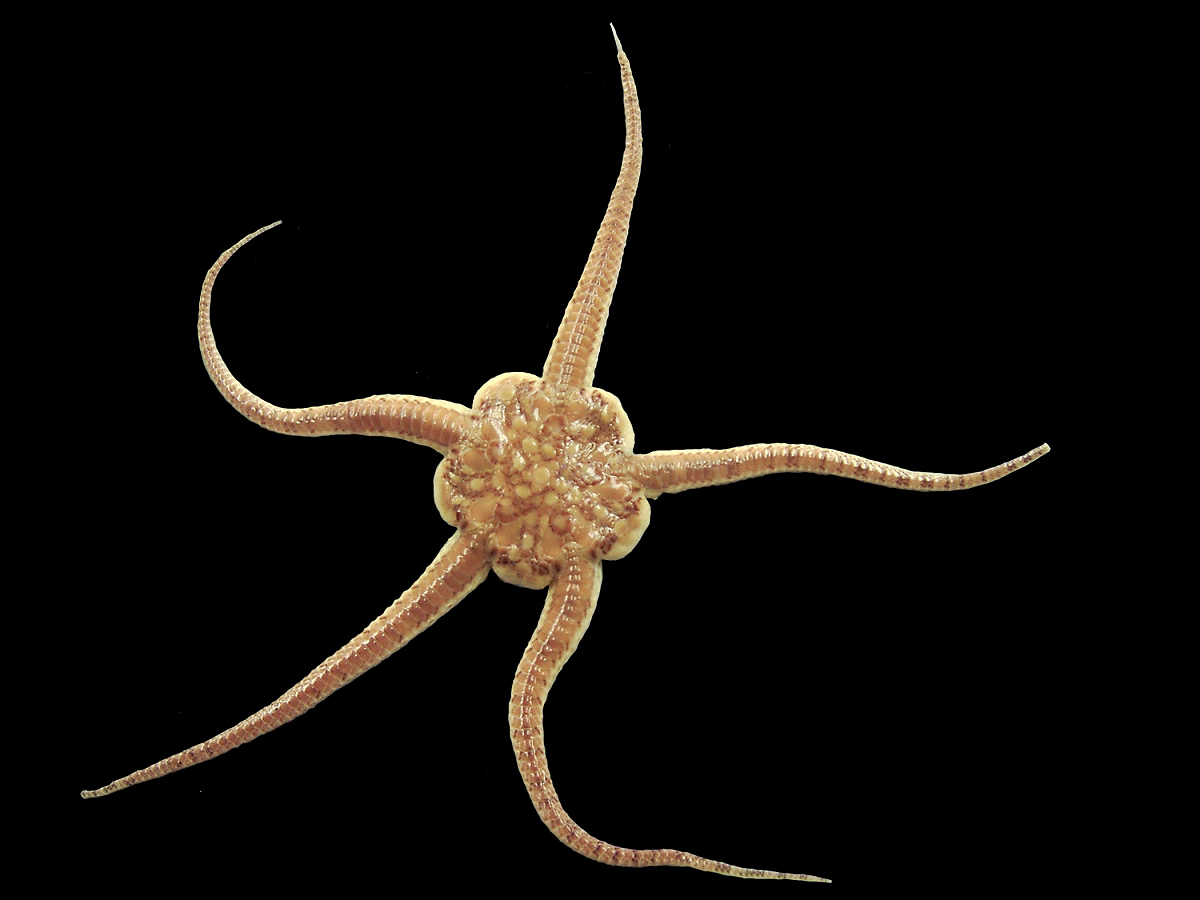
Ophiure commune (Ophiura ophiura)
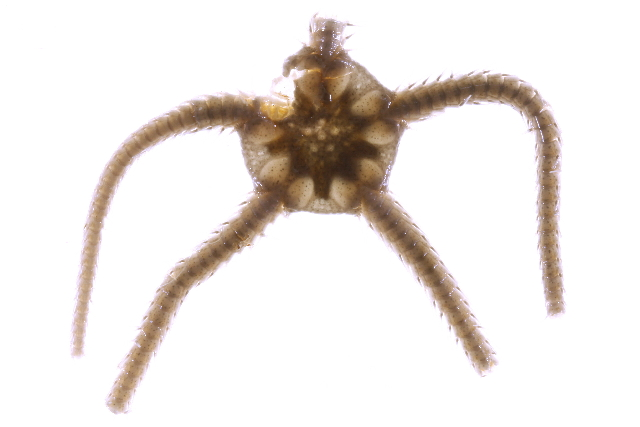
Ophiura sarsii[4],
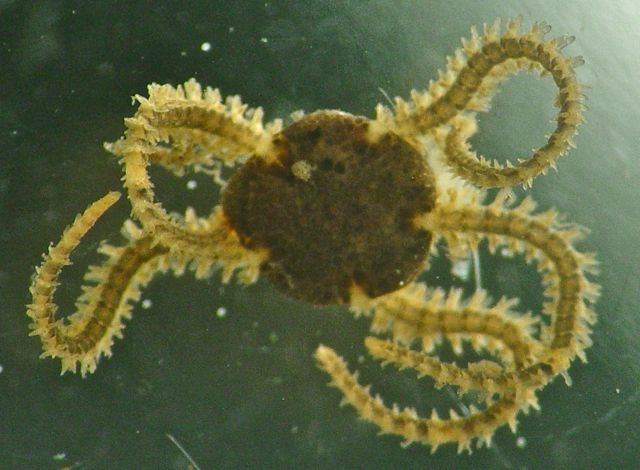
Ophiure écailleuse (Amphipholis squamata)

Non illustrées : Ophiothrix luetkeni, Ophiacantha setosa, Paramphiura punctata (rarissime), Ophiactis balli (profonde), Acrocnida spatulispina. L'EMLBI y ajoute Amphiura incana, Amphiura securigera, Ophiura affinis.

## Crinoïdes
Les crinoïdes forment le plus ancien groupe d'échinodermes actuels, répartis entre les « crinoïdes vrais », qui comme les espèces du Paléozoïque sont attachées par une tige, et les « comatules », qui peuvent se déplacer sur des cirrhes, et qui forment l'essentiel des espèces de la zone euphotique. Leur corps se compose d'un « calice » d'où rayonnent de nombreux bras pourvus de pinnules (qui leur donnent un aspect plumeux), elles-mêmes couvertes de podia collants destinés à attraper le plancton dont se nourrit l'animal. La plupart des espèces demeurent enroulées et dissimulées pendant la journée, et n'étendent leurs bras qu'à la nuit tombée.
Les crinoïdes ont besoin d'une eau pure et riche en plancton, et vivent principalement sur les falaises sous-marines où le courant est important et l'eau propre ; ils demeurent relativement rares en Atlantique.

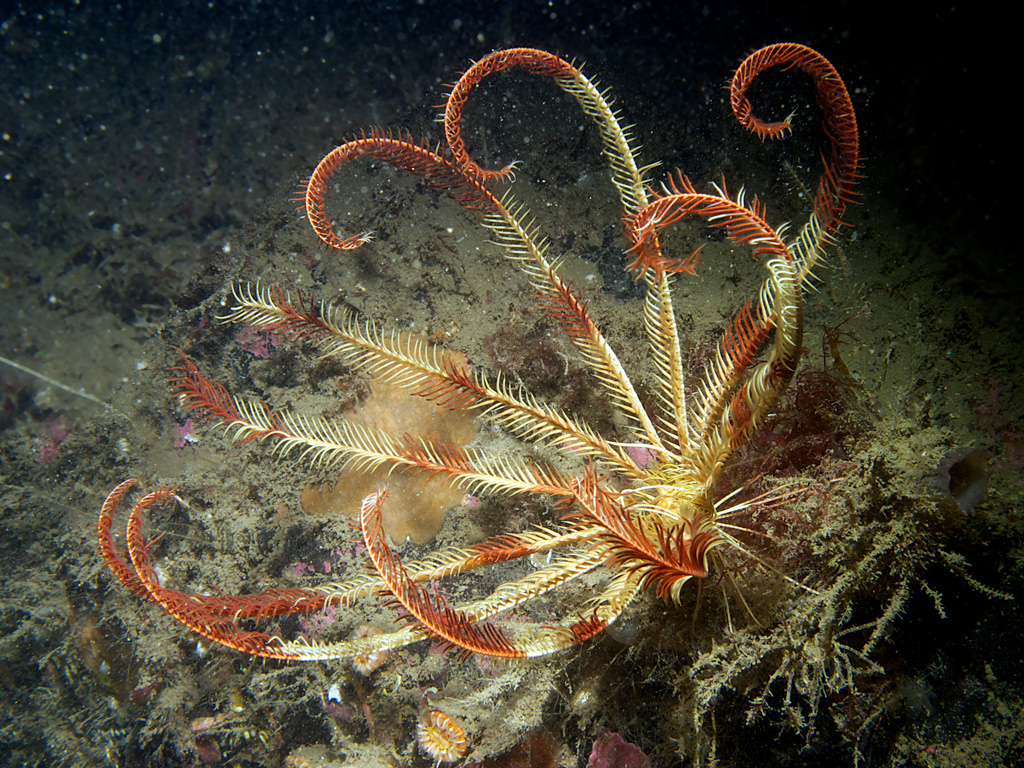
Comatule celte (Leptometra celtica)
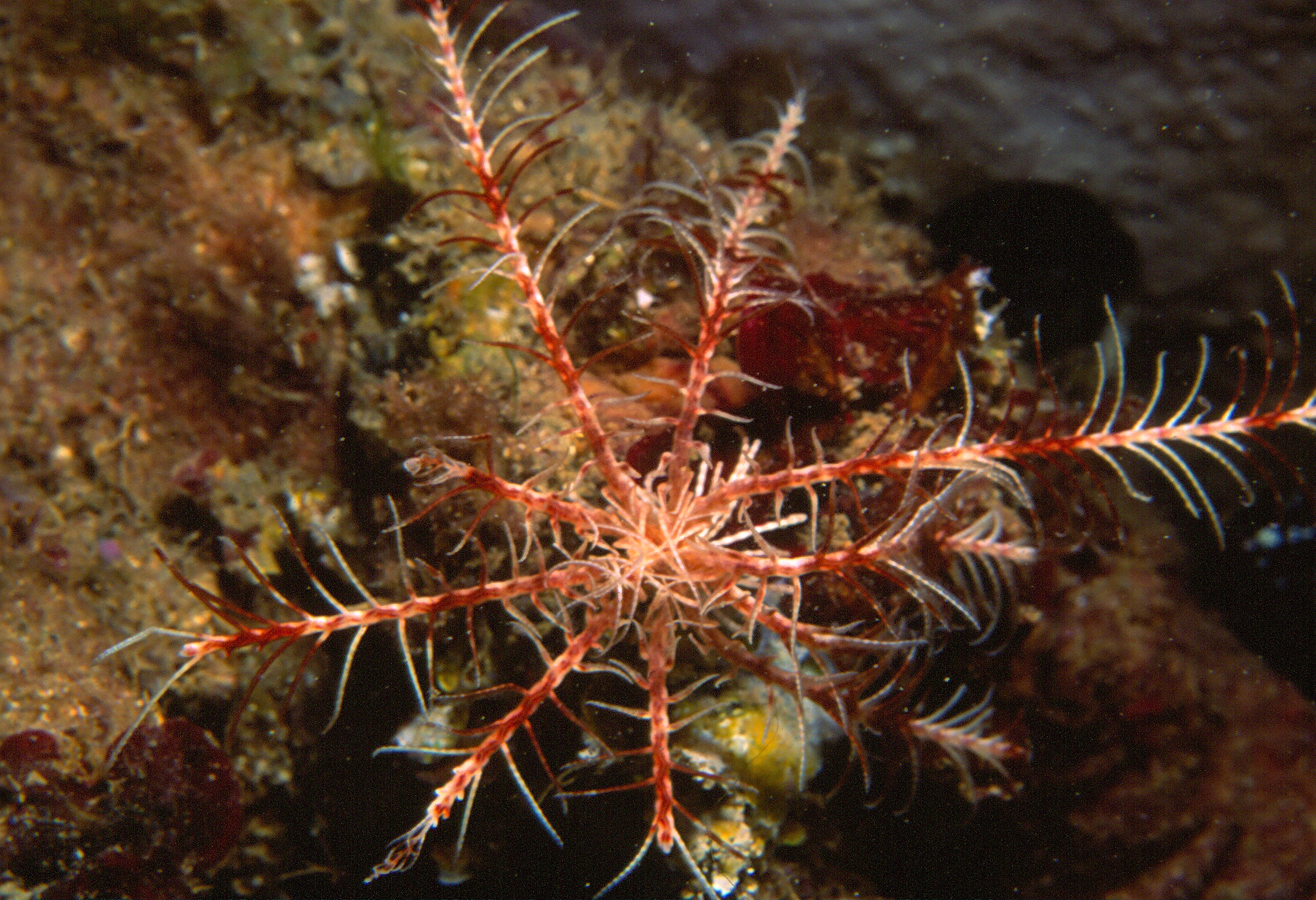
Comatule de Méditerranée (Antedon mediterranea, rare hors de Méditerranée[9])
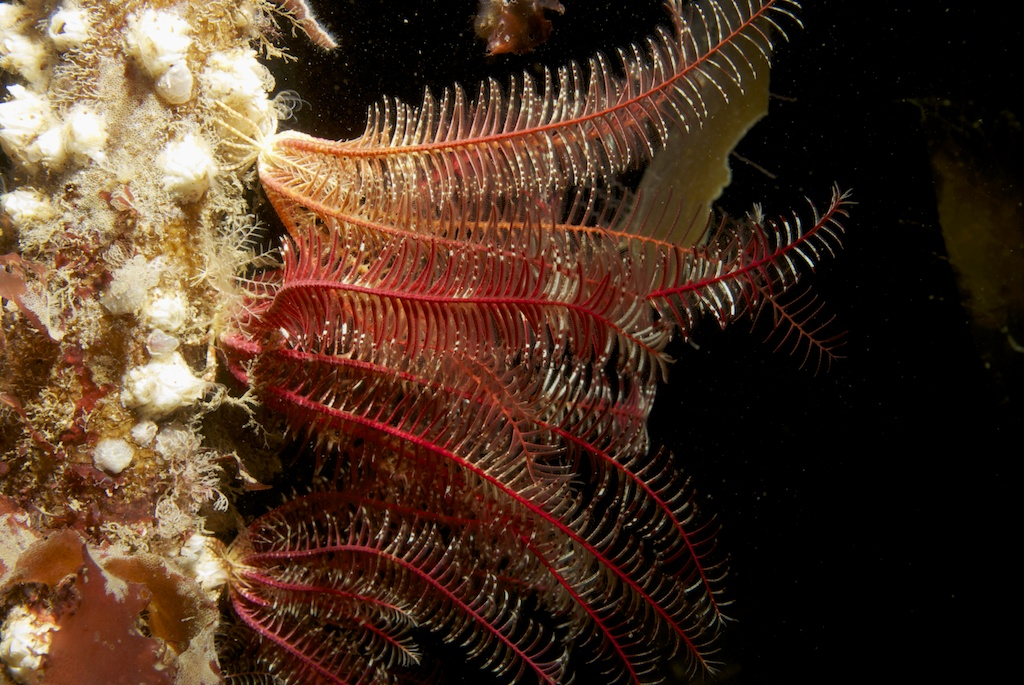
Comatule commune (Antedon bifida)
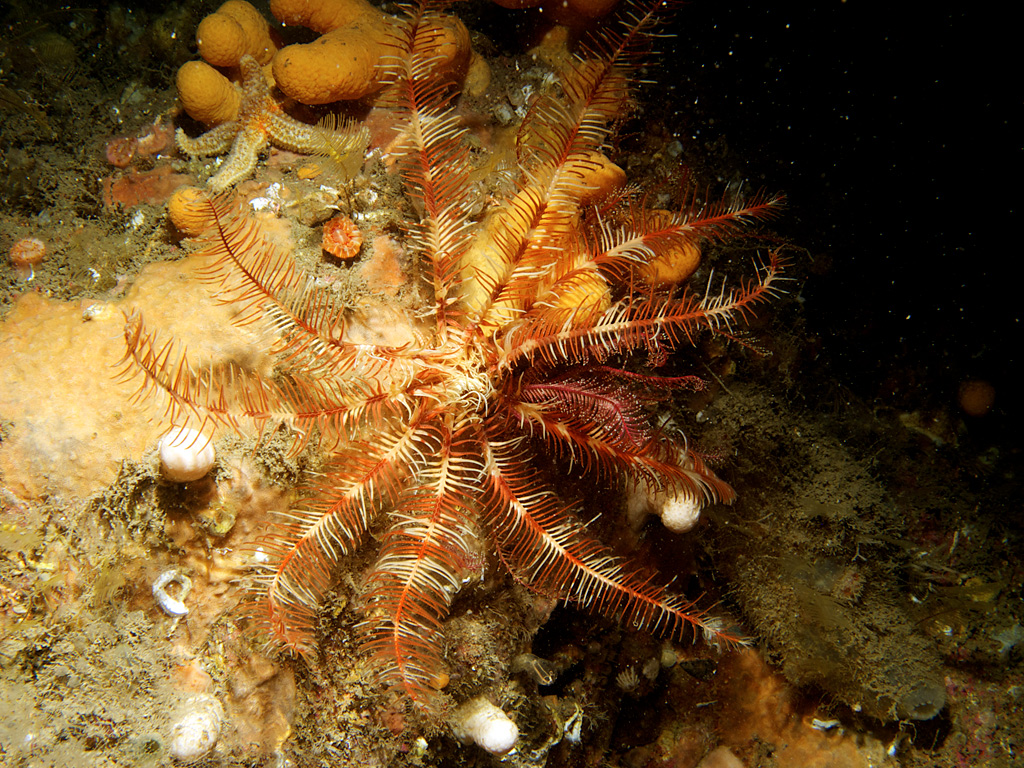
Antedon petasus (ajout de L'EMLBI[5])
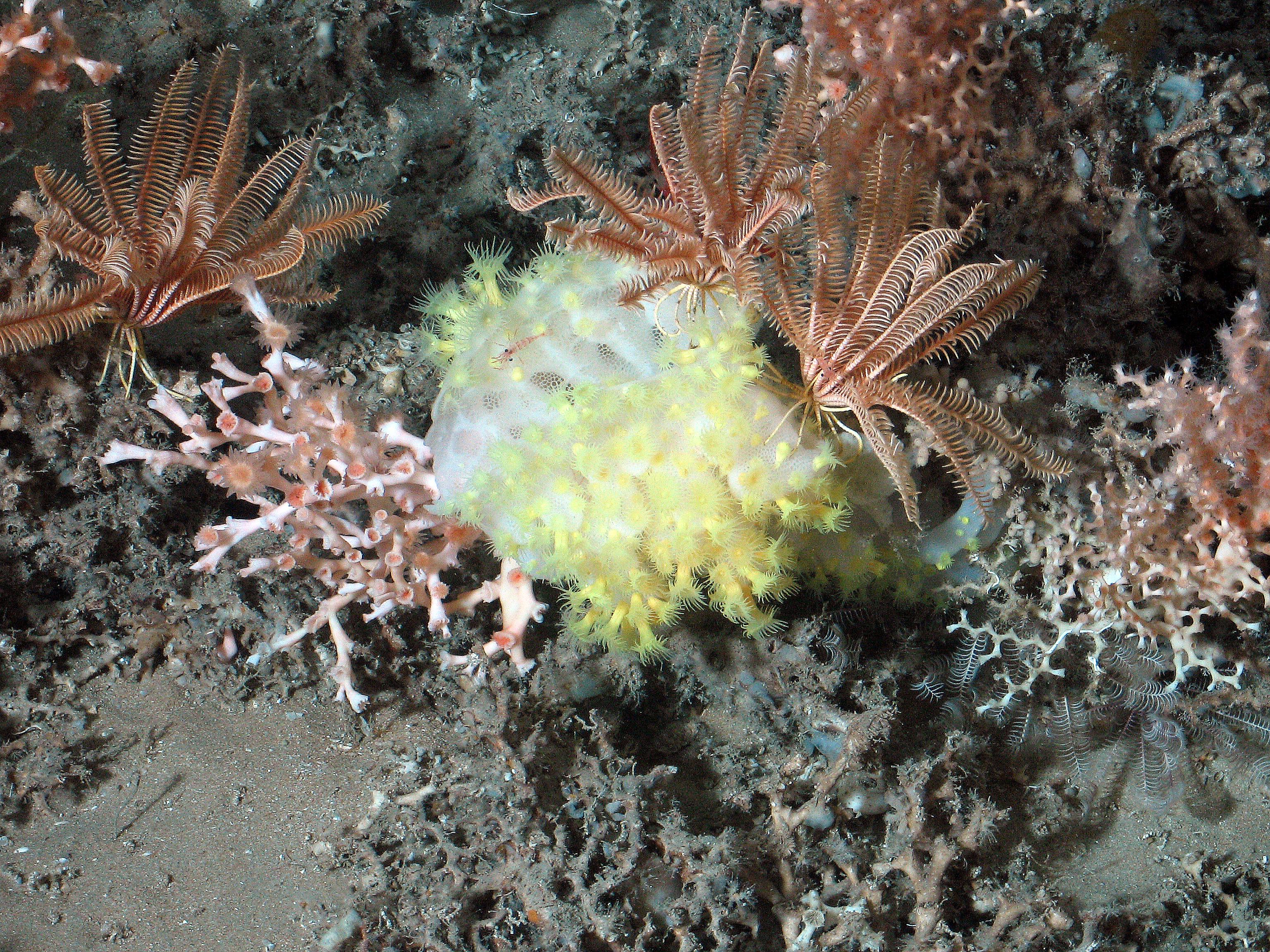
Koehlermetra porrecta (abyssale)

Non illustrée : Neocomatella europaea (abyssale)

## Oursins
Le corps des oursins est protégé par une coque calcaire (appelée « test »), recouverte de solides piquants (appelés « radioles »). Chez les oursins dits « réguliers » le test a la forme d’une sphère ou demi-sphère plus ou moins aplatie dorsalement et armée de piquants de taille variable selon des familles. Ceux-ci sont articulés à leur base et servent à la défense et en partie à la locomotion (assistés par de petits pieds à ventouse appelés « podia »). Au centre de la face orale se trouve une bouche dotée d’un appareil masticateur à cinq dents nommé « lanterne d'Aristote ». Il existe aussi des oursins « irréguliers » qui peuvent être oblongs ou plats, et chez lesquels l'anus et parfois la bouche ont migré vers un bord du test ; ce sont des oursins fouisseurs, que l'on trouve généralement enterrés dans le sable.
Les oursins bien dissimulés peuvent provoquer des piqûres douloureuses chez les baigneurs imprudents, mais aucune espèce méditerranéenne n'est venimeuse. 

Les oursins de faible profondeur sont pour la plupart des brouteurs d'algues : ainsi, leurs fluctuations de population (suppression de prédateurs, surpêche...) peuvent entraîner des modifications importantes de l'écosystème.
Plusieurs espèces atlantiques sont comestibles : Echinus esculentus, Paracentrotus lividus, Sphaerechinus granularis, Strongylocentrotus droebachiensis, ou encore Psammechinus miliaris.

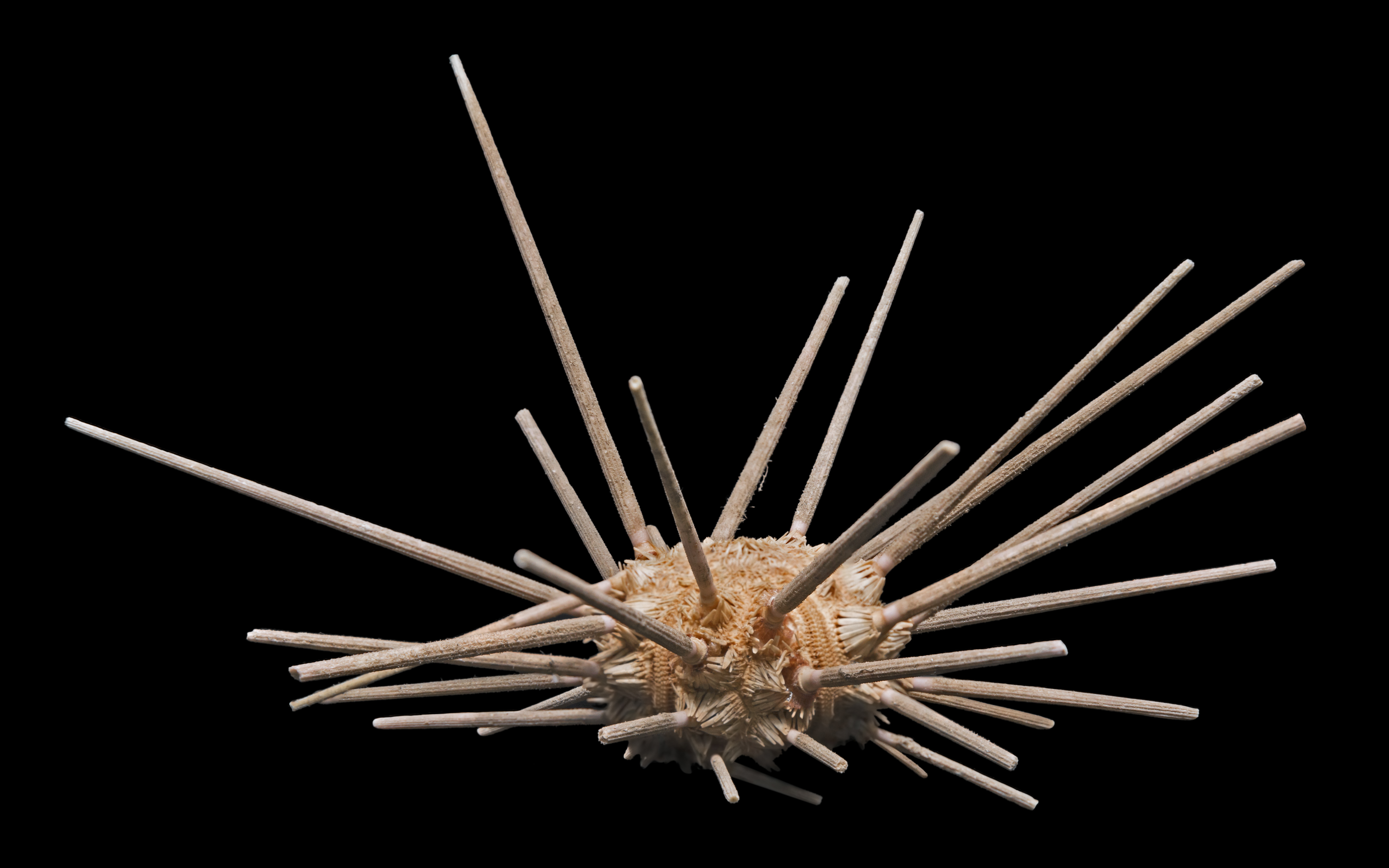
Oursin-lance (Cidaris cidaris)
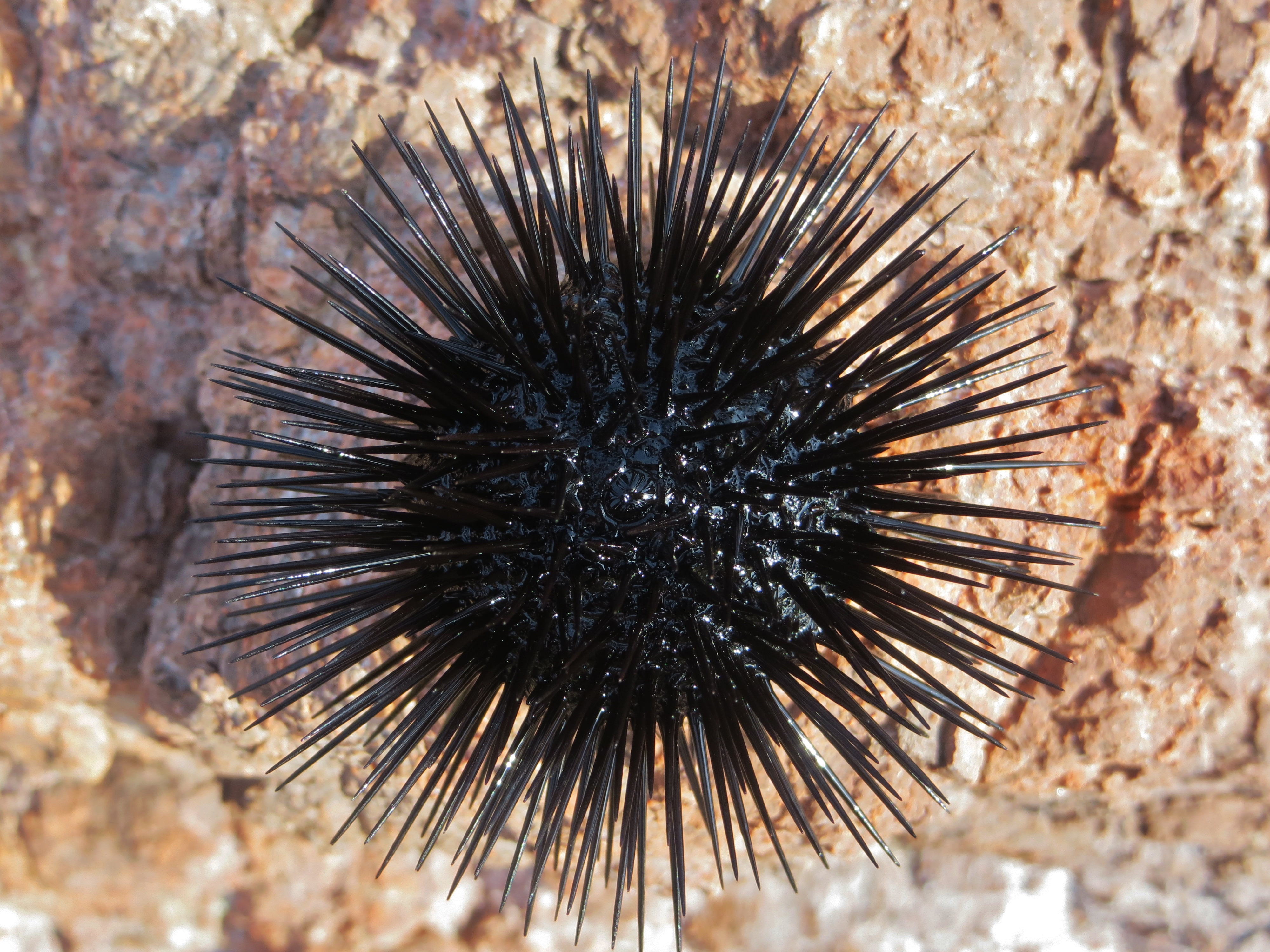
Oursin noir (Arbacia lixula)
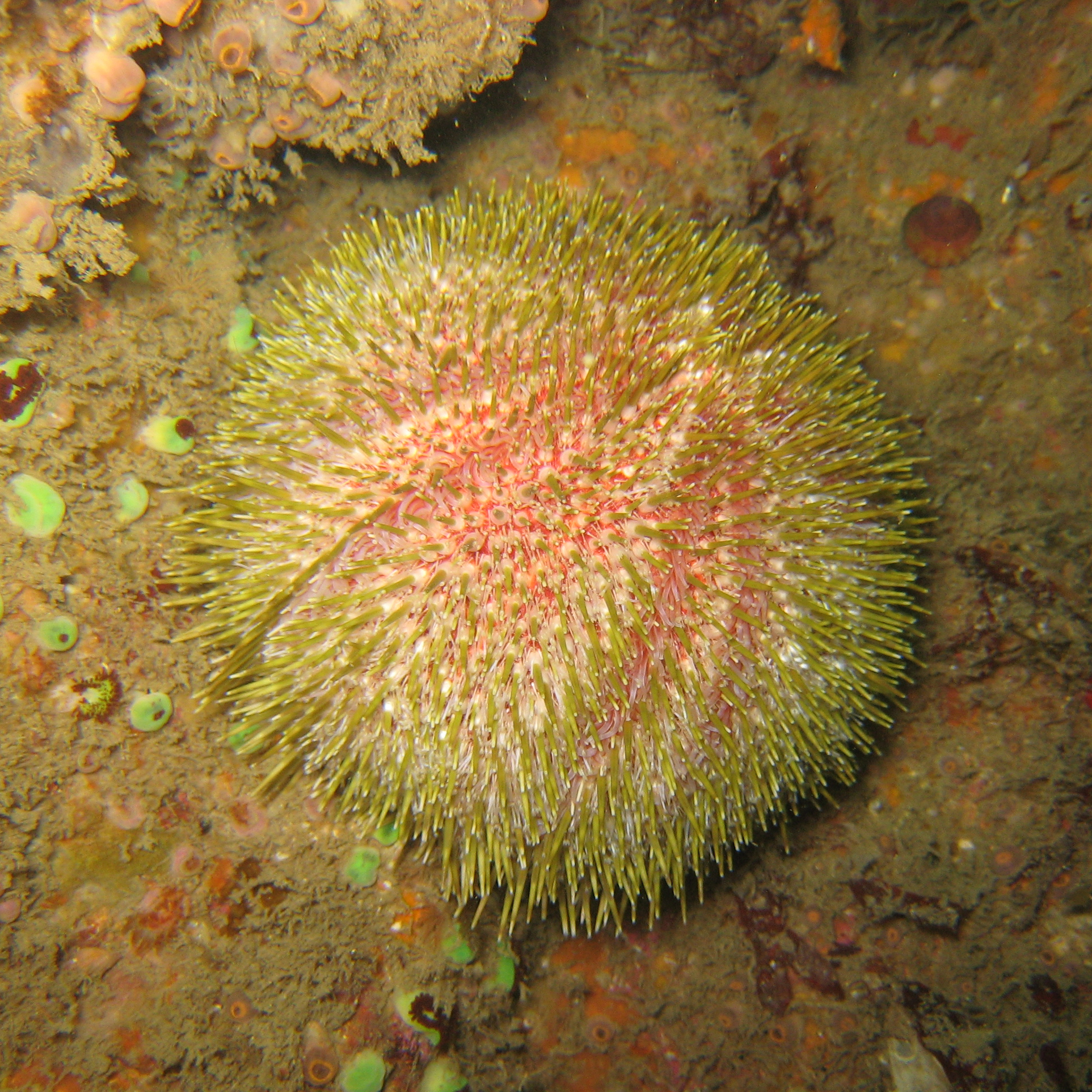
Oursin comestible (Echinus esculentus)
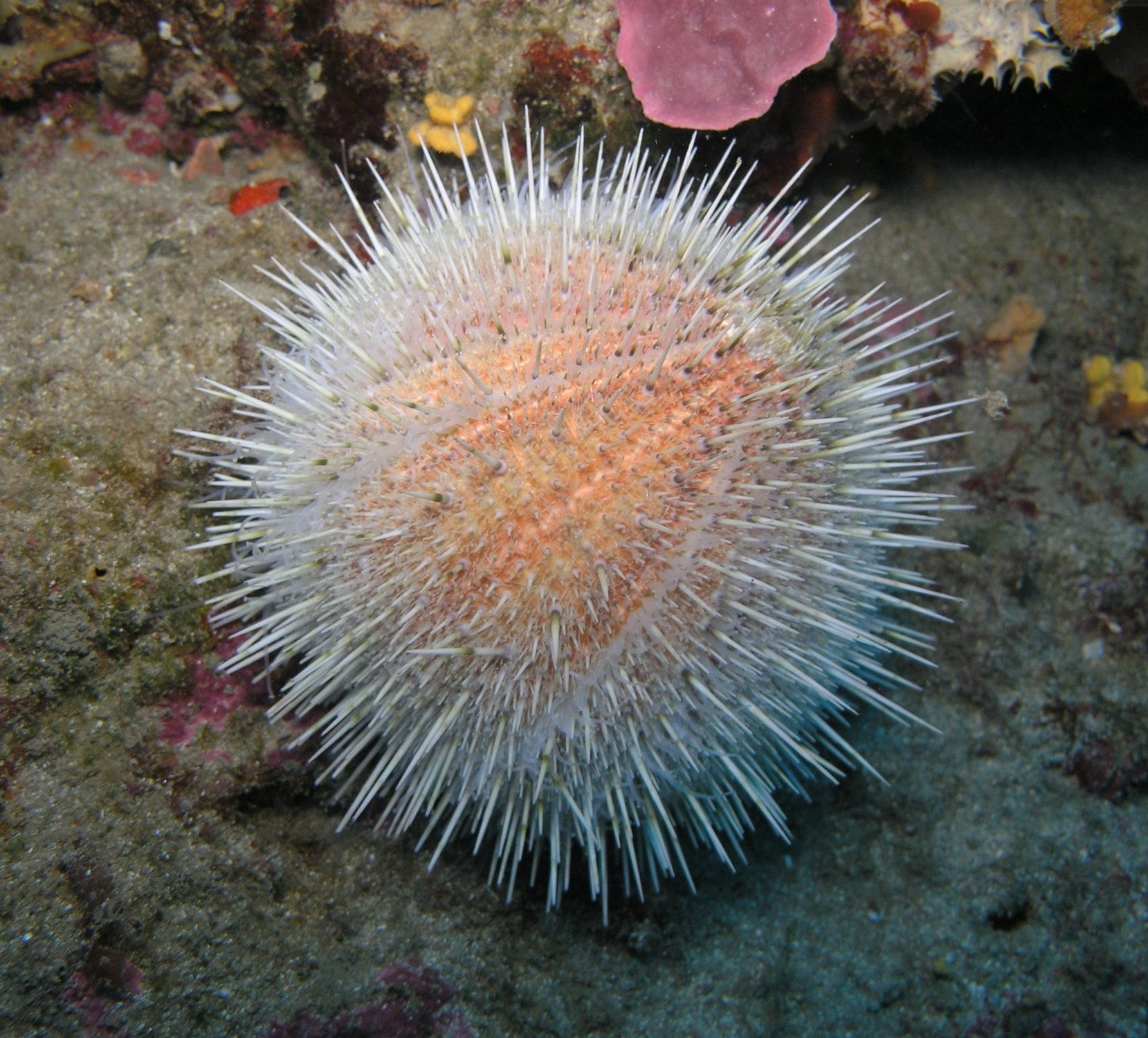
Oursin melon (Echinus melo), peut-être endémique de Méditerranée[14].
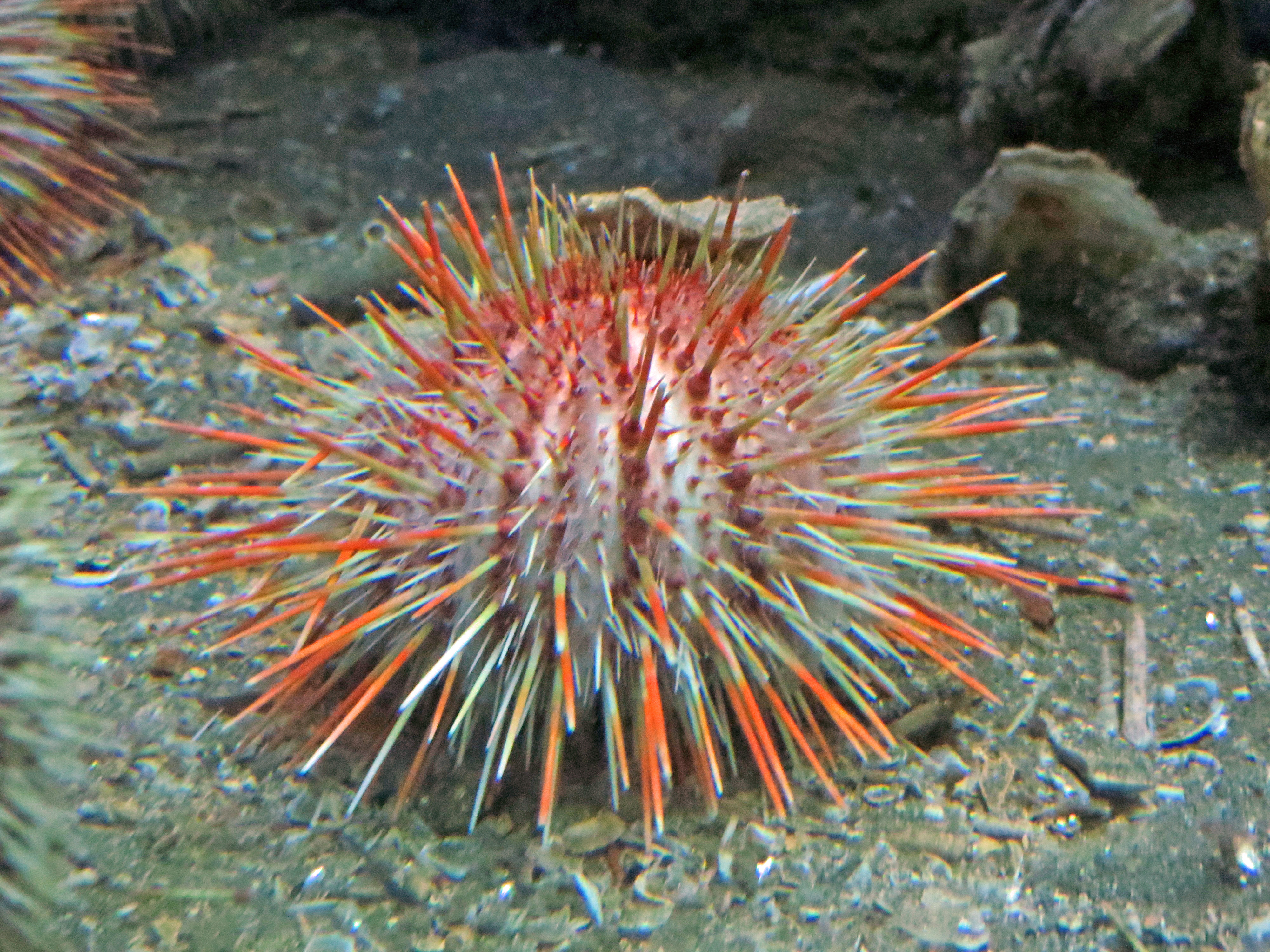
Oursin pointu (Gracilechinus acutus)
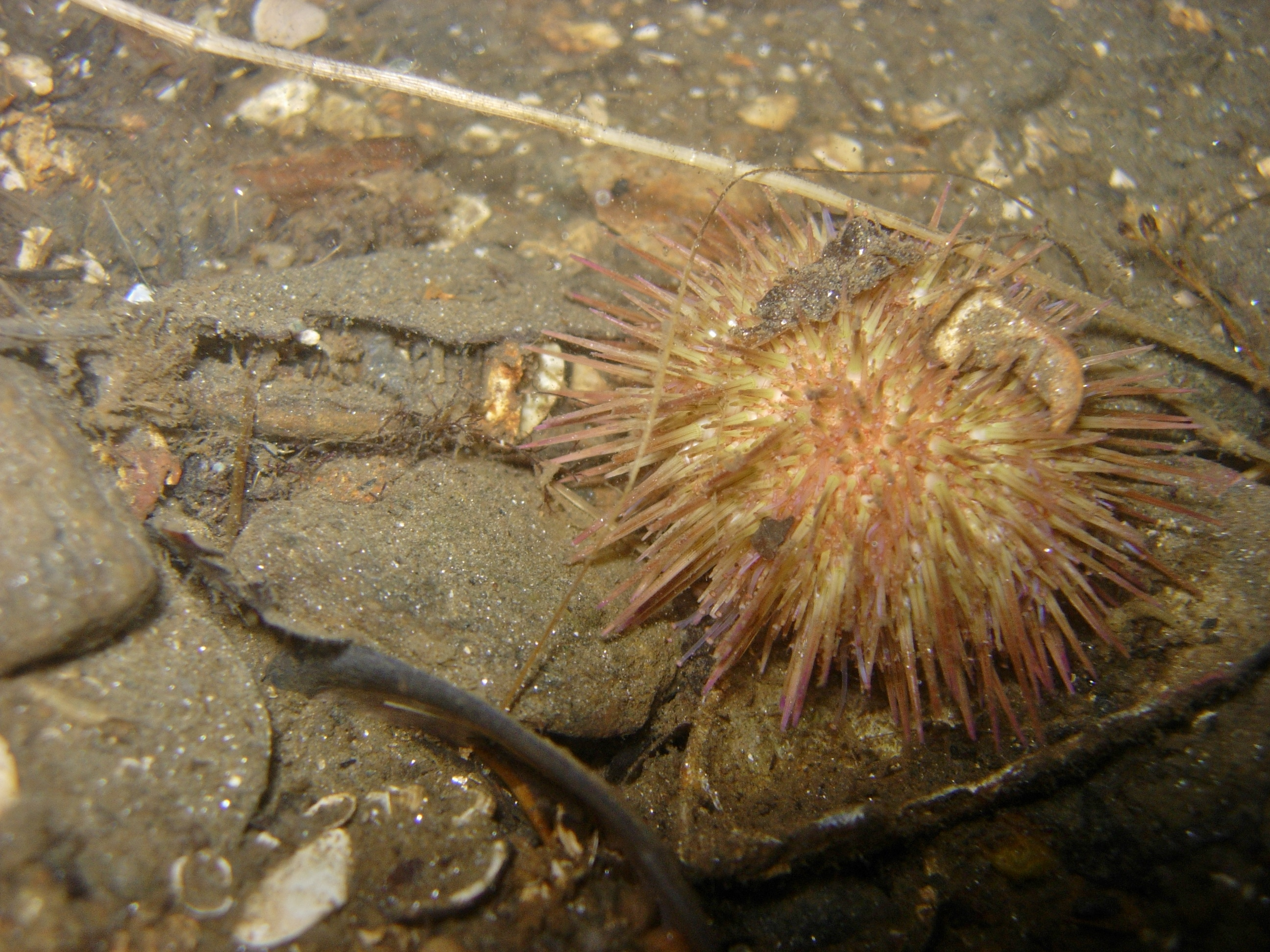
Oursin grimpeur (Psammechinus miliaris)
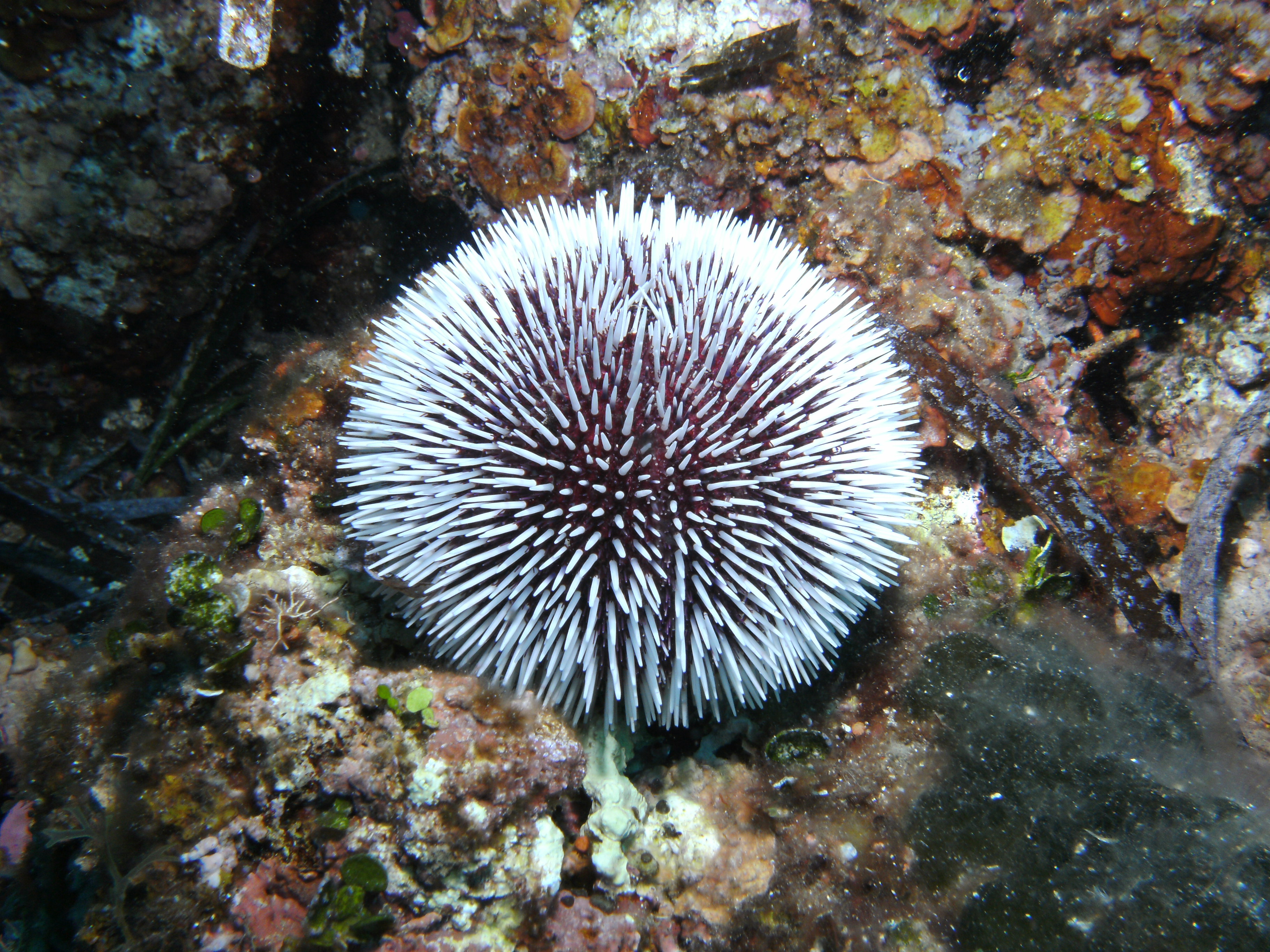
Oursin blanc (Sphaerechinus granularis)
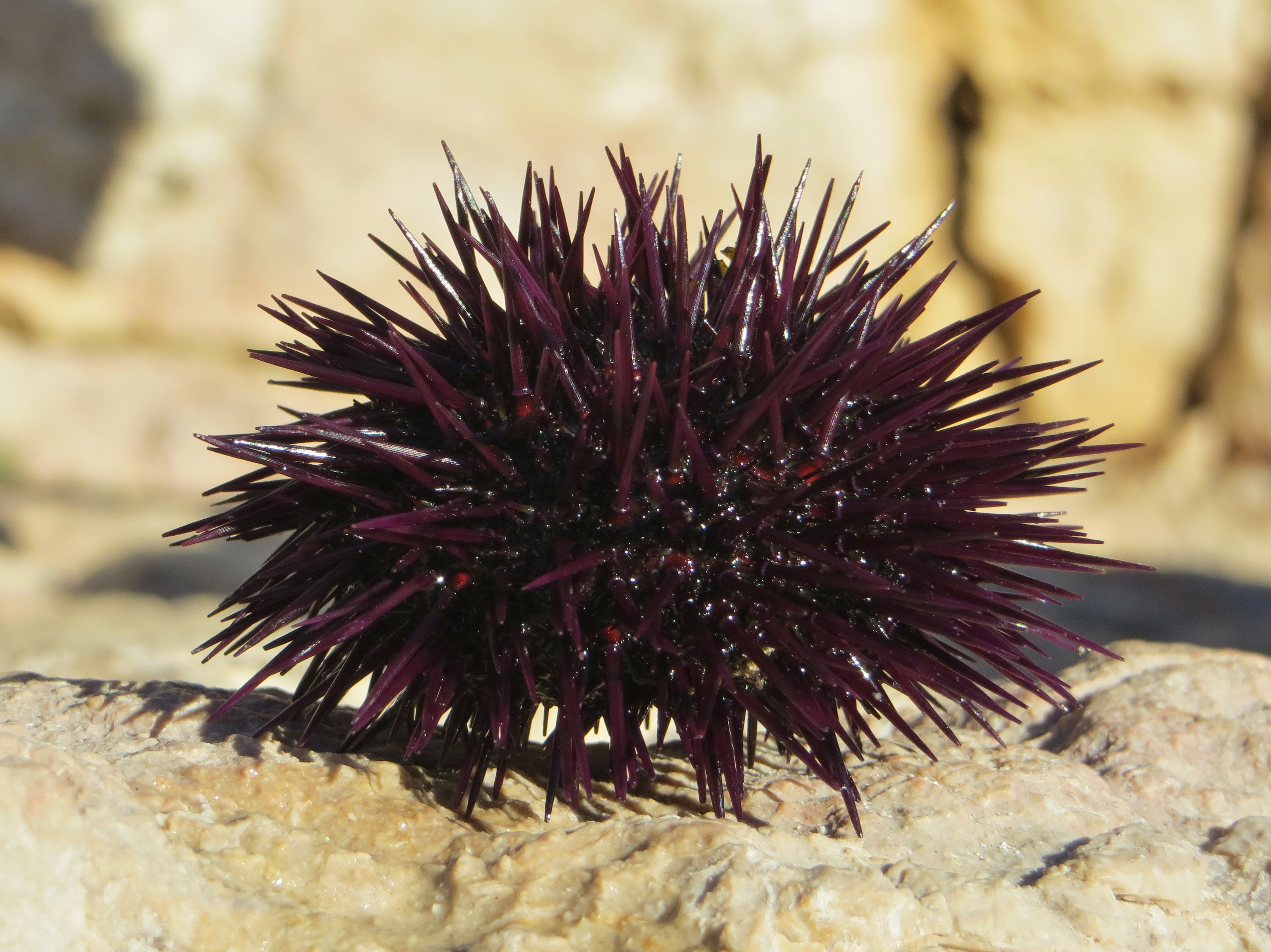
Oursin violet (Paracentrotus lividus)
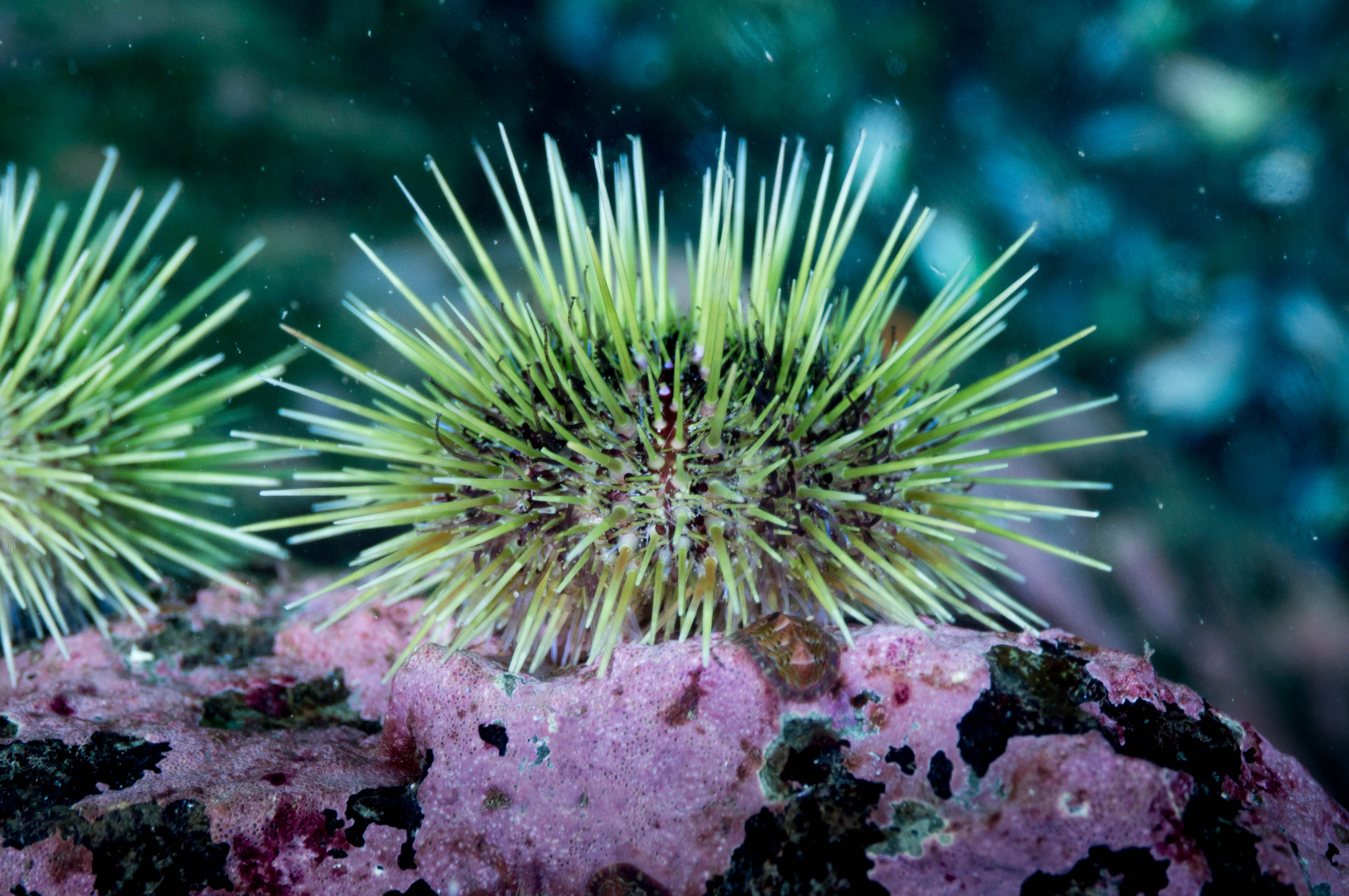
Oursin vert (Strongylocentrotus droebachiensis, ajout de L'EMLBI[5])

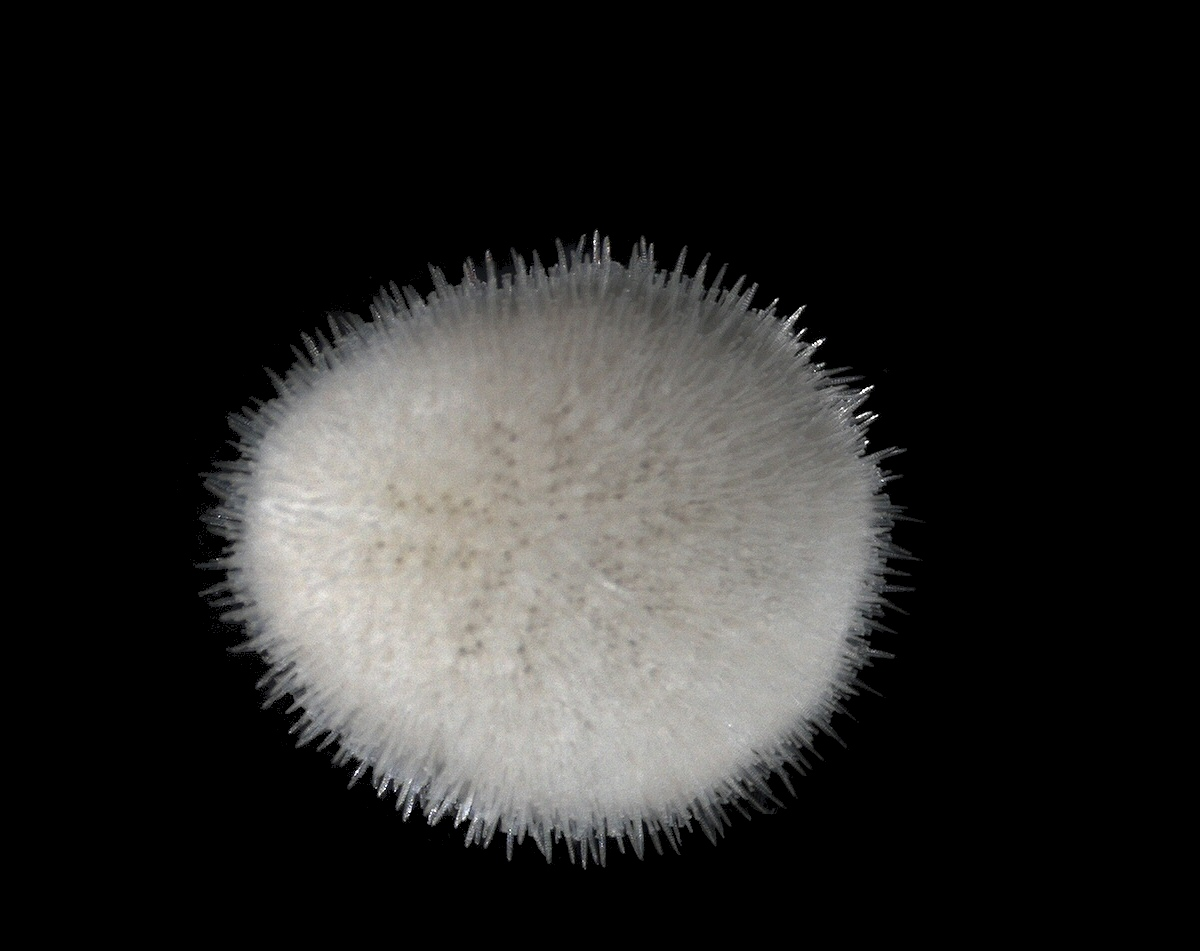
Fève de mer (Echinocyamus pusillus)
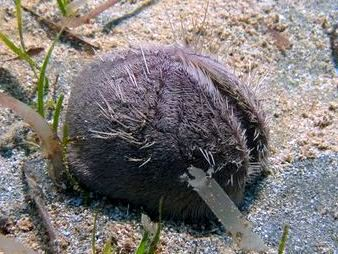
Spatangue pourpre (Spatangus purpureus)
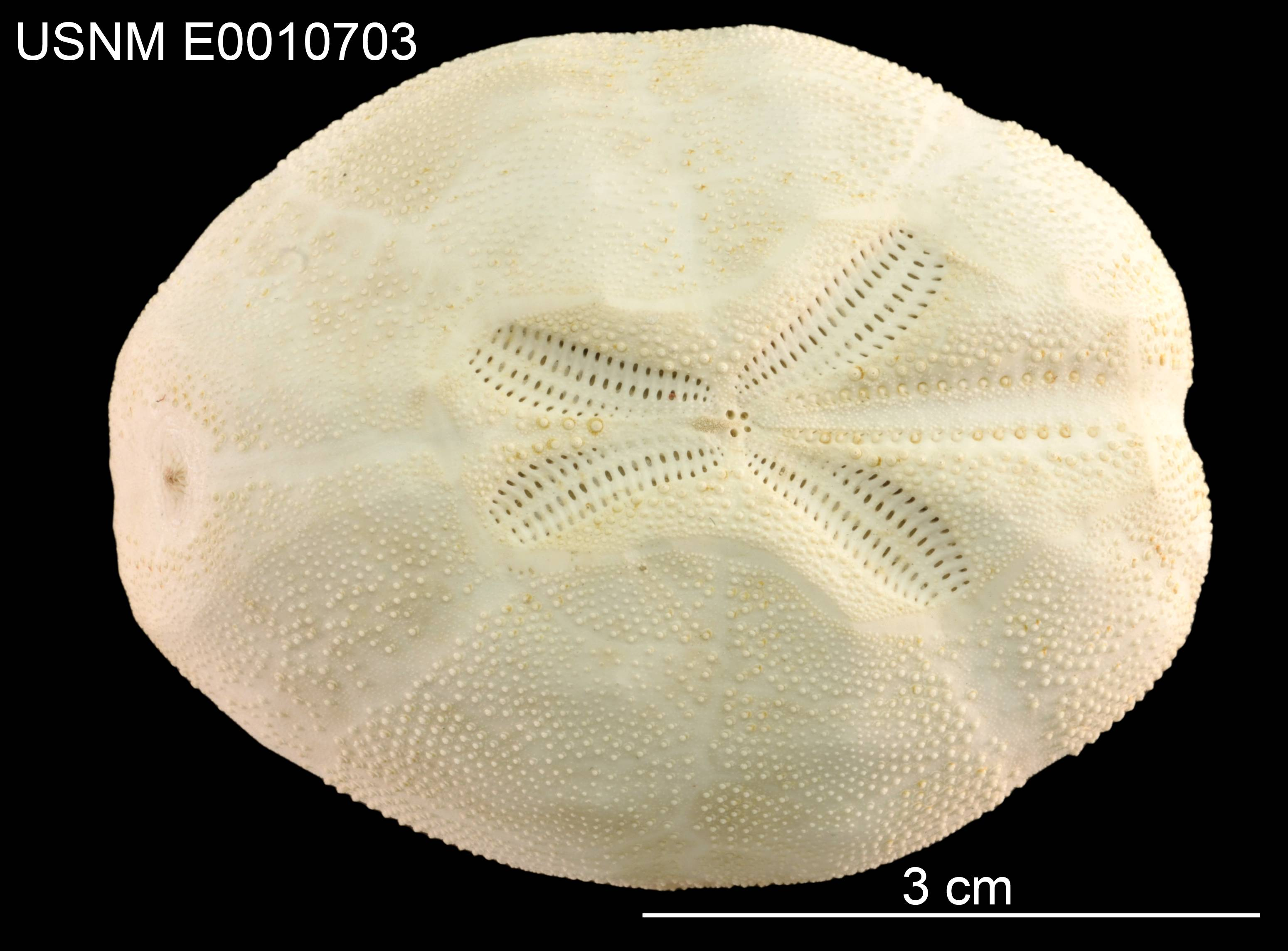
Brissopsis atlantica
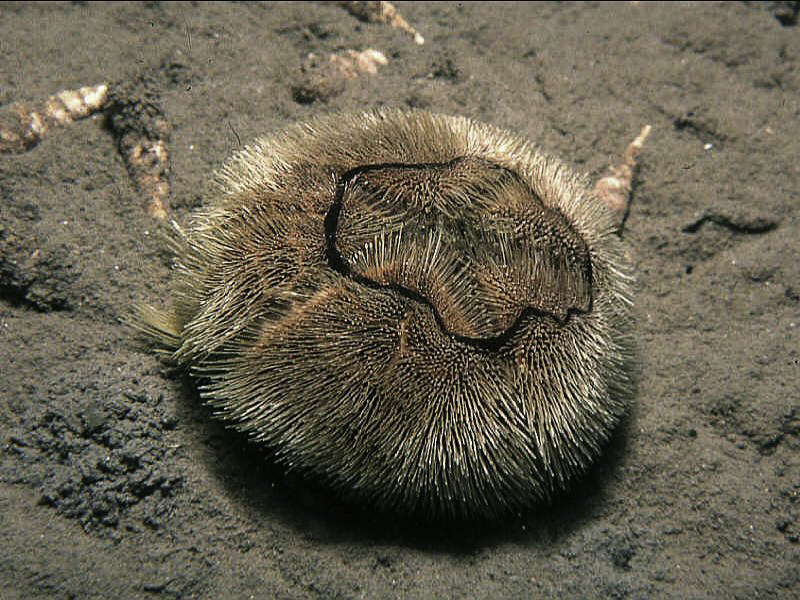
Oursin lyre (Brissopsis lyrifera)
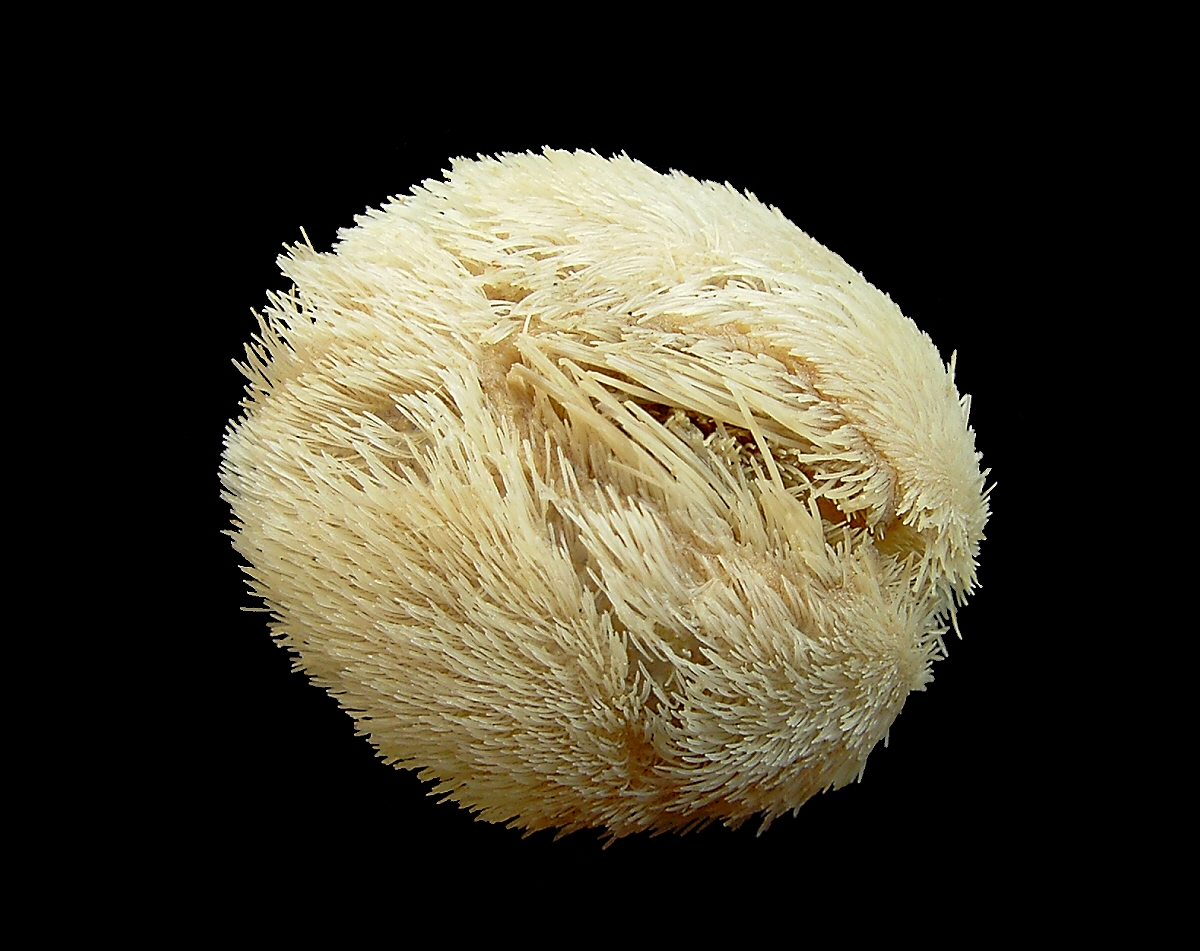
Oursin-cœur (Echinocardium cordatum)
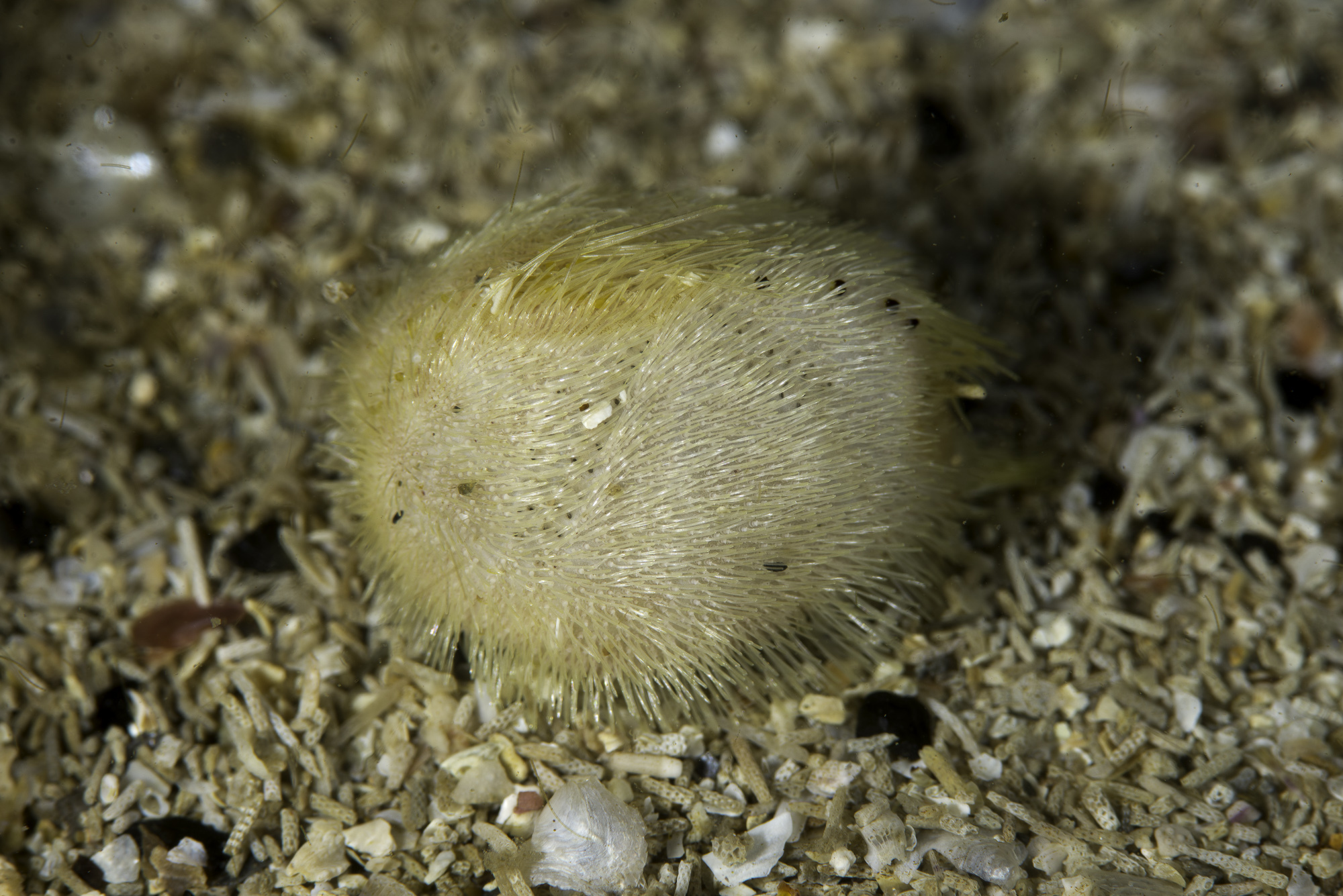
Spatangue jaune (Echinocardium flavescens)
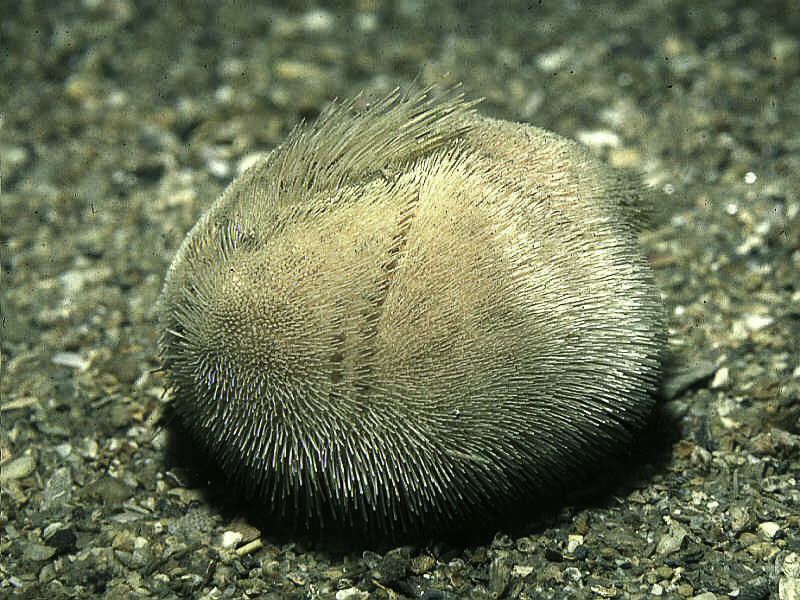
Echinocardium pennatifidum

Non illustrés : spatangue de Mortensen (Echinocardium mortenseni).

## Holothuries(«concombres de mer»)
La classe des Holothuroidea (du grec « holothoúrion», donné par Aristote à un animal qui n’a pu être déterminé) regroupe des animaux marins au corps généralement cylindrique, plus ou moins mou selon les espèces, qui présentent une symétrie bilatérale apparente tout en conservant organiquement la symétrie pentaradiaire propre aux échinodermes. Autour de la bouche située en position antérieure, on observe une couronne de tentacules mobiles et rétractables chargés de prélever des particules de sédiment et de les porter à la bouche. En partie postérieure se trouve l’orifice cloacal servant à la respiration et à l’évacuation des déjections. C’est aussi par cet orifice que sortent, en situation de stress, de longs filaments blancs et collants appelés tubes de Cuvier chez les espèces qui en possèdent. Les holothuries se meuvent lentement sur les centaines de podias terminés par une ventouse qui couvrent leur trivium. Les holothuries sont les grands nettoyeurs de la mer. Ils se nourrissent principalement de la matière organique en décomposition présente dans le substrat, et permettent ainsi de limiter la prolifération des bactéries et de constituer un sédiment épuré et homogène. Certaines espèces sont cependant immobiles, et vivent attachées à un objet ou enterrées dans le sédiment d'où elles ne laissent dépasser que leurs longs tentacules ramifiés, dont elles se servent pour se nourrir de plancton : ce sont les Dendrochirotida, ou « lèche-doigts ».
Très consommés et braconnés en Asie, les concombres de mer sont peu exploités en Europe.

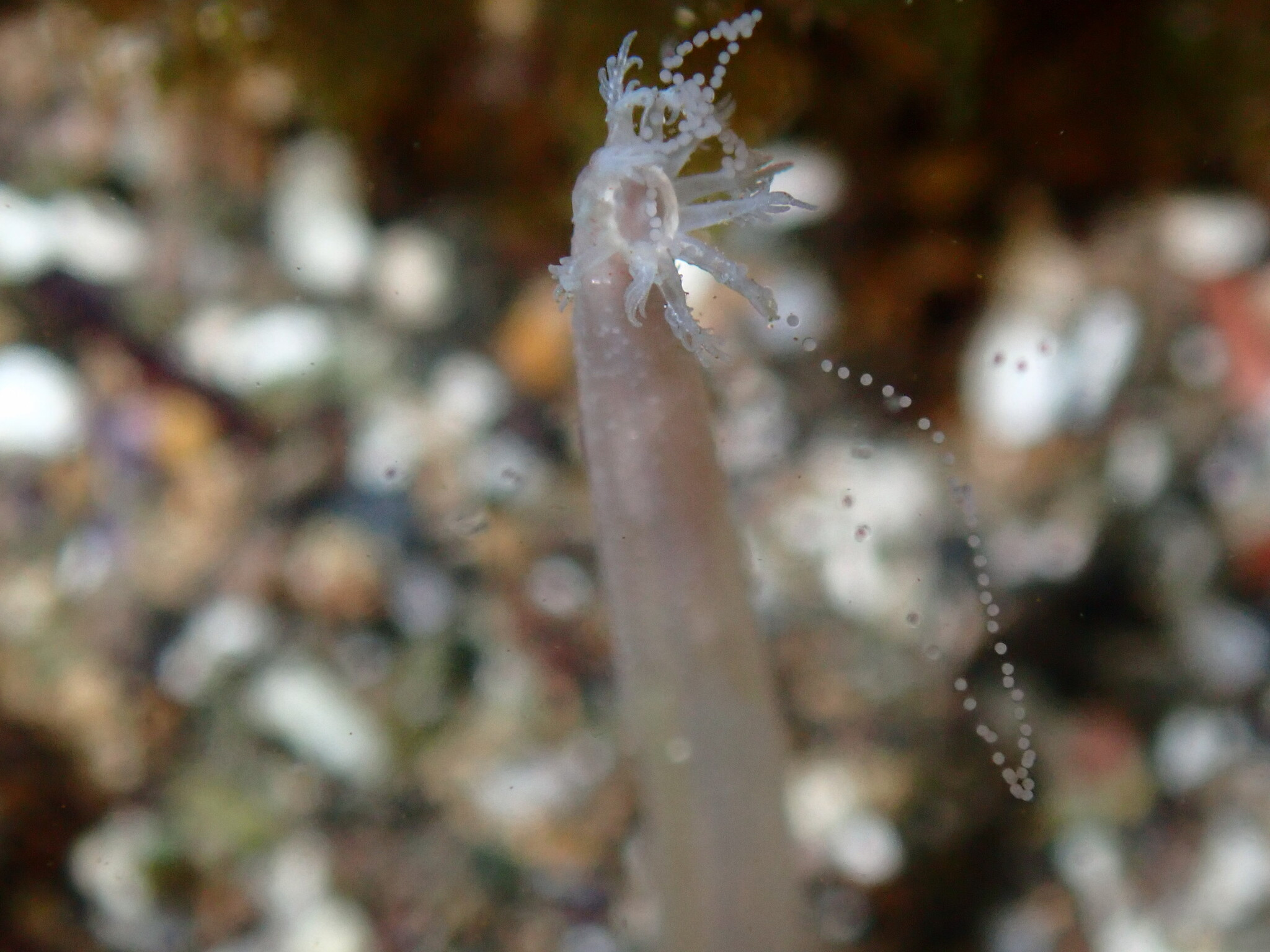
Leptosynapta inhaerens
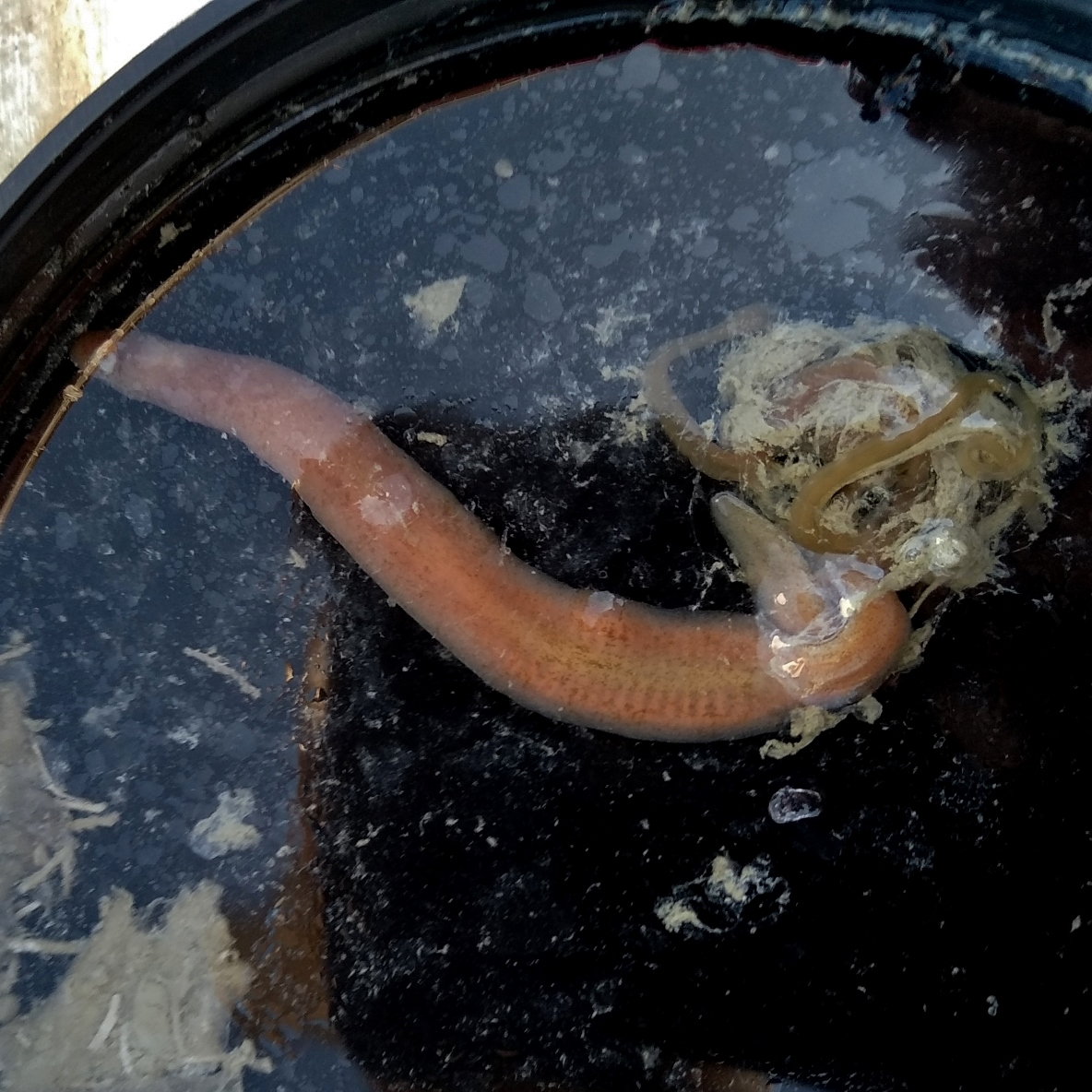
Oestergrenia digitata
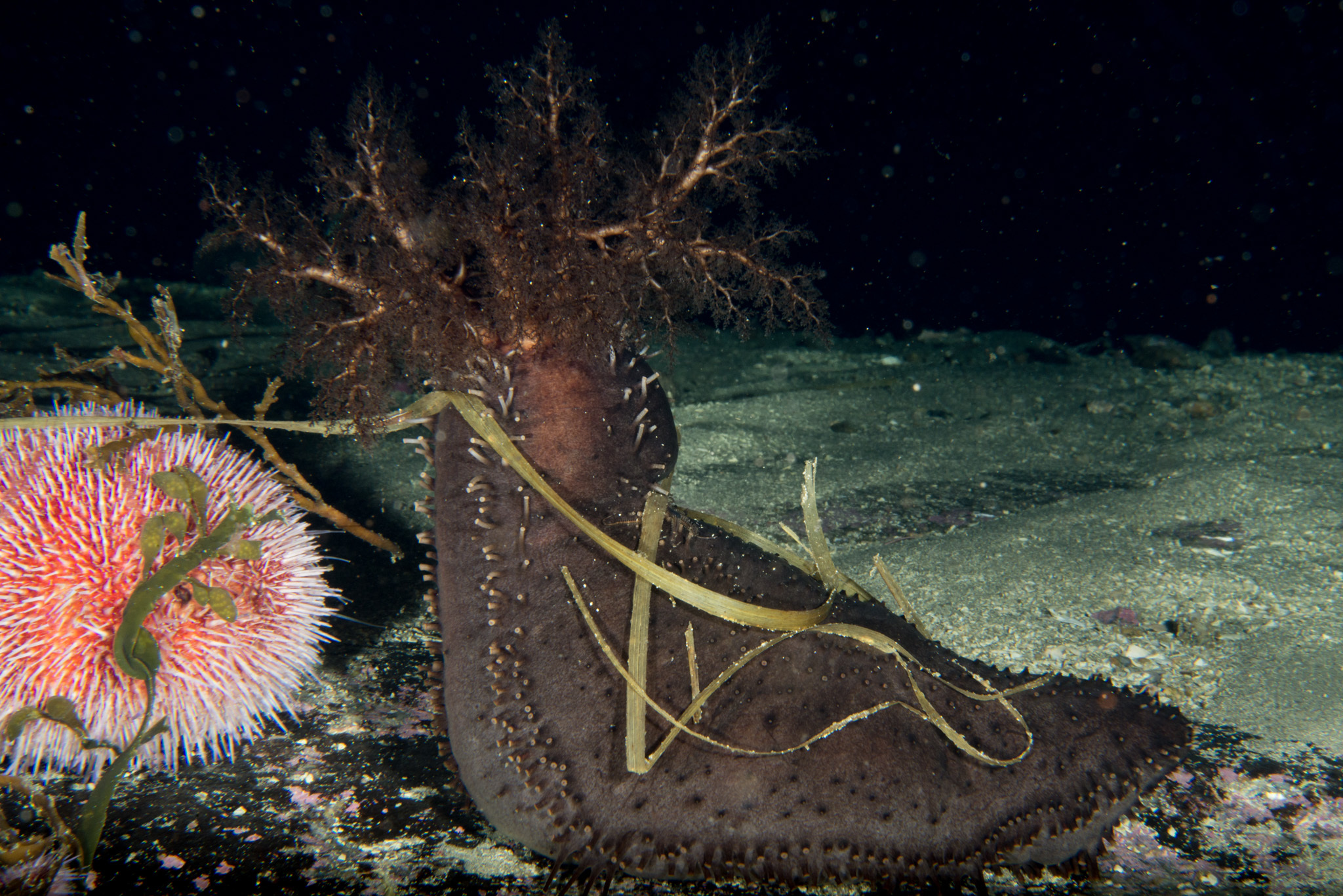
Concombre de mer du Nord (Cucumaria frondosa, ajout de DORIS)
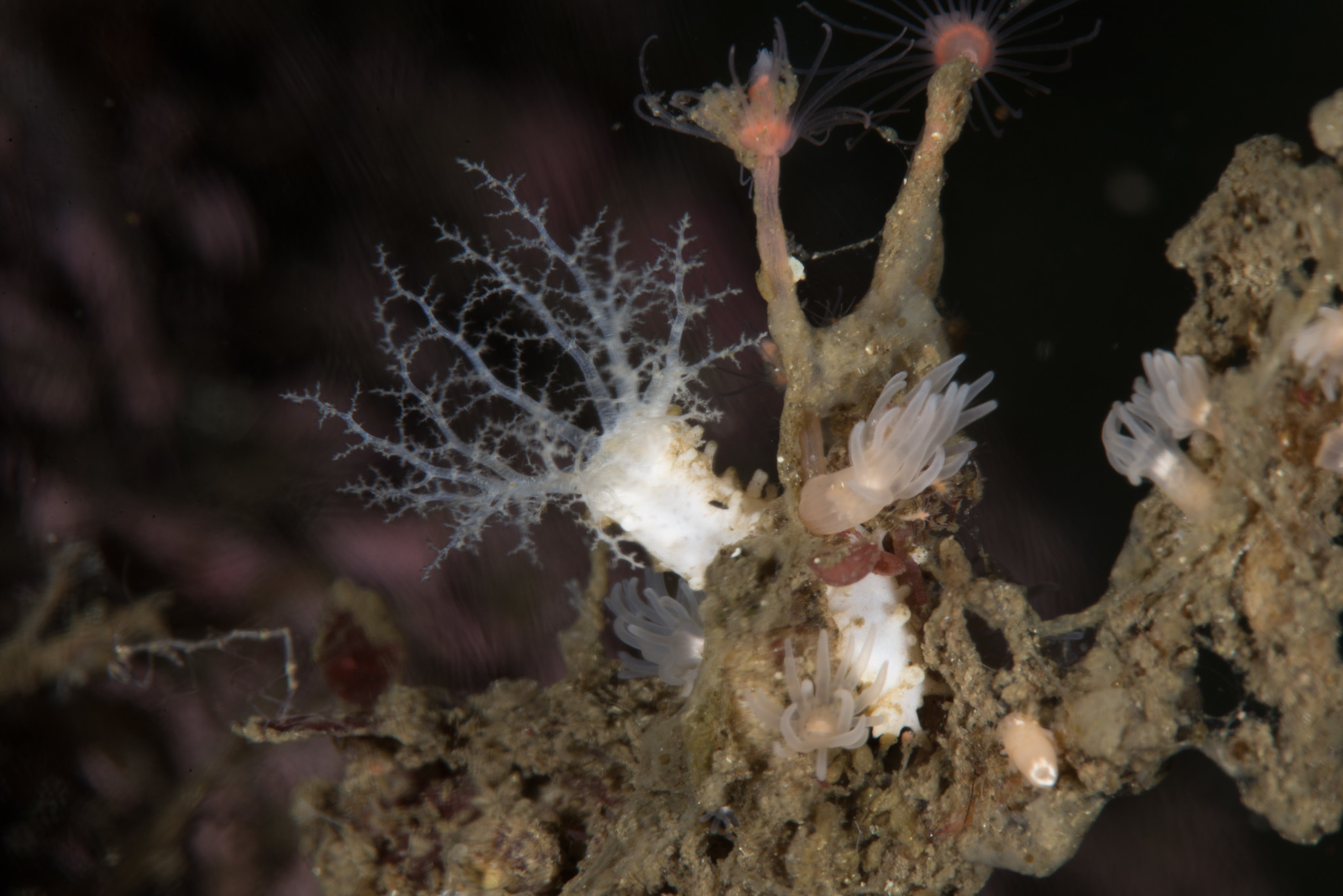
Petit lèche-doigts blanc (Ocnus lacteus)
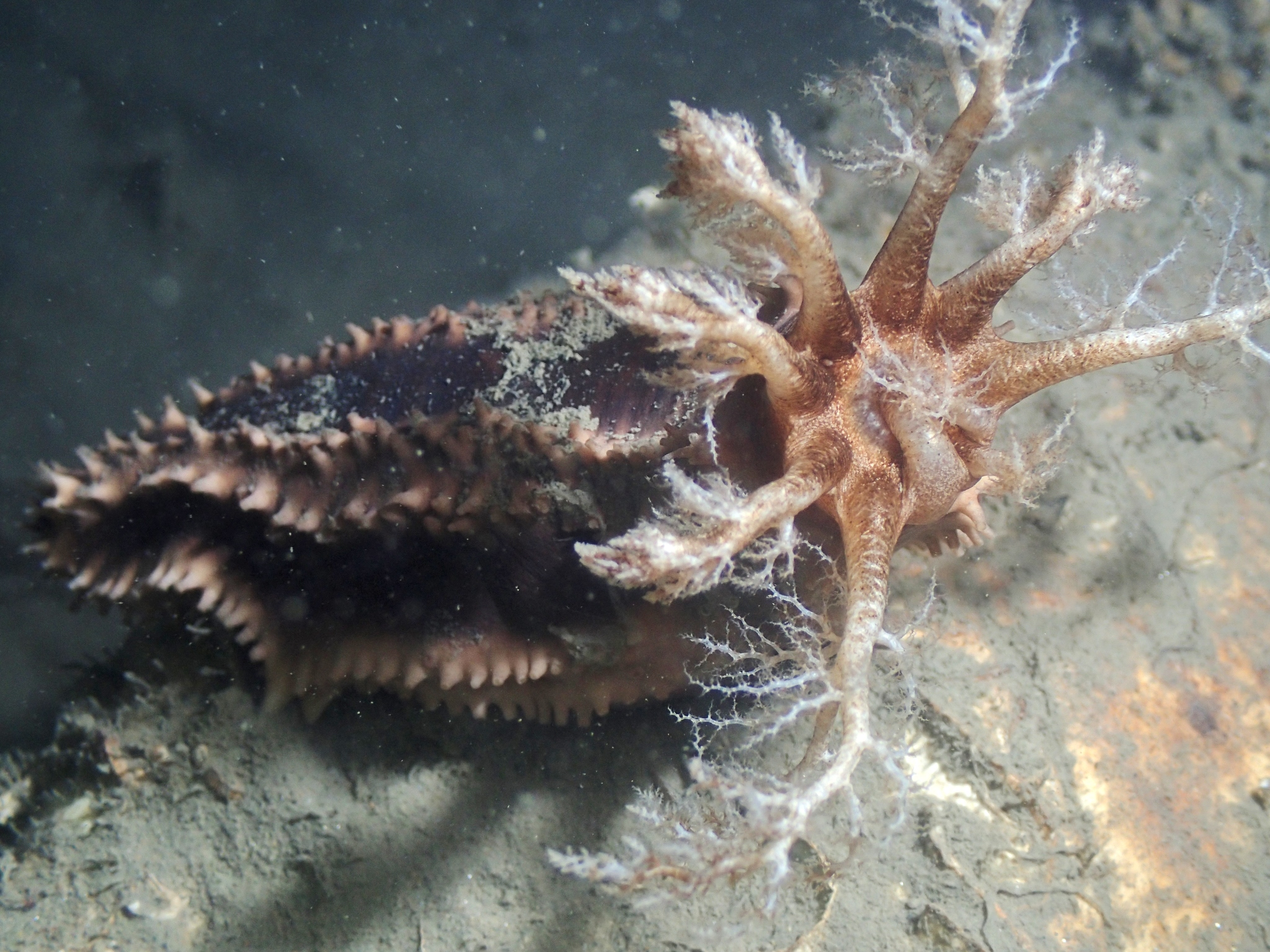
Lèche-doigts de Plancus (Ocnus planci)
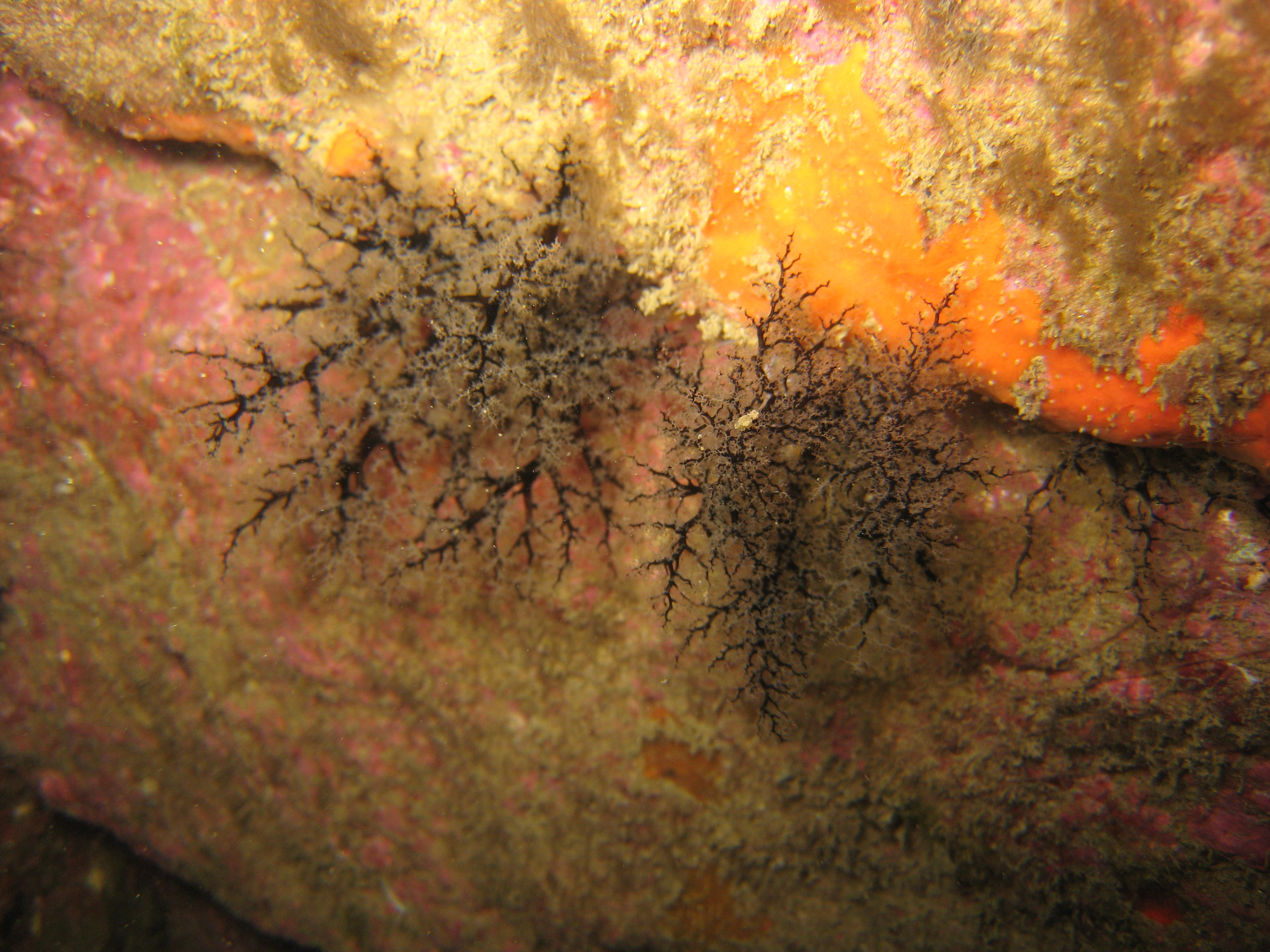
Lèche-doigts de Lefèvre (Aslia lefevrii)
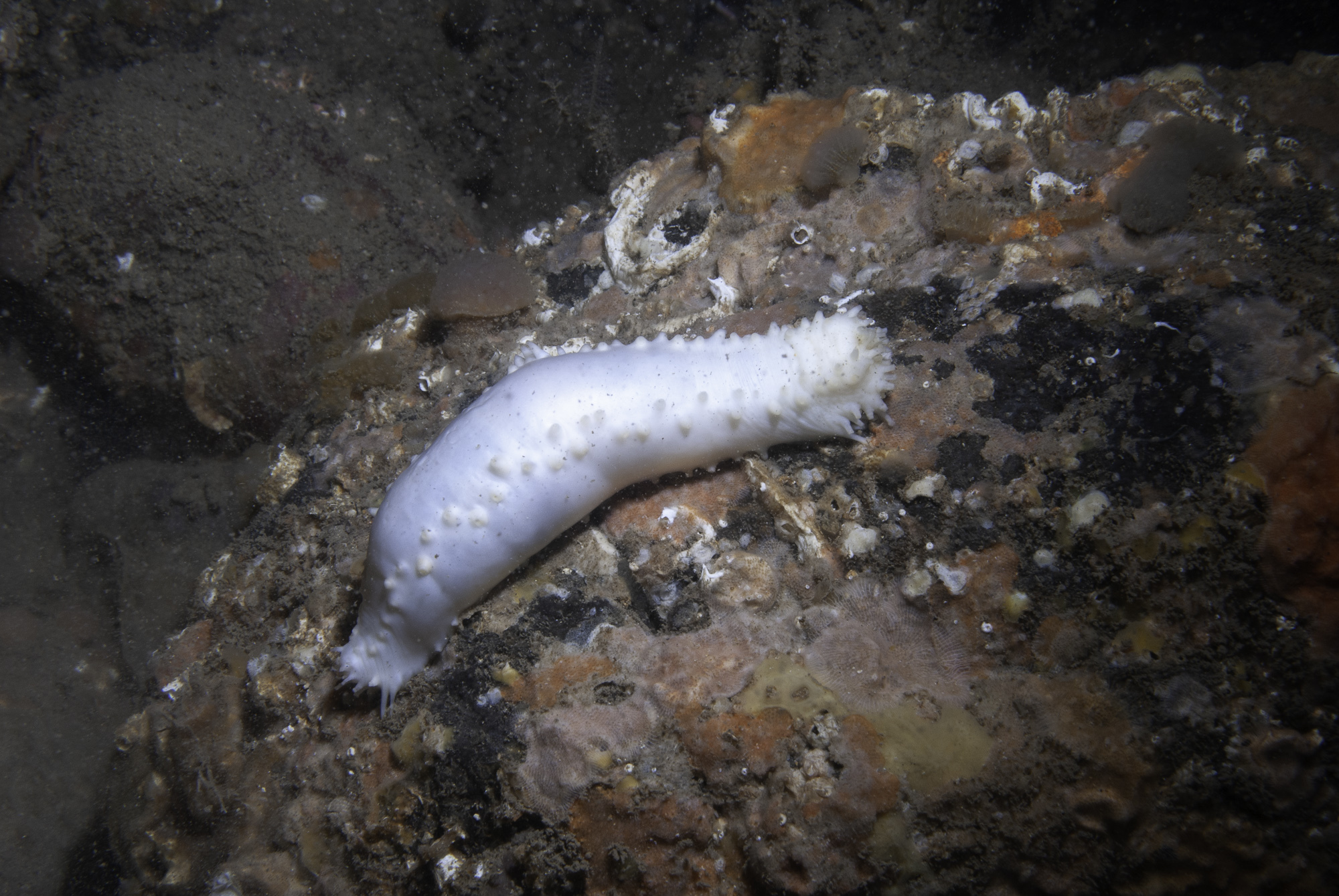
Grand lèche-doigts blanc (Pawsonia saxicola)
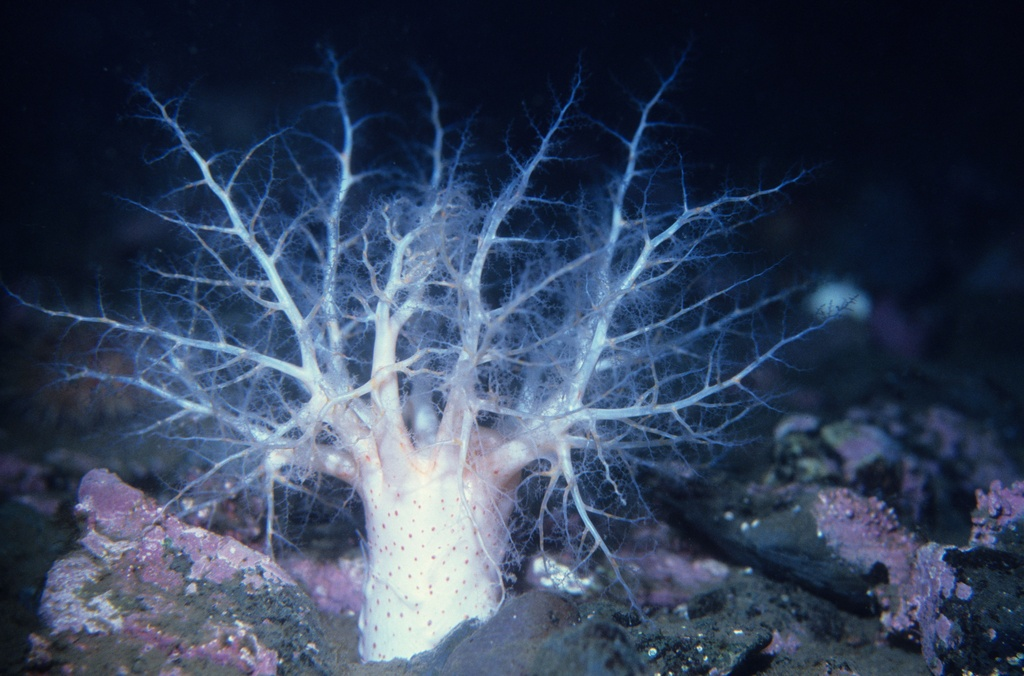
Psolus phantapus (ajout de L'EMLBI[5])
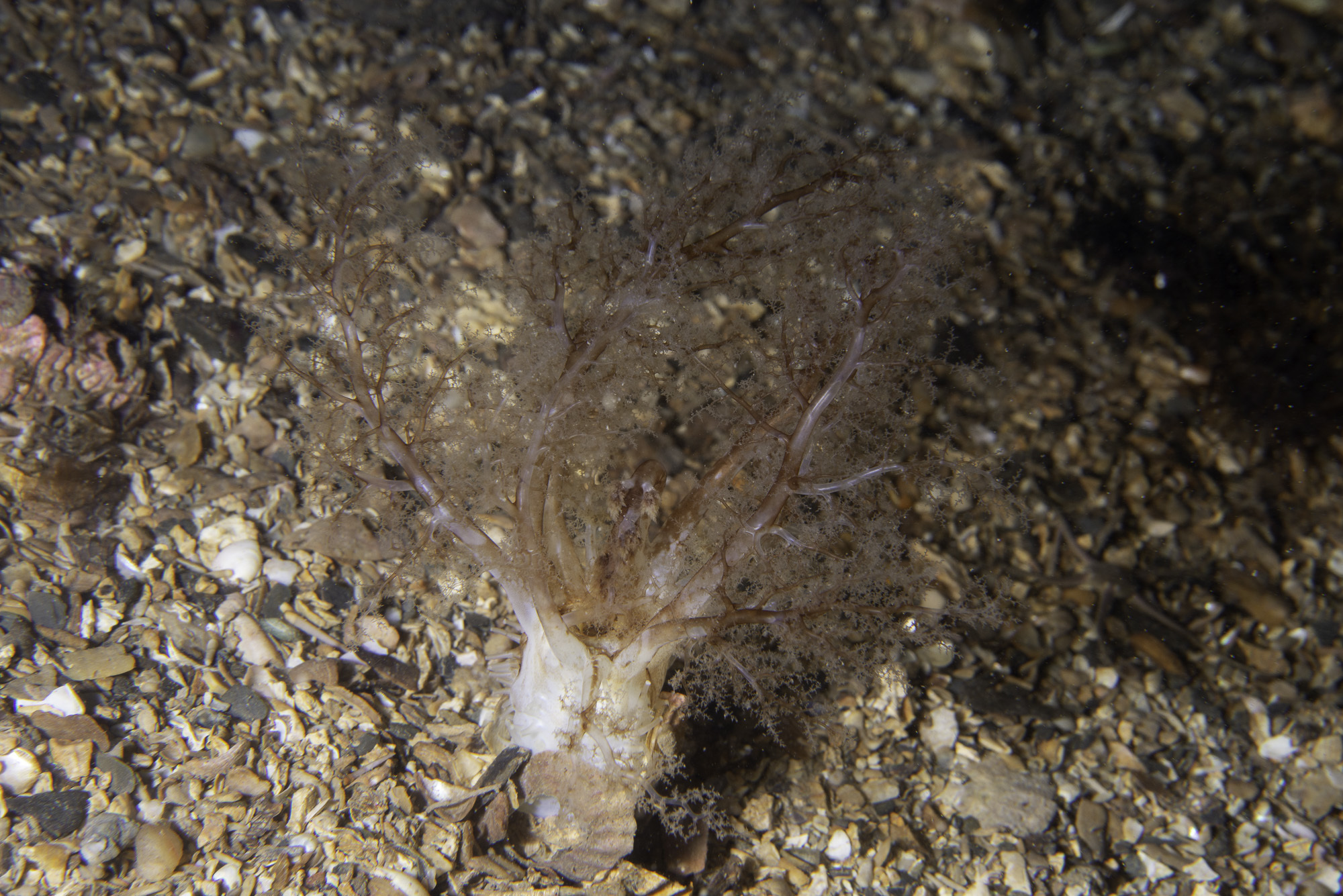
Neopentadactyla mixta
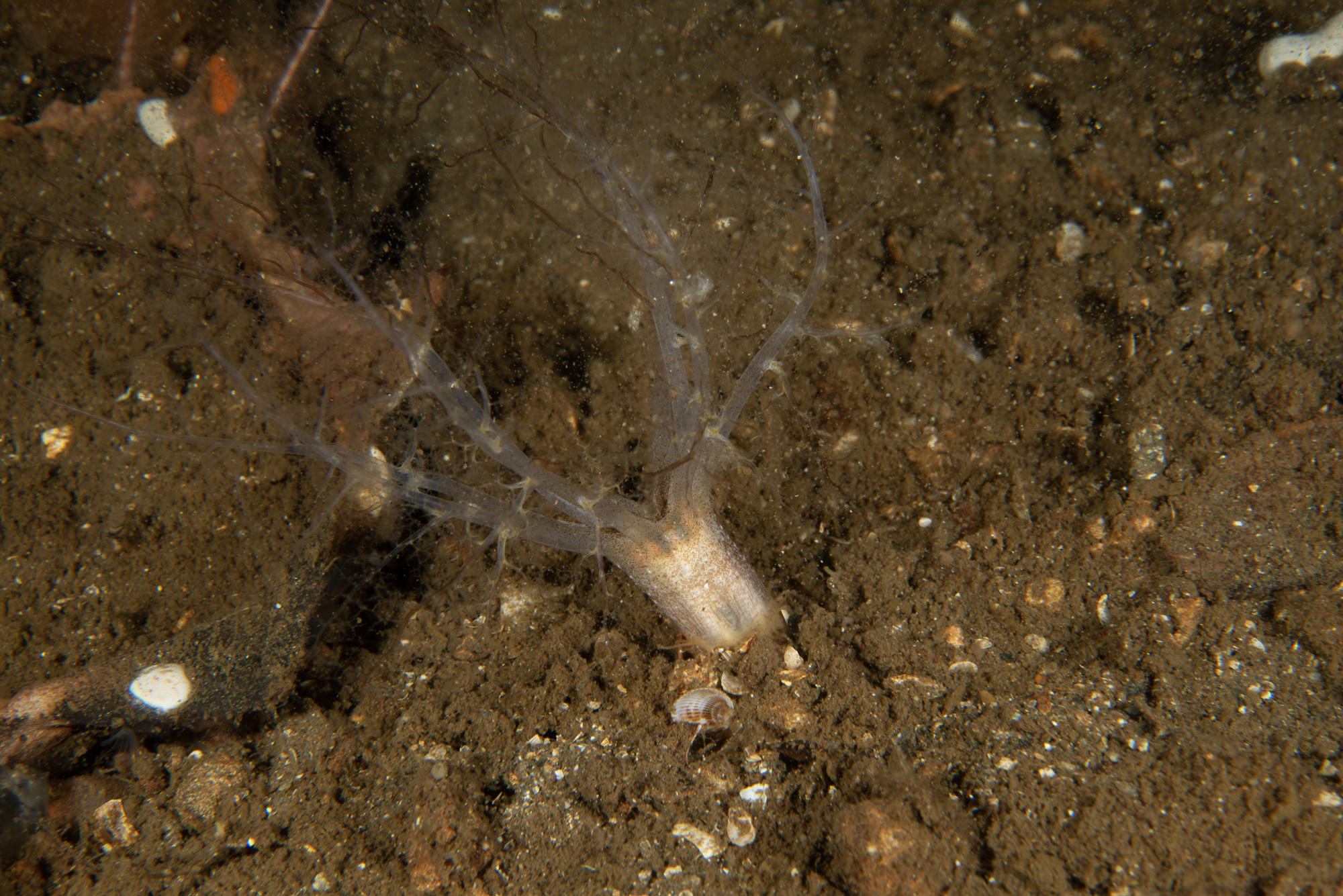
Thyone fusus
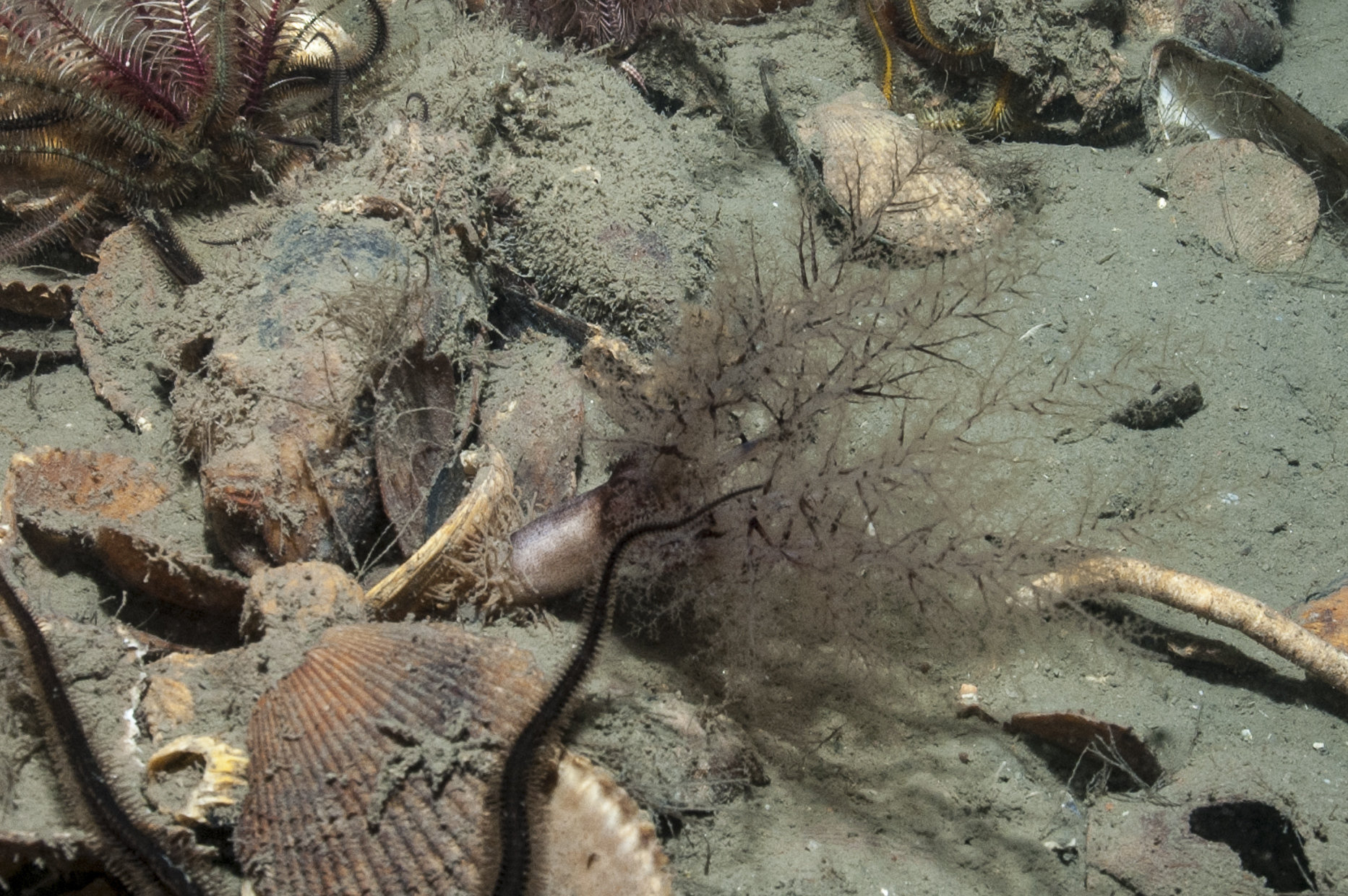
Thyone roscovita
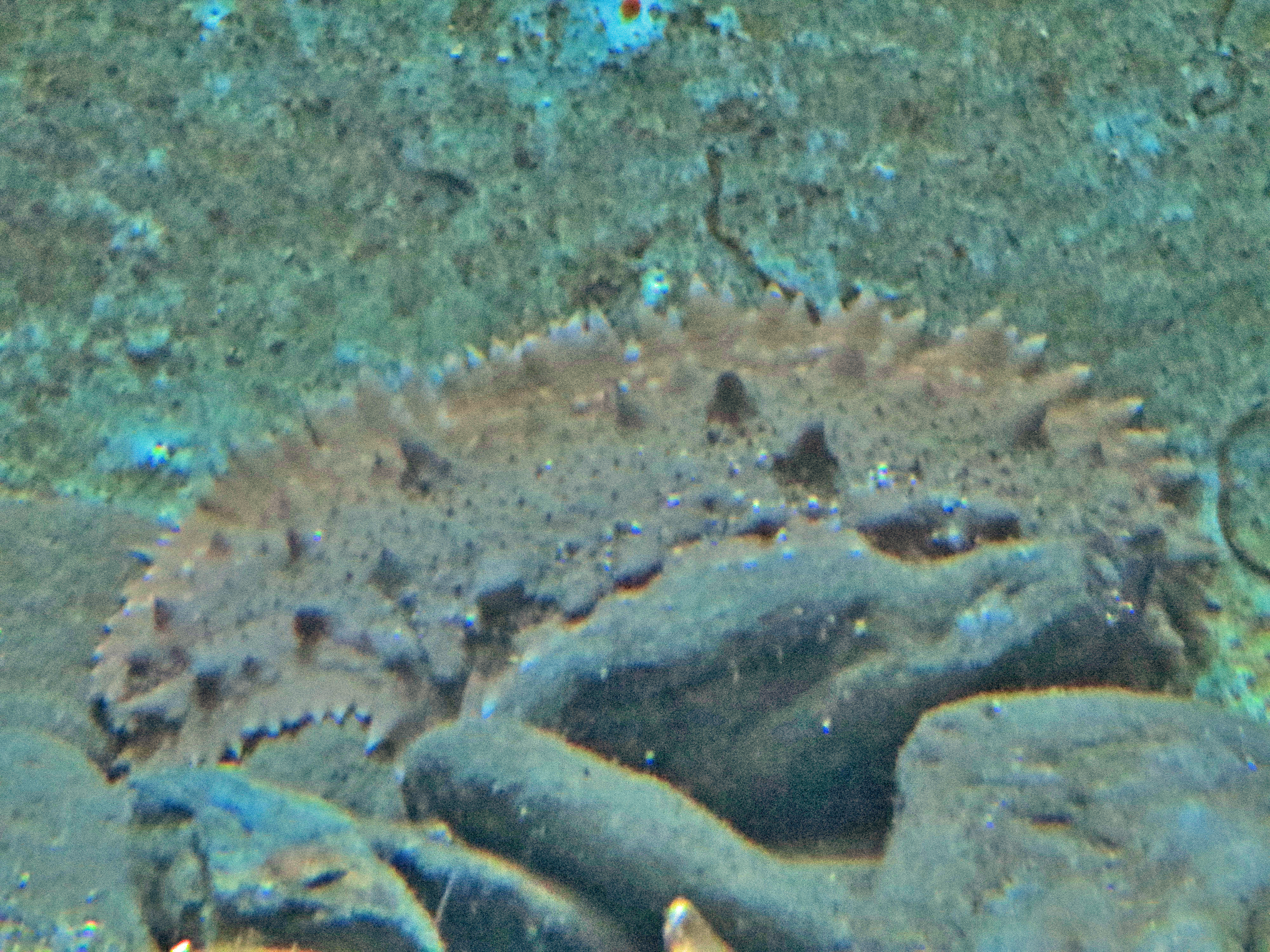
Espardenya (Parastichopus regalis)
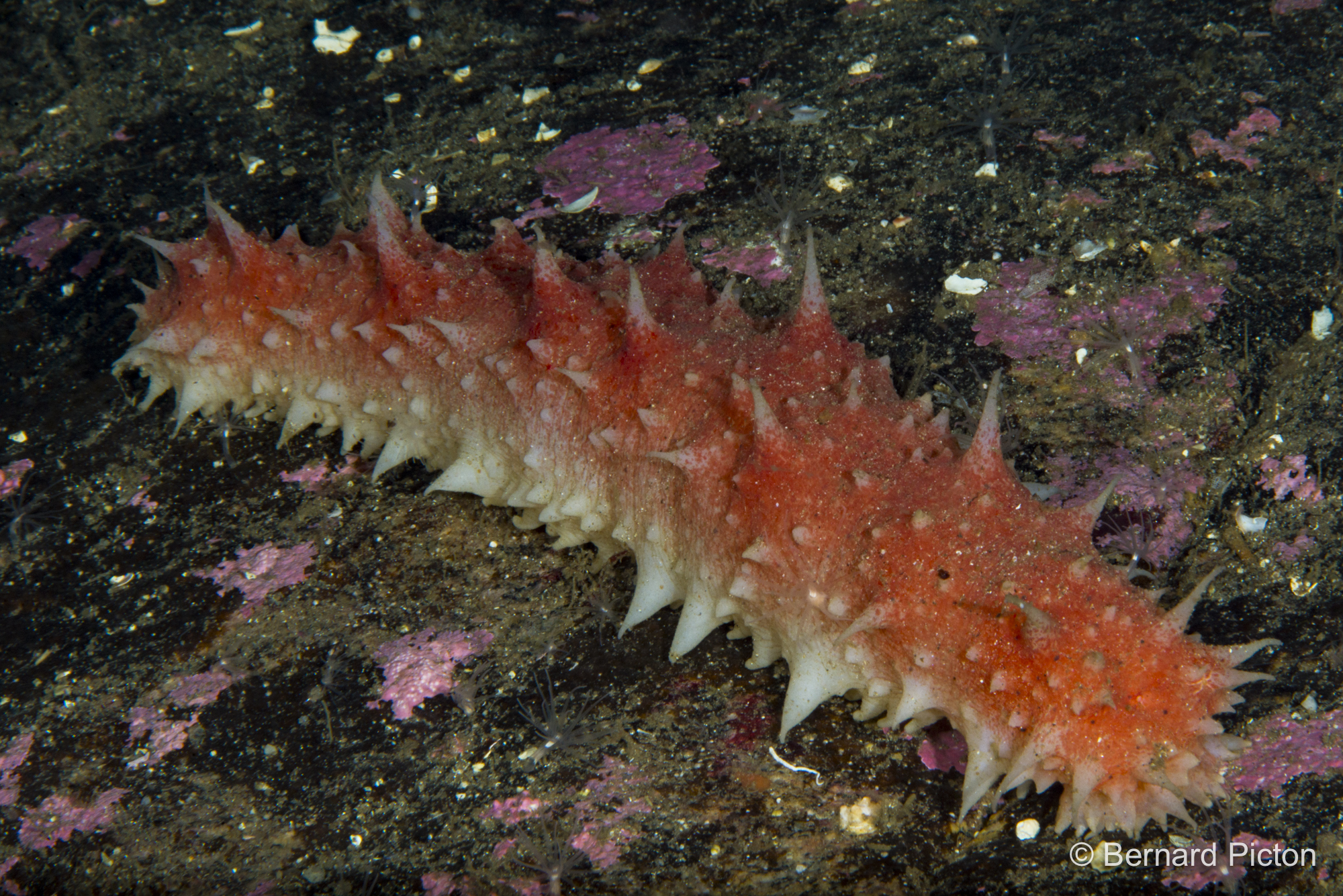
Parastichopus tremulus
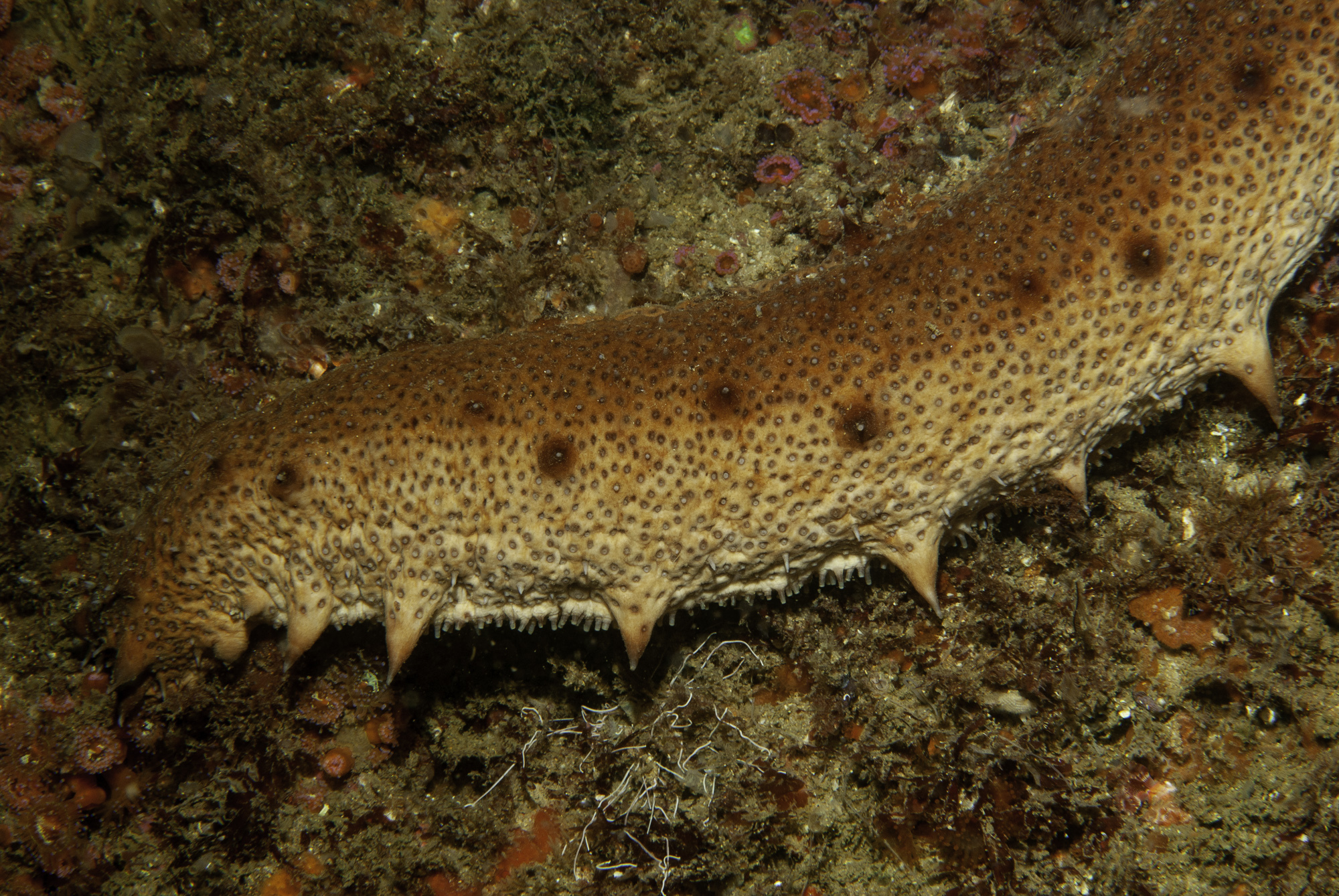
Holothuria arguinensis
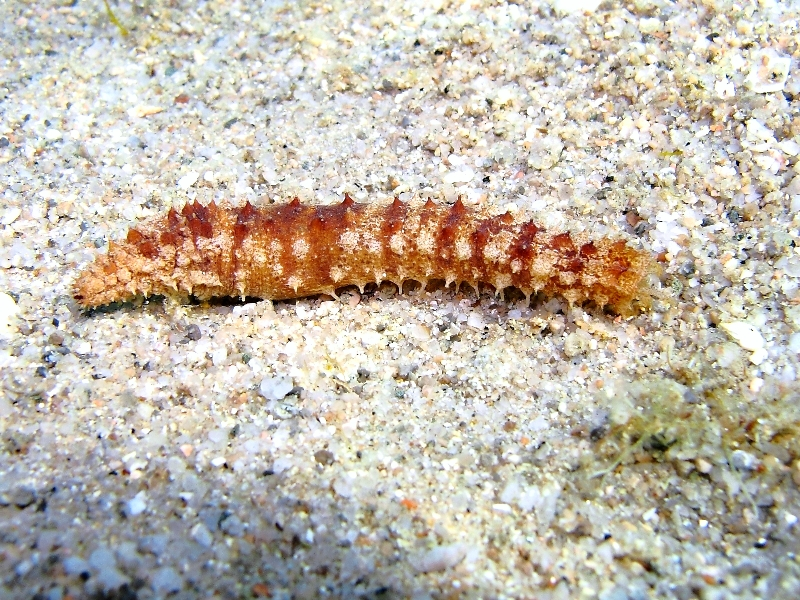
Holothurie impatiente (Holothuria impatiens)
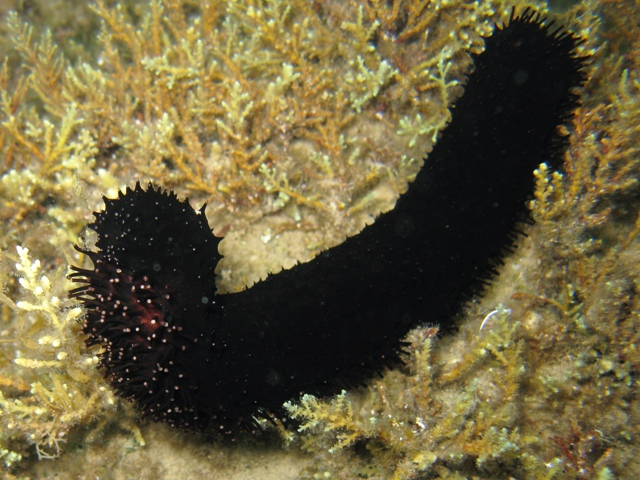
Holothurie noire (Holothuria forskali)
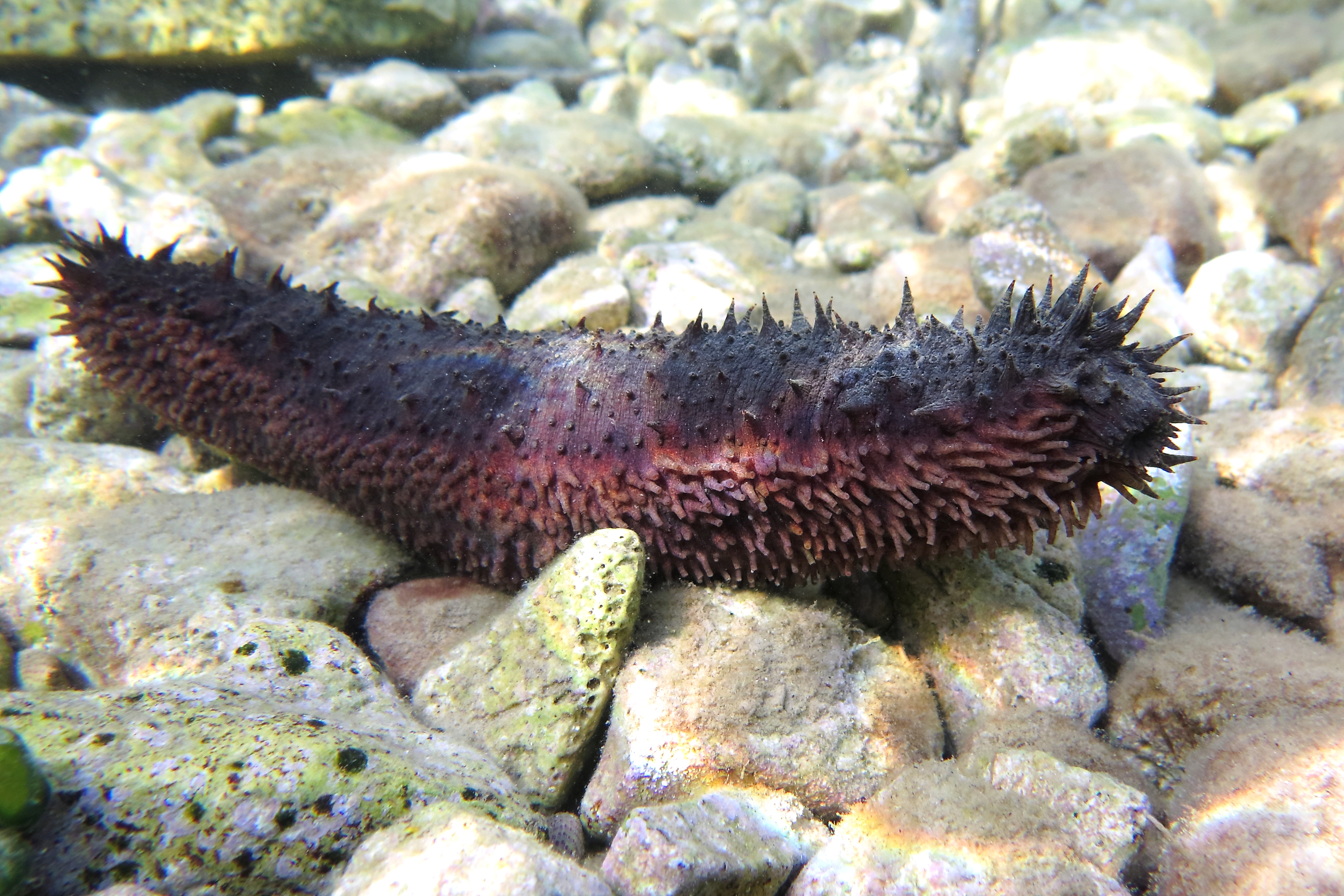
Holothuria mammata
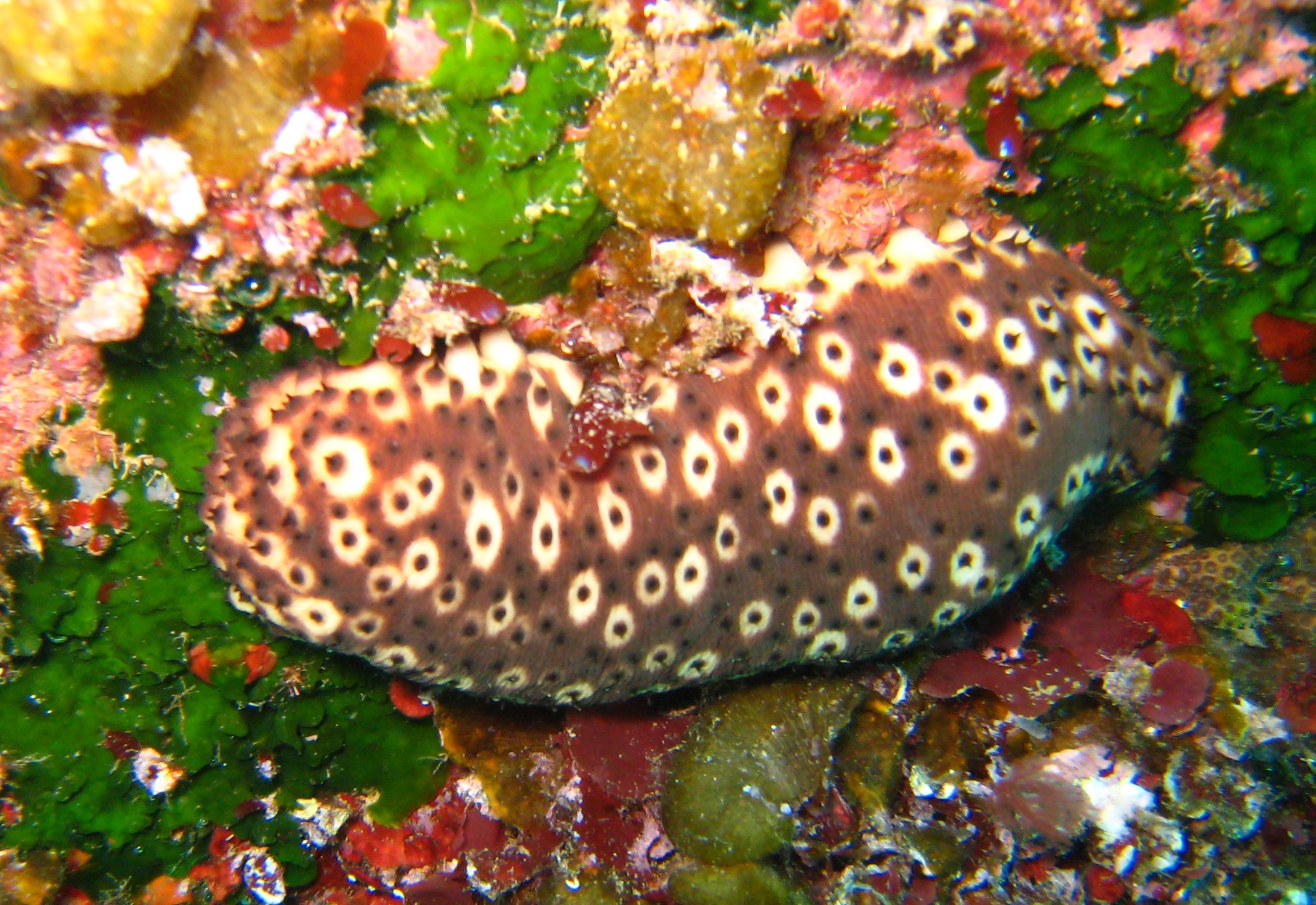
Concombre cracheur marron (Holothuria sanctori)
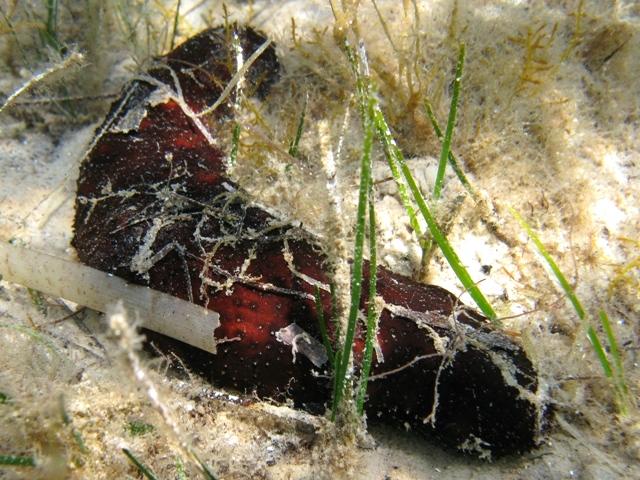
Holothurie ensablée (Holothuria poli)
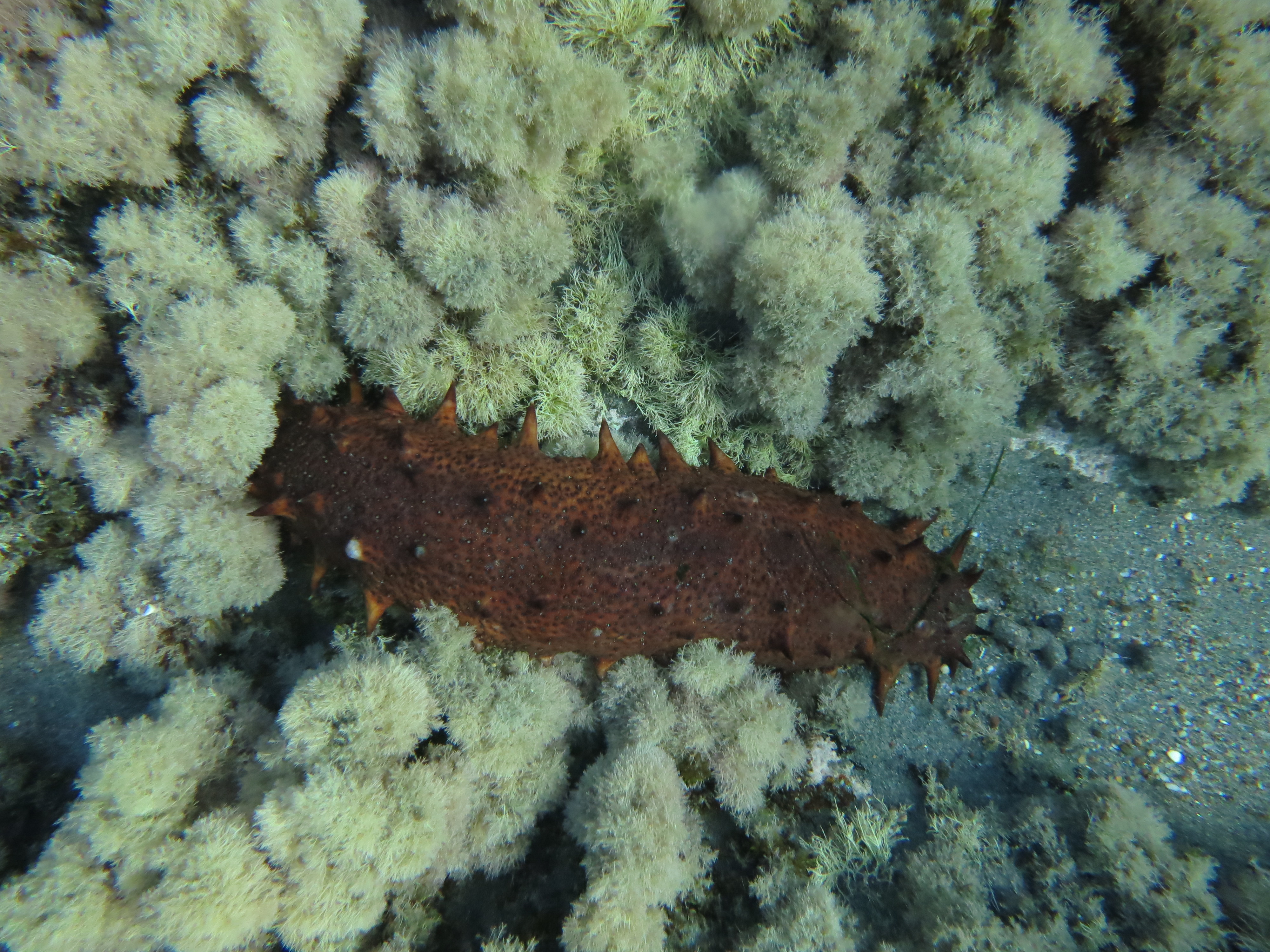
Holothurie tubuleuse (Holothuria tubulosa)
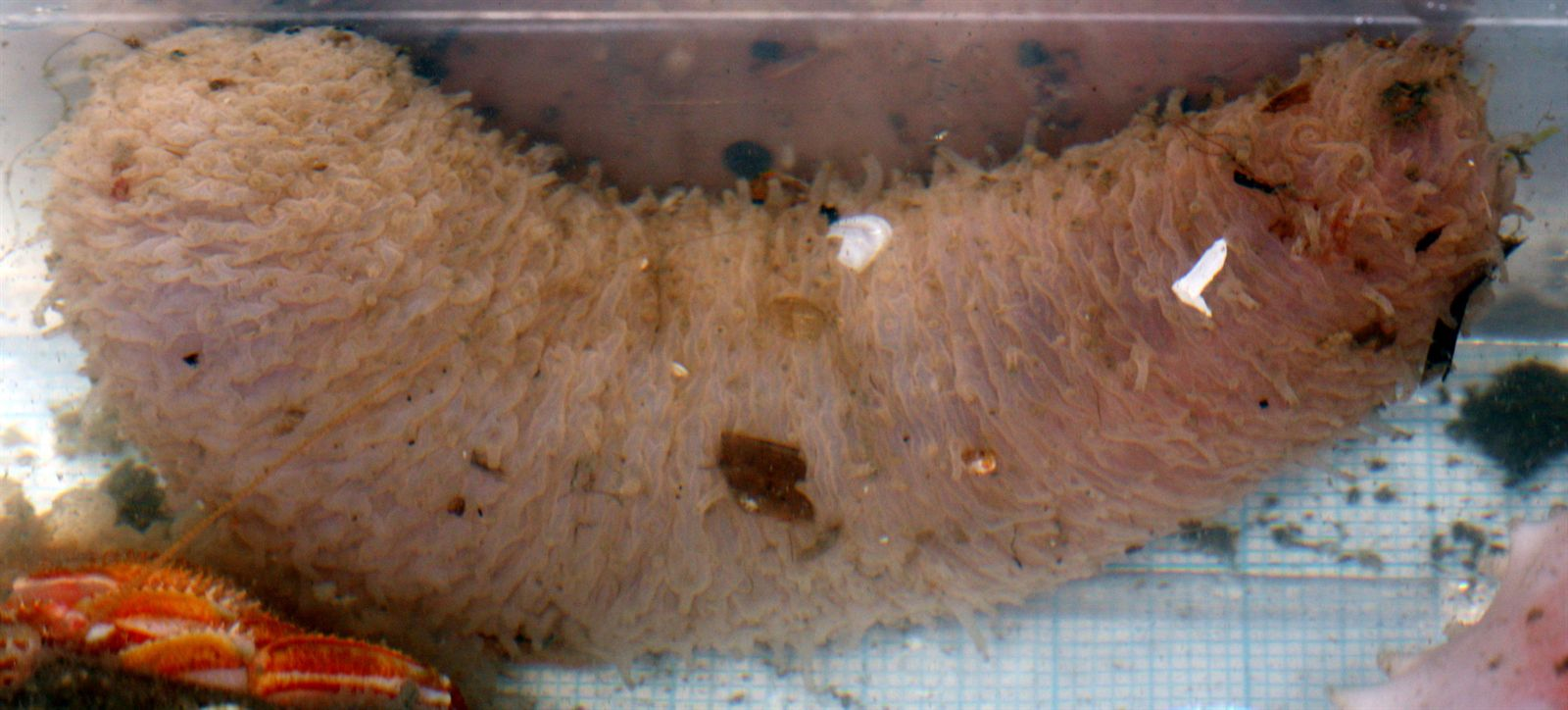
Mesothuria intestinalis (ajout de L'EMLBI[5])
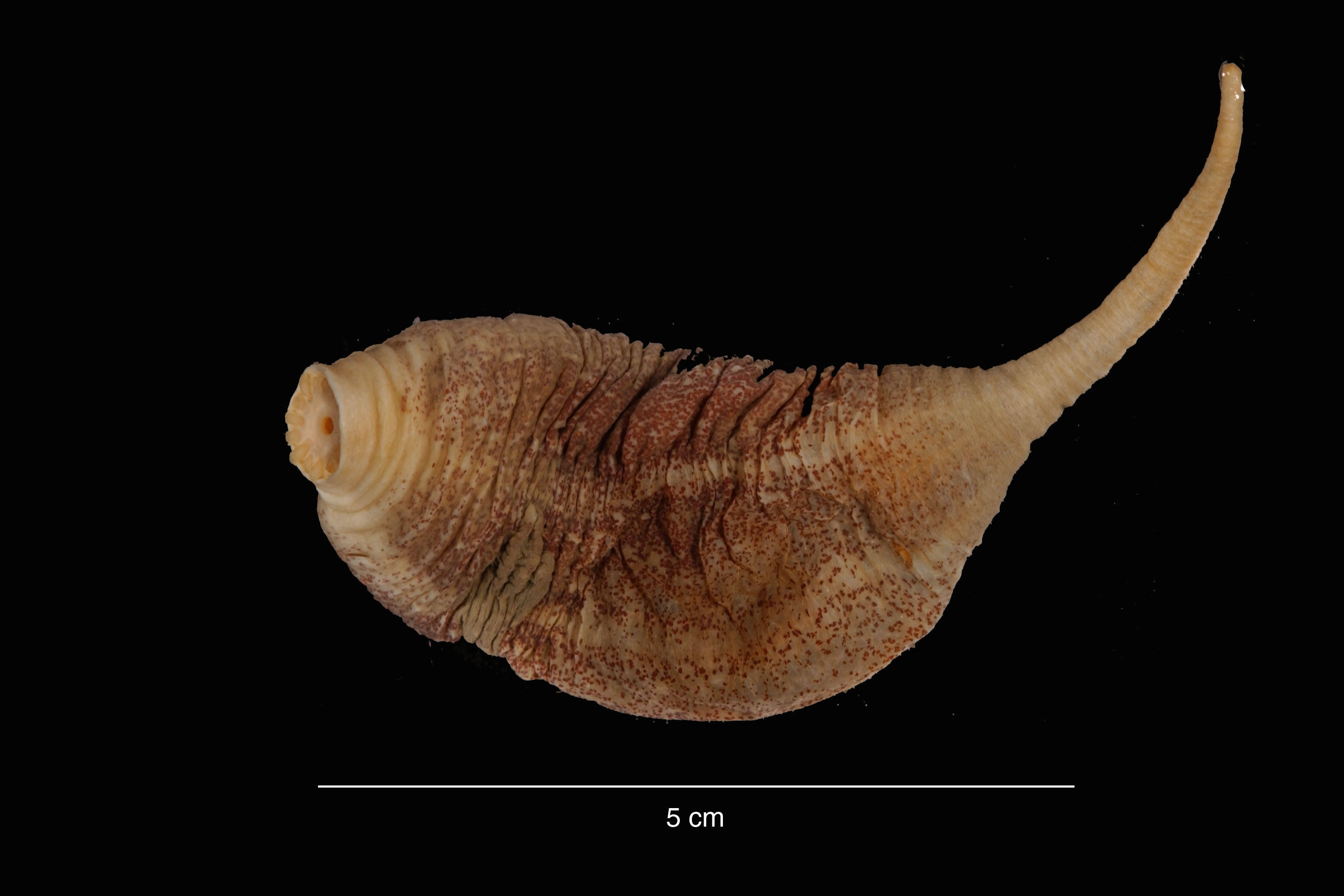
Molpadia musculus

Non illustrées : Cucumaria montagui, Hemiocnus syracusanus, Leptopentacta elongata, Ocnus brunneus, Panningia hyndmani, Pseudocnus koellikeri, Neocucumis marionii, Thyone inermis, Pseudothyone raphanus, Rhabdomolgus ruber, Leptosynapta decaria, Leptosynapta galliennii, Oestergrenia thomsonii. L'EMLBI y ajoute Thyonidium drummondii, Leptosynapta bergensis, et Leptosynapta minuta. D'autres sources ajoutent  Thyonidium hyalinum.

### Sources

#### Ouvrages
- René Koehler, Faune de France : 1 : Échinodermes, Paris, Librairie de la Faculté des Sciences, 1969 (lire en ligne).
- (en) Southward, E.C. et Campbell, A.C., Echinoderms : keys and notes for the identification of British species, vol. 56, Shrewsbury, Field Studies Council, coll. « Synopses of the British Fauna », 2006, 272 p. (ISBN 1-85153-269-2).

#### Articles scientifiques
- (en) Hans G. Hansson, « European Echinodermata Check-List : a draft for the European Register of Marine Species », Species 2000,‎ 1999 (lire en ligne).
- R. Koehler, Faune de France - 1 : Échinodermes, Paris, Librairie de la faculté des sciences, 1921, 216 p. (lire en ligne).
- (en) Silke Laakmann, Karin Boos, Thomas Knebelsberger, Michael J. Raupach et Hermann Neumann, « Species identification of echinoderms from the North Sea by combining morphology and molecular data », Helgoland Marine Research, vol. 70, no 18,‎ 2016 (DOI 10.1186/s10152-016-0468-5).

#### Sites de référence en identification d'espèces marines
- « Données d'observations pour la reconnaissance et l'identification de la faune et de la flore subaquatiques », sur DORIS, site partenaire du MNHN géré par la CNEBS de la FFESSM.
- « Sous Les Mers », sur www.souslesmers.fr, administré par François Cornu.
- (en) « Marine Species Identification Portal », sur species-identification.org.

#### Sites spécialisés sur la région
- Bernard E. Picton & Christine C. Morrow, « Encyclopedia of Marine Life of Britain and Ireland », sur habitas.org.uk.
- « Echinodermes », sur plongeetech.com.
- « Les échinodermes de l'atlantique nord-est », sur webplongee.com.

#### Bases de données taxinomiques
- (en) « World Register of Marine Species », sur World Register of Marine Species.
- (en) « Système d'information taxonomique intégré », sur ITIS.
- (en) « Sea Life Base », sur Sealifebase.org.